# Levens
Ne doit pas être confondu avec Levens (Alpes-de-Haute-Provence), ancienne commune française du département des Alpes-de-Haute-Provence.
Vous lisez un « article de qualité » labellisé en 2007.
Levens ([ləvɛ̃s], Levenzo en italien) est une commune française située dans le département des Alpes-Maritimes, en région Provence-Alpes-Côte d'Azur.
Ses habitants sont appelés les Levensans ou Levensois.
En niçois, le toponyme est aussi Levens et ses habitants sont lu Levensan.

## Toponymie
Les chartriers (cartulaires) de l’abbaye de Saint-Pons « hors les murs » ou de la cathédrale de Nice attestent de nombreuses formes anciennes : sancta Maria de Leven (1075), castro qui nominatur Levent (1079), castellum Levenni (1108-1109), de Levendis (1125), Leven, Levens (1137-1159), castrum de Levengis (1203), in castro de Levens (enquête demandée par Charles Ier d'Anjou pour le bornage du fief en 1251), Leventio, Levencio (1286, 1351, 1385), villa Levenci (1388), de Leventio (1567). Pendant l’époque sardo-piémontaise, le village est appelé Levenzo, pour devenir l’actuel Levens.
Il s'agit d'une formation toponymique obscure peut-être pré-latine.
Elle serait basée sur un radical celto-ligure hypothétique *lev- « [terrain en] pente », suivi du suffixe -entio. une variante -entu- / -ento- est bien attesté dans la toponymie gauloise (voir Crozant, Drevant, etc.).
Remarques : Albert Dauzat rapproche ce Levens de Levens (Alpes-de-Haute-Provence, Levenz vers 1200), mais n'est pas suivi par Ernest Nègre qui propose une tout autre explication pour ce dernier, à savoir le nom de personne roman Libencius pris absolument.

### Microtoponymie

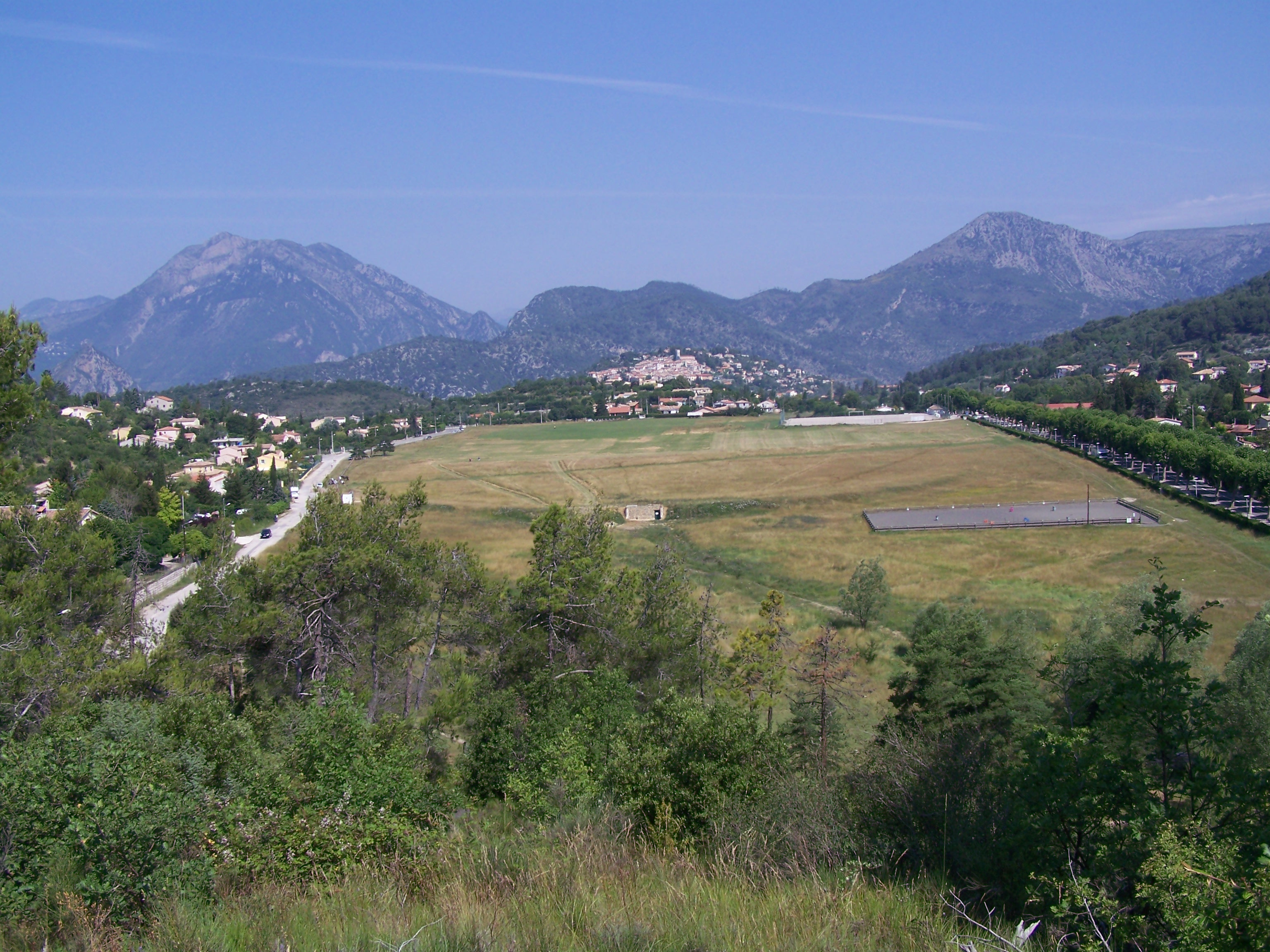
Les Grands Prés, au sud. En arrière-plan, le mont Vial et le collet d’Huesti.

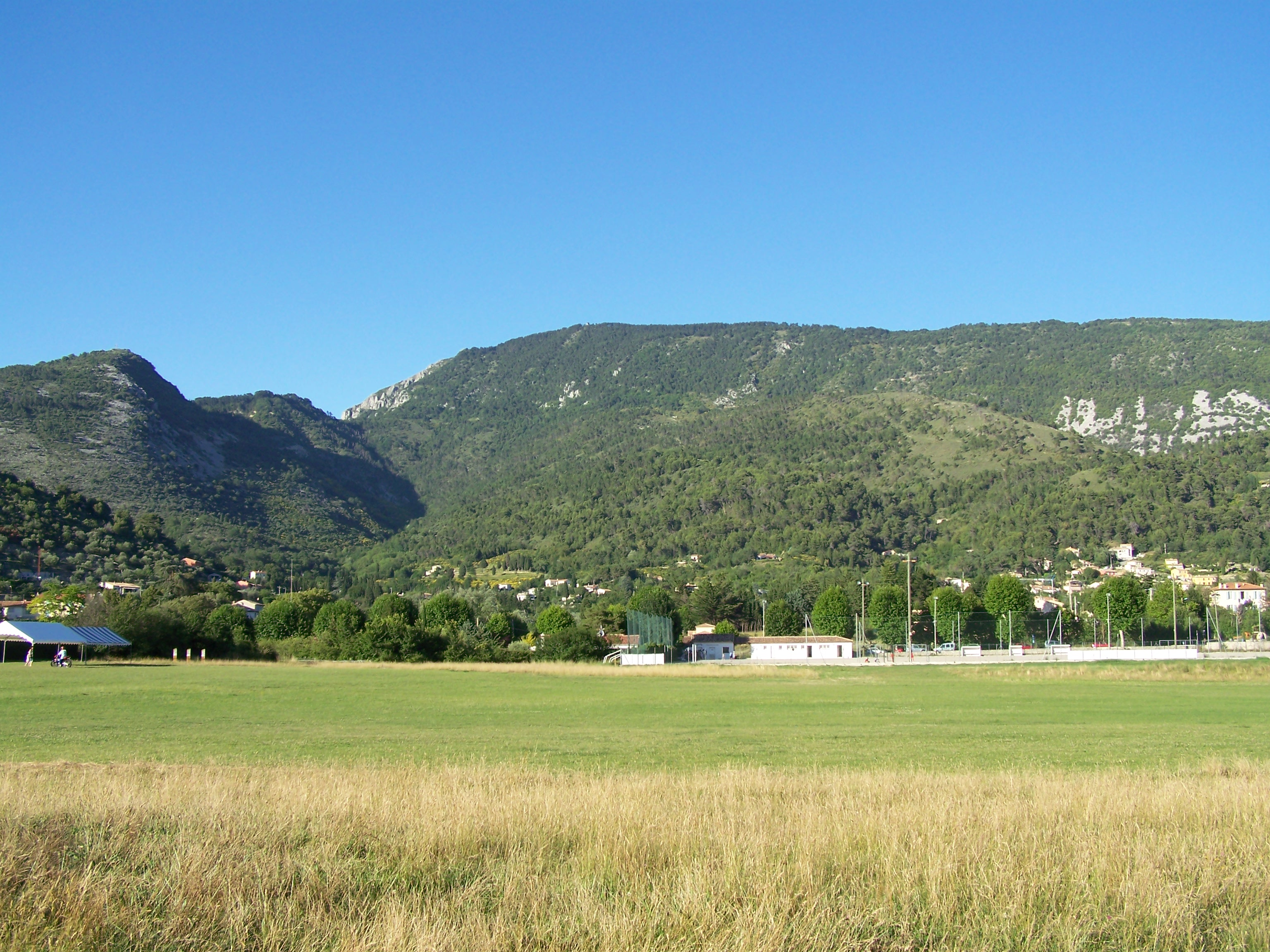
Monts Castellar et Férion, à l’est.

Liste non exhaustive de quelques hameaux et lieux-dits
L’Albaréa, Balme Riquier, Boussonet, Castelvieil (castel signifie « château »), la Clue, le collet Saint-Pierre, la Condamine, la Coulane, la Coumba, Figharacca (ou Fieracca), Fouon di Mel (fouon signifie « source »), Fouon Puench, Fouon Trebau (la « source des trois rochers »), la Fubia, la Gorghetta, la Gourre, Laval, la Madone, la Mole, l’Ordaléna, Pestiers, Porte Rouge, le pré des Cavaliers, le Revesté, le Rivet, la Rouméghiera, Sainte-Anne, Saint-Antoine-de-Siga, Sainte-Claire, Saint-Roch, les Sarses, la Siga, les Traverses, Ve la Grau, Ve li Sarsi, Ve lou Cros, la Vallière, le Vignal…

## Histoire

### Levens avant Levens

#### Préhistoire
Les traces d’occupation les plus anciennes découvertes sur le territoire de la commune de Levens remontent au Néolithique final. Elles ont été mises au jour dans la grotte du Rat, découverte en 1913 par l’instituteur du village Henri Sivade et republiées en 1971 par Roger Cheveneau. La reprise récente des déblais de fouilles anciennes a permis de déterminer une occupation funéraire du site durant le Chalcolithique.

#### Protohistoire
Des structures en pierre sèche sont visibles à l’est de la commune : le Castellar, le Véaou, et en divers points de la chaîne du Férion. Au sud, on trouve la Fubia, ou le Castelvieil. La tradition locale les interprète comme des (oppidum), les attribue aux Ligures et les date de l’âge du fer. Malheureusement, ces monuments sont très difficiles à dater. La recherche actuelle tend à montrer qu’on a rassemblé dans cette catégorie de sites des constructions aux fonctions et d’époques très diverses (habitat, enclos, restes de fortifications médiévales, lignes de défense militaire d’époque moderne ou contemporaine…).
Parmi ces structures en pierre sèche, on trouve celles du sommet de la Grave, du Sarguier, l’enceinte de Sainte-Anne, la Véaou, la cote 577, la cote 929 et la cote 948 du Férion, et l’enceinte de la Fubia.
Contrairement à une idée reçue, aucune trace d’occupation protohistorique n’a été identifiée dans le village même. Les gros blocs que l’on peut voir intégrés dans certains murs anciens du village ne permettent pas d’affirmer la présence d’une enceinte protohistorique ou d’un oppidum sous le village médiéval.
Quelques traces d’occupation ancienne ont pourtant été identifiées sur les enceintes du Castellar, au Castelviel et de la cote 928 du Férion. Il s’agit de céramiques modelées et de céramiques campaniennes à vernis noir qui ne sont pas antérieures au IIe siècle av. J.-C. L'on y trouve aussi du mobilier du Haut-Empire qui semble indiquer un maintien de l’occupation de ces sites au Ier siècle apr. J.-C..

#### Antiquité
Le territoire de Levens est intégré à la province des Alpes-Maritimes à la suite de la campagne d’Auguste contre les populations alpines à la fin du Ier siècle av. J.-C. Les Lepontii qui paraissent occuper le territoire de Levens semblent avoir été favorables aux Romains ou s’être prudemment soumis, comme les Vediantii qui occupent un territoire situé entre les hauteurs de Nice et Tourette-Levens. En effet, ils ne font pas partie des peuples vaincus lors de la campagne d’Auguste dont le nom est inscrit sur le Trophée des Alpes à la Turbie pour commémorer cette conquête.

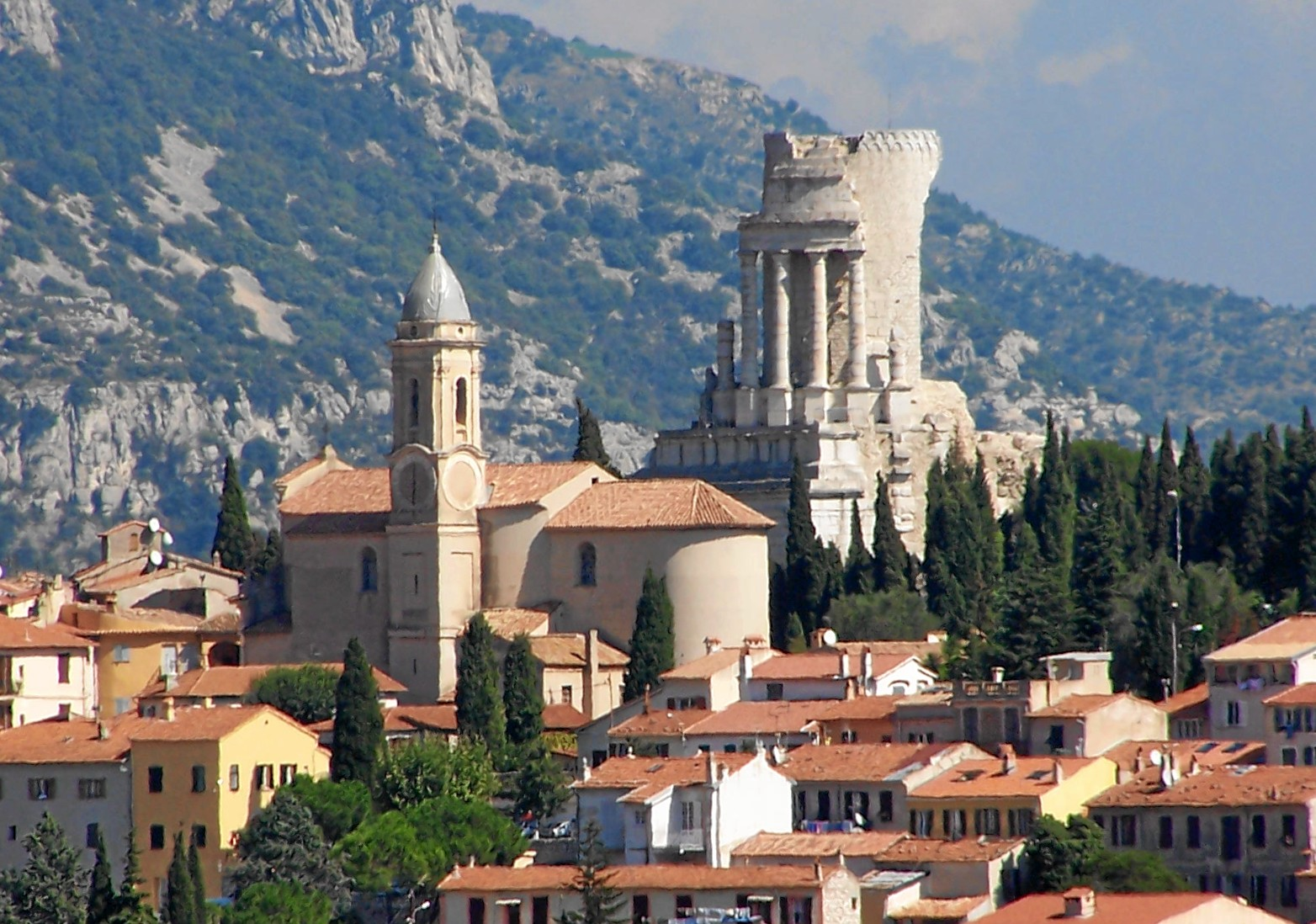
Trophée des Alpes à la Turbie.

D’après les érudits du XIXe siècle, les Romains auraient choisi le quartier des Prés pour s’établir à Levens et y fonder une importante agglomération, où aurait séjourné la princesse Cornelia Salonina, épouse de l’empereur Gallien, lors d’un voyage aux sources thermales de Berthemont-les-Bains. Cette « agglomération » n’est pourtant pas avérée. Au mieux peut-on évoquer des indices d’un habitat et de sépultures antiques et médiévales autour de la chapelle Notre-Dame-des-Prés. Dans la cour de cette ancienne chapelle connue sous le nom de la Madone se trouve une stèle funéraire élevée par une veuve à la mémoire de son mari et de son fils. Cette inscription a été relevée par Bonifacci (1770-1842), curé de Tourettes, et transmise aux archives départementales :
PLACIDIA PRIMA P.ANIC / 10 TERTIO MARITO SVO / ET M.ANIGIO ALPINO / FILIO SVO PIENTISSIMO / MILITI T.TIBICINO / COHOR XIIII / URBANAE QUINT / VOLUSI SEVERI / F.C.
(Placidia Prima à Publius Anicius Tertius, son mari, et à Marcus Anicius Alpinus, son fils bien-aimé, l’un soldat et l’autre trompette de la quatorzième cohorte urbaine de la centurie de Quintus Volusius Severus, a pris soin d’élever ce monument.)
D’autres sépultures antiques ont été signalées au XIXe siècle au carrefour Saint-Roch.
Les autres vestiges d’une occupation d’époque romaine à Levens se trouvent dans le quartier du Pestier. D’importantes structures y ont été mises au jour, appartenant à des établissements agricoles produisant du vin ou de l’huile. Le mobilier recueilli sur les deux sites (monnaies, céramiques) indique une occupation importante jusqu’au Ve siècle apr. J.-C. Un contre-poids de pressoir a en outre été découvert au pré des Cavaliers.
Les traces d’une occupation antique ont encore été signalées à Notre-Dame-du-Peuple.
Les Romains sont encore censés avoir tracé un axe de circulation allant de Cemenelum à Saint-Martin-Lantosque (actuel Saint-Martin-Vésubie) en passant par Levens et rejoignant la Vésubie au Cros-d’Utelle. Les quelques tronçons dallés que l’on peut trouver sur cet axe sont en fait des aménagements des XVIIe et XVIIIe siècles.

#### Antiquité tardive - Haut Moyen Âge
Malgré la lente dissolution de l’Empire romain à partir de la fin du IIIe siècle, sous l’influence des peuplades barbares qui déferlent en vagues successives : Burgondes, Quades, Alains, Vandales et Wisigoths, la Provence connaît une relative prospérité. Celle-ci a été révélée par tous les travaux depuis une trentaine d’années, en contradiction avec l’historiographie des XIXe et XXe siècles. Toutes les villes des Alpes-Maritimes occupées durant le Haut-Empire continuent à entretenir des liens intenses avec le monde méditerranéen, notamment l’Afrique du Nord, la Syrie ou l’Anatolie et la région des Détroits. Les productions de ces régions se retrouvent sur tous les sites du département en grande quantité. C’est notamment le cas à Levens, où les sites du Pestier et de la Madone des Prés ont livré et continuent de livrer des céramiques importés d’Afrique du Nord, datées au plus tôt du Ve siècle.

### Naissance de Levens (Moyen Âge)
Le village actuel est bâti autour de l’ancien château féodal élevé vers l’an 900 par les comtes de Provence. La première église de Levens se trouve à Notre-Dame-des-Prés. Le Chartrier de l’abbaye de Saint-Pons hors les murs indique que ce prieuré existe déjà en 1075 lors de sa restitution par la famille seigneuriale de Nice à l’abbaye de Saint-Pons, qui le conserve jusqu’à la Révolution. Quelques années plus tard, le monastère de Saint-Pons devient le possesseur du fief de Levens, qu’il garde plus de 150 ans.
Les chevaliers de l’ordre du Temple établissent leur commanderie à Notre-Dame-des-Prés, après l’accord vers 1135 entre le pape  et l’empereur , alors suzerain de la Provence. La crypte de cette commanderie templière témoigne de sa prospérité. Dans la cour existe encore l’auge en pierre percée d’un trou. Une tradition locale non vérifiable affirme qu’elle servait de mesure aux céréales de la dîme.
Ils élèvent, près du sommet du mont Férion, une chapelle dédiée à l’archange saint Michel et dotée d’un campanile. Une autre légende locale tout aussi fantaisiste affirme que la chapelle a remplacé un autel au dieu Mars. Le campanile aurait servi à alerter les populations des vallées de Levens et de Contes en cas d’incursion sarrasine.
Charles II d’Anjou fait arrêter tous les Templiers du comté de Nice en 1307, en vertu d’ordres reçus du roi de France Philippe le Bel, et leurs biens sont confisqués. Notre-Dame-des-Prés reste longtemps une source de différends entre les abbés de Saint-Pons et les prieurs de l’église paroissiale Saint-Antonin.
À partir de 1112, Levens et la Provence sont sous la dépendance des comtes de Catalogne après le mariage de Raimond-Bérenger III de Barcelone avec Douce de Provence, héritière des comtes de Provence. Puis ils passent sous la coupe des Capétiens d’Anjou lors du mariage de Béatrice de Provence avec Charles Ier d'Anjou en 1246.

### Dynastie des Grimaldi

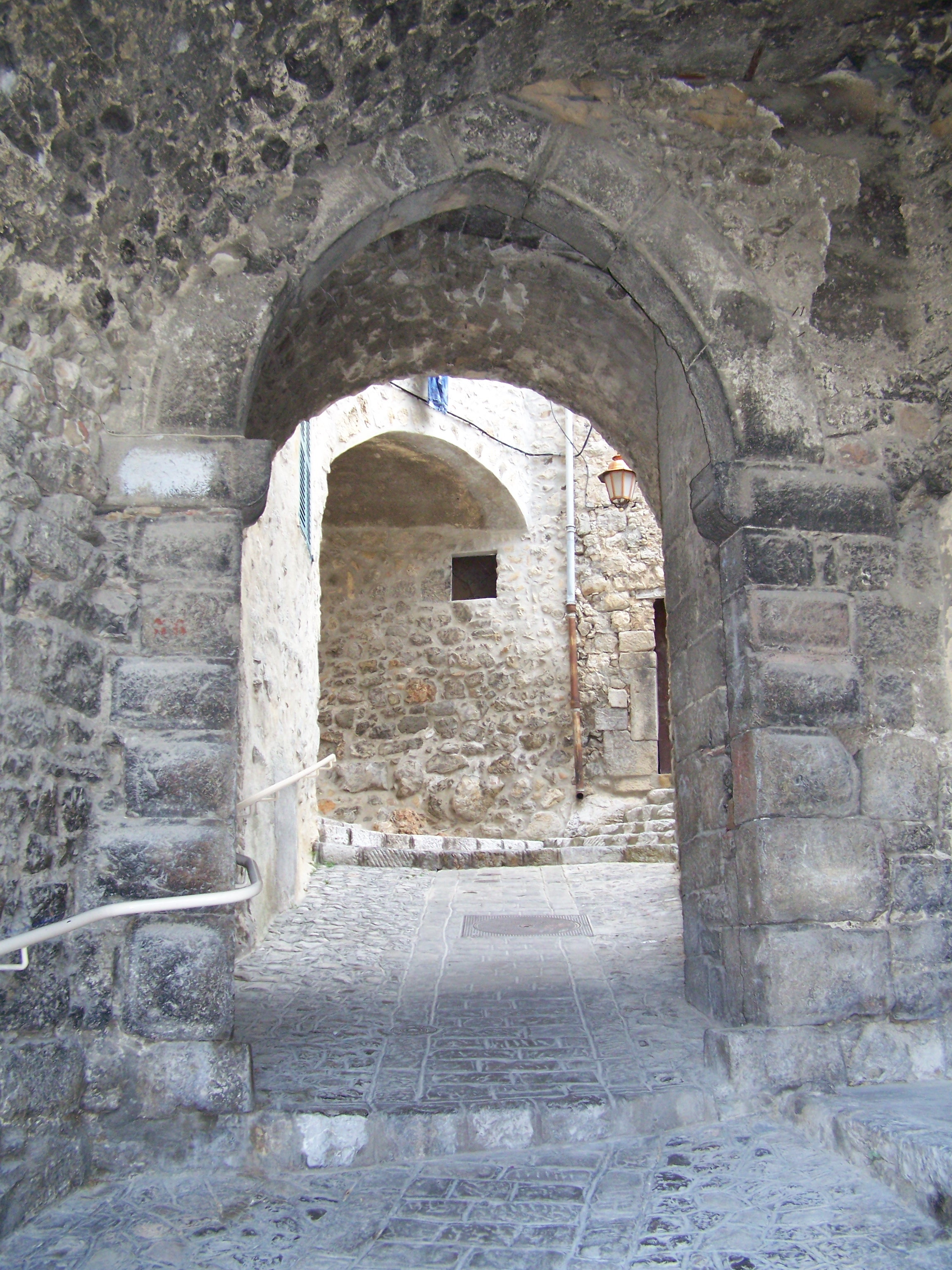
Porte de la première enceinte.

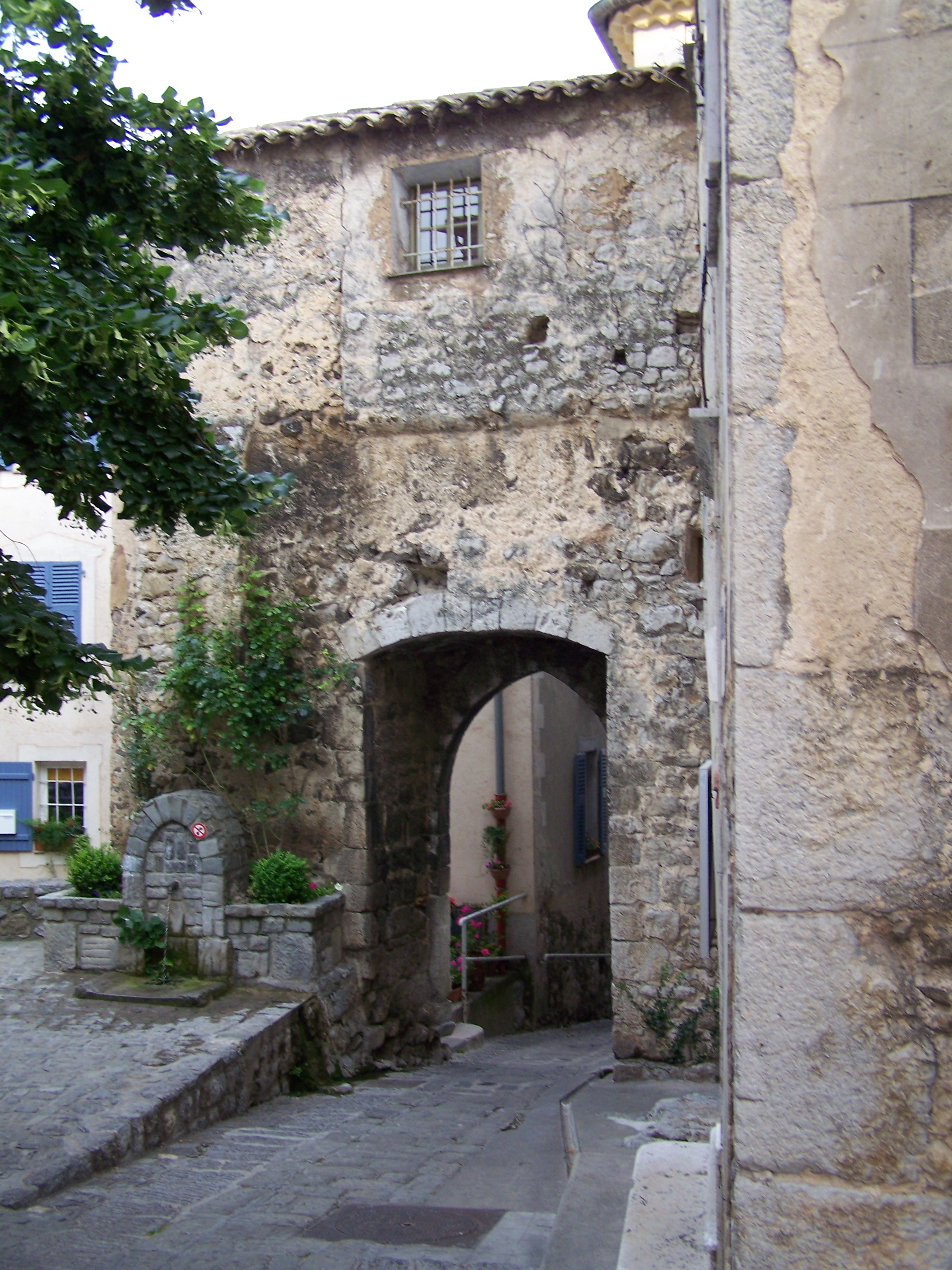
Porte de la seconde enceinte, place Victor-Masséglia.

Sur l’ordre de Charles Ier d'Anjou, et afin de mettre fin à des querelles interminables, il est procédé le 23 octobre 1251 à la délimitation des fiefs de Levens et de Saint-Blaise, acte qui restera valable 300 ans jusqu’au nouveau bornage du 8 juin 1567. Les frères Jean et Anselme de la famille Riquier d’Èze sont attestés comme seigneurs de Levens en 1272. Guillaume Riquier, viguier de Grasse (1350), était coseigneur de Levens ; il fut ambassadeur de Nice à Naples, en 1338. Les Riquier conservent ce titre jusqu’au 15 janvier 1385, lorsque Hugues Riquier est accusé de rébellion envers le souverain et dépossédé de ses biens, qui sont transmis aux Grimaldi de Beuil le 20 juin 1420 par le duc Amédée VIII de Savoie.
Le premier des membres de la famille Grimaldi portant le titre de « seigneur de Levens » est Jean Grimaldi, baron de Beuil et sénéchal de Provence, qui se marie en 1381 avec Bigotte Grimaldi et meurt en 1445. Son fils Pierre lui succède comme baron de Beuil et se marie en 1442 avec Marguerite de Castellane. Puis c’est au tour du fils cadet de Pierre, Louis, qui porte les titres de seigneur de Levens, de Remplas et de Tourette-Revest et se marie avec Marguerite de Bracas. Il est la « tige » des Grimaldi de Levens, qui s’éteignent en 1841 avec César Grimaldi. Ces titres sont repris par Jean Ier, marié en 1504 avec Marguerite de Forbin. La succession est assurée par Jean II, né en 1512, marié en 1550 avec Françoise de la Baume et mort en 1603, qui porte les titres de seigneur de Levens, de Remplas et de Tourette-Revest en 1543, coseigneur de la Roquette en 1550. Vient ensuite César, seigneur de Levens, de Remplas et de Tourette-Revest, coseigneur de la Roquette en 1603, marié en 1582 avec Philippa de Grasse-Cabris et mort en 1627. Pour doter ses enfants, il vend en 1611 le fief de Tourette-Revest à son cousin Annibal. Il est chassé par les Levensans en 1621 et après lui le titre n’est plus qu’honorifique, car Levens est « comtesse d’elle-même ». Son successeur est Honoré, seigneur de Levens et de Remplas, coseigneur de la Roquette, marié en 1626 avec Suzanne de la Gousse de la Baume. Puis vient Philippe-Emmanuel, marié en 1660 avec Dorothée Bonfiglio et élu premier consul de Nice de 1682 à 1692, à qui Jean Ribotti essaye de revendre le fief de Levens dont il a fait l’acquisition. Le suivant est Honoré, baron de Sainte-Agnès, comte de Remplas (érigé en comté en 1671), seigneur de Levens, marié en 1696 avec Victoire Léotardi. Puis Jean-Baptiste-Philippe porte les mêmes titres et se marie en 1726 avec Anne-Marie-Rose Caissotti. C’est enfin le tour de Jean-Baptiste-Joseph, baron de Sainte-Agnès, comte de Remplas, qui perd le titre de baron de Sainte-Agnès en 1766 et meurt célibataire en 1776. Tous ses biens passent à sa sœur ; la Révolution les fait disparaître des Alpes-Maritimes en s’emparant de leurs propriétés. Les héritiers ultérieurs vendent en bloc ce qui reste à l’avocat Louis-Isidore Mari de Bendejun en 1827.
À la fin du XIVe siècle, la destinée de Levens est liée à celle de tout le comté de Nice qui se sépare de la Provence pour se dédier à la Savoie, sur l’initiative du puissant Jean Grimaldi, baron de Bueil et sénéchal de Provence. L’acte de dédition est signé le 28 septembre 1388, devant le monastère de Saint-Pons. À cette occasion, Levens, Lucéram et Utelle, réunis en confédération, déclarent refuser le serment d’hommage à Amédée VIII le Rouge, comte de Savoie, si on ne leur rendait pas les libertés et privilèges concédés à prix d’argent par la reine Jeanne.
Un événement très important pour toute la vallée de la Vésubie est la construction, à partir de 1433, de la route muletière de Nice à Vinadio, par Levens, Utelle, Lantosque, Saint-Martin et la chaîne de montagnes qui aboutit aux vallées de Coni. Moyennant le droit de péage à son profit, Paganino Del Pozzo, riche patricien niçois et fermier de la gabelle, offre d’ouvrir à ses frais cette route nouvelle pour le transport du sel, dont l’exploitation est à l’époque une branche considérable du commerce niçois. La « route Paganine » favorise largement les relations commerciales des Levensans et reste la principale voie entre Nice et Turin jusqu’à l’acquisition du comté de Tende avec son col par le duché de Savoie en 1581.
L’épidémie de peste de 1467 ravage une grande partie du comté, qui perd un tiers de sa population lors de la première vague de « mort noire ».
Lors de son investiture comme seigneur de Levens le 8 janvier 1475, Louis Grimaldi accorde aux habitants une charte « de liberté » leur conférant le droit de nommer eux-mêmes leurs conseillers et leurs maires (sindaci), et la disparition de la taille seigneuriale moyennant une redevance annuelle de 40 florins d’or à payer aux Grimaldi le jour de la Toussaint. Par une autre charte du 5 juin 1479, il abandonne ses droits de banalité sur les pâturages, les terres non cultivées, les moulins à huile et à farine ainsi que sur les fours à pain, contre une pension viagère de 24 florins d’or réversible à ses successeurs. Ces deux chartes en latin sont les plus anciens documents possédés par les archives municipales.
Son successeur Jean Ier ne laisse pas le même souvenir. Le gouvernement de Savoie, alerté sur ses turpitudes, diligente une commission d’enquête qui ne relève pas moins de 232 chefs d’accusation, parmi lesquels le crime de lèse-majesté, les mauvais traitements exercés envers les Levensans et l’atteinte à l’honneur et à la vie de personnes sans reproches. Jean Ier est condamné en 1508 au bannissement perpétuel avec confiscation de ses fiefs au profit de la couronne ducale. Il vit 7 ans en exil, tantôt à Paris, tantôt à Aix-en-Provence. Il obtient finalement, à la suite de l’intercession du pape Léon X, sa grâce et la restitution de tous ses fiefs contre le paiement d’une amende de 4 000 écus, par lettres ducales du 25 avril 1515. Pour s’acquitter de cette dette, il remet au duc de Savoie le fief de Levens, dont le village est pillé et le vieux château détruit en 1527 par les troupes favorables à la France de René Grimaldi, seigneur du Val de Massoins, et de Jean-Baptiste Grimaldi, seigneur d’Ascros.
Jean II Grimaldi, investi du fief de Levens le 15 mai 1543, prête serment de fidélité à Emmanuel-Philibert, duc de Savoie, pour aussitôt le trahir et s’engager aux côtés des troupes franco-turques lors du siège de Nice. Convaincu de trahison, Jean II est condamné au bannissement et à la confiscation de ses biens. Les habitants de Leventio achètent, par acte du 22 octobre 1550, directement à leur suzerain savoyard, les moulins à farine et à huile (deficis) avec faculté d’en construire de nouveaux, moyennant la somme de 1 200 écus d’or d’Italie. Mais après 14 ans d’errance en France et son amende honorable lors de la bataille de Saint-Quentin, Jean II est restitué dans ses titres et propriétés, par acte du 8 décembre 1557, soulevant la colère des habitants et rendant, pour longtemps, les Grimaldi impopulaires. Un accord est finalement trouvé le 3 mars 1586, validant celui de 1550, moyennant le versement d’une nouvelle indemnité de 2 000 écus d’or d’Italie.

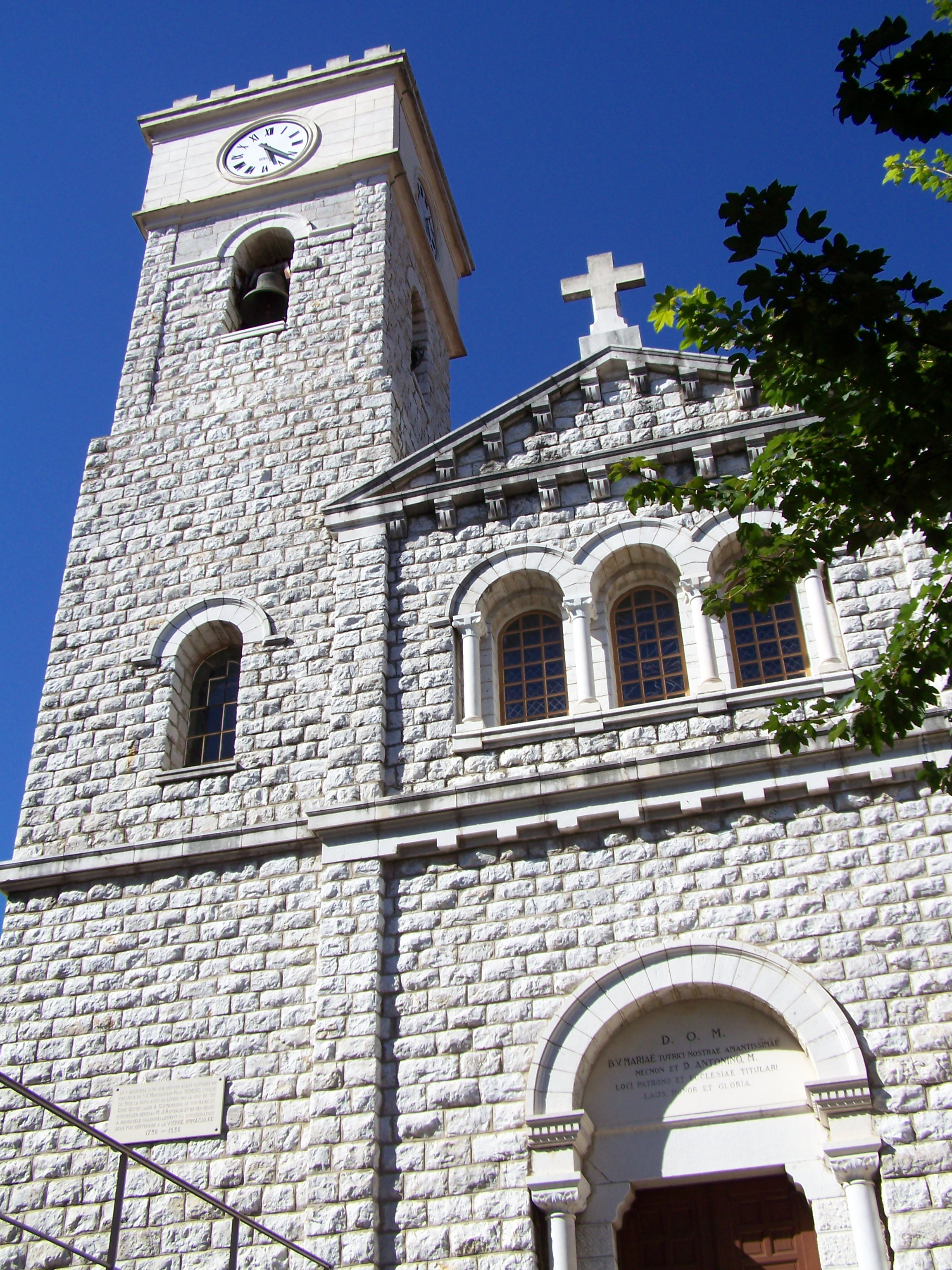
Église paroissiale Saint-Antonin.

L’église paroissiale, dont la première mention attestée remonte au 7 mars 1286, reçoit des travaux grandioses entre 1610 et 1615 avec des tableaux des peintres de l’école de Gênes et la fonte de la cloche surnommée « la vieille campane », qui survécut à la Révolution. Dans son ouvrage sur Levens, Garino donne la liste des curés des paroisses de Levens (Saint-Antonin), de Saint-Antoine-de-Siga (Saint-Antoine-de-Padoue) et de Plan-du-Var (Sainte-Anne).
Annibal Grimaldi, comte de Beuil et gouverneur du comté de Nice, entretient des relations politiques avec le voisin français et complote, dès 1614, de donner le comté à la France. Charles-Emmanuel, duc de Savoie, retire alors à Annibal Grimaldi son commandement et lui ordonne de le suivre, avec son fils André, à la cour de Turin. Ceux-ci retournent dans leurs terres, et Charles-Emmanuel ne peut plus les considérer que comme rebelles. Ne pouvant compter sur l’appui du roi de France Louis XIII qui vient de marier sa sœur Christine avec Victor Amédée, le fils de Charles-Emmanuel, Annibal Grimaldi et son fils sont convaincus de lèse-majesté, de rébellion et de félonie, et condamnés par contumace à la peine capitale, à la suite d’un procès qui traîne en longueur. Le comte de Beuil s’enferme alors dans son château de Tourettes-Revest, qui est aussitôt assiégé par les troupes savoyardes. Il est étranglé le 9 janvier 1621.
À l’époque de ces péripéties entre le suzerain et son vassal, le seigneur de Levens est César Grimaldi. Les habitants ont encore en mémoire le retour de Jean II, et la jeunesse n’oublie pas que le comte de Beuil est l’auteur des lettres interdisant toute réjouissance publique sans l’accord du seigneur. En apprenant la fin d’Annibal, César et sa famille s’enfuient à Cabris, les Levensans se portent au château, le dévalisent, plantent le boutàu (la pierre sur laquelle on saute) et dansent la farandole en sautant dessus, en criant : « Nous sautons sur le ventre de Grimaldi ! » Dès le lendemain, le duc de Savoie accueille favorablement une adresse reçue des Levensans l’assurant de leur dévouement à la Savoie. En retour, Charles-Emmanuel accorde une charte de liberté à Levens qui devient « comtesse d’elle-même ». Le 16 octobre 1622, ordre est donné de détruire les remparts défendant le château.

### Rivalité franco-sarde

#### Royaume de Sardaigne
Les finances du duché de Savoie étant catastrophiques à la fin du XVIIe siècle, le duc Victor-Amédée II dévalue la monnaie, augmente fortement les impôts et met en liquidation les communes insolvables. Les fiefs de villages émancipés depuis des siècles de leur tutelle seigneuriale sont vendus à de riches gentilshommes et à des bourgeois ainsi anoblis. C’est ainsi que Jean Ribotti (1689-1721), docteur en médecine et philosophie exerçant à l’hôpital Majeur de Turin, achète le 14 octobre 1699 pour la somme de 159 580 livres les lieux d’Isola, Venanson, Utelle, Breil, Saorge, Lantosque, Pigna, la Bollène, Saint-Sauveur, Contes, Levens et quatre villages de Val-de-Blore (la Bolline, la Roche, Saint-Dalmas et Mollières), dont il revend certains à des amis. Quand Jean Ribotti veut revendre le fief de Levens à l’héritier des anciens seigneurs Philippe-Emmanuel Grimaldi, les Levensans se révoltent et l’inféodation est annulée par lettres patentes du 14 juillet 1700, confirmant l’indépendance de Levens comme « comtesse d’elle-même ».
Au fil du temps, la vie quotidienne pastorale des Levensans s’améliore grandement, surtout après le traité d’Utrecht, qui rend le comté de Nice au royaume de Piémont-Sardaigne en 1713, et ce malgré les épidémies de peste en 1631 et de « fièvre maligne » en 1738, ainsi que les guerres de Trente Ans (1618-1638), de la Ligue d’Augsbourg (1689-1697) et surtout de succession d’Autriche (1741-1748) lors de l’occupation par les troupes franco-espagnoles (« gallispanes ») qui édifient des fortifications sur la ligne de front du Férion.
Deux documents importants rédigés à cette époque sont les « statuts champêtres et politiques de Levens » de 1751, qui organiseront la vie locale durant des siècles, et le rapport Joanini de 1752 évaluant l’état du comté exsangue après son retour au royaume de Sardaigne par le traité d’Aix-la-Chapelle. Ce rapport montre que le bilan de Levens était excédentaire, avec cependant une lourde dette d’environ 90 000 livres pour des biens estimés à 17 000 livres et des revenus de 4 000 livres.

#### Révolution française et Empire
Dès août 1789, le comté de Nice commence à ressentir les contrecoups de la Révolution française sous la forme d’un flot de réfugiés nobles et ecclésiastiques. Le 28 septembre 1792, les troupes du général d’Anselme (1740-1814) traversent le Var sans déclaration de guerre et pénètrent le lendemain dans la ville de Nice. Le 17 octobre 1792, les 1 150 hommes du maréchal de camp Paul de Barral s’emparent de Levens, puis marchent vers Duranus et Lantosque. Le pillage de leurs biens provoque le soulèvement des Levensois qui attaquent et mettent en déroute les troupes françaises stationnant aux Grands Prés. Le futur maréchal Masséna, né à Nice et élevé à Levens même dans ses maisons familiales de la Siga et du Serret, fait partie de cette troupe d’occupation et est chargé de « pacifier » ses compatriotes. Masséna mène à bien cette mission par la persuasion et la force, en vainquant les troupes austro-sardes à la bataille du Brec d’Utelle les 24 et 25 novembre 1793.
La région devient en 1793 le 85e département français, nommé Alpes-Maritimes, après le vote de la population. Levens est nommé chef-lieu de canton. L’arrivée des révolutionnaires français entraîne une division entre deux grandes familles de Levens : les Gilletta, fidèles au roi de Piémont-Sardaigne, et les Goiran, qui prennent le parti de la France. L’occupation est marquée par la mauvaise conduite des troupes révolutionnaires qui « vivent sur l’habitant ». Ces exactions sont vivement dénoncées par Victor Tiranty et par le rapport de l’abbé Grégoire remis à la Convention nationale. Elles entraînent en retour un mouvement de résistance contre-révolutionnaire appelé « barbétisme », qui pratique le brigandage et harcèle les troupes françaises jusqu’à la chute de l’empereur Napoléon Ier en 1814. Les deux traités de Paris restituent finalement le comté de Nice au royaume de Piémont-Sardaigne et restaurent les frontières de 1760.

#### Restauration sarde et rattachement à la France
Lors de la restauration sarde, le roi Victor-Emmanuel Ier de Sardaigne décide de ne pas exercer de représailles contre ceux qui ont servi le régime français, mais s’empresse de supprimer les institutions françaises et de rétablir celles d’avant 1792 : l’état civil retourne au clergé, les anciens poids et mesures sont de nouveau utilisés, l’italien redevient la langue officielle et les nominations remplacent les élections.
Au XIXe siècle, Levens connaît un développement spectaculaire : on bâtit, plante, irrigue, enseigne, etc. En 1806 apparaissent des personnalités locales et le premier instituteur de l’école publique. En 1810, des journaux locaux (comme le Bulletin des lois et le Messager des Alpes) sont édités et lus par la bourgeoisie. À partir de 1829, on construit une voie carrossable de Nice à Saint-Martin-Vésubie passant par Levens, assurant la prospérité du commerce local jusqu’à l’ouverture d’une nouvelle voie en fond de vallée à la fin du XIXe siècle. En 1844, des digues sont construites dans la vallée du Var. Cet endiguement permet l’accroissement de la superficie des terres agricoles, la construction de la route de Digne et du chemin de fer, ainsi que la fondation du hameau de Plan-du-Var.
Dès la fin de 1847 se dessine un mouvement favorable au rattachement de Nice à la France. Lors de l’entrevue de Plombières du 21 juillet 1858 entre Camillo Cavour et Napoléon III, une convention secrète est passée pour que la France aide à faire l’unité italienne en échange de la Savoie et du comté de Nice. Ce comté devient définitivement français le 24 mars 1860 quand Victor-Emmanuel II d'Italie signe le troisième traité de Turin, qui est ensuite validé par le référendum du 15 avril 1860 pour lequel seuls les bulletins « oui » sont imprimés. Sur 30 712 inscrits au « suffrage universel masculin » dans le comté de Nice, on dénombre 25 743 « oui », 4 779 abstentions, 160 « non » et 30 bulletins nuls. Les Levensans votent pour le rattachement à la France par 481 voix sur 487 votants.

### Depuis 1860

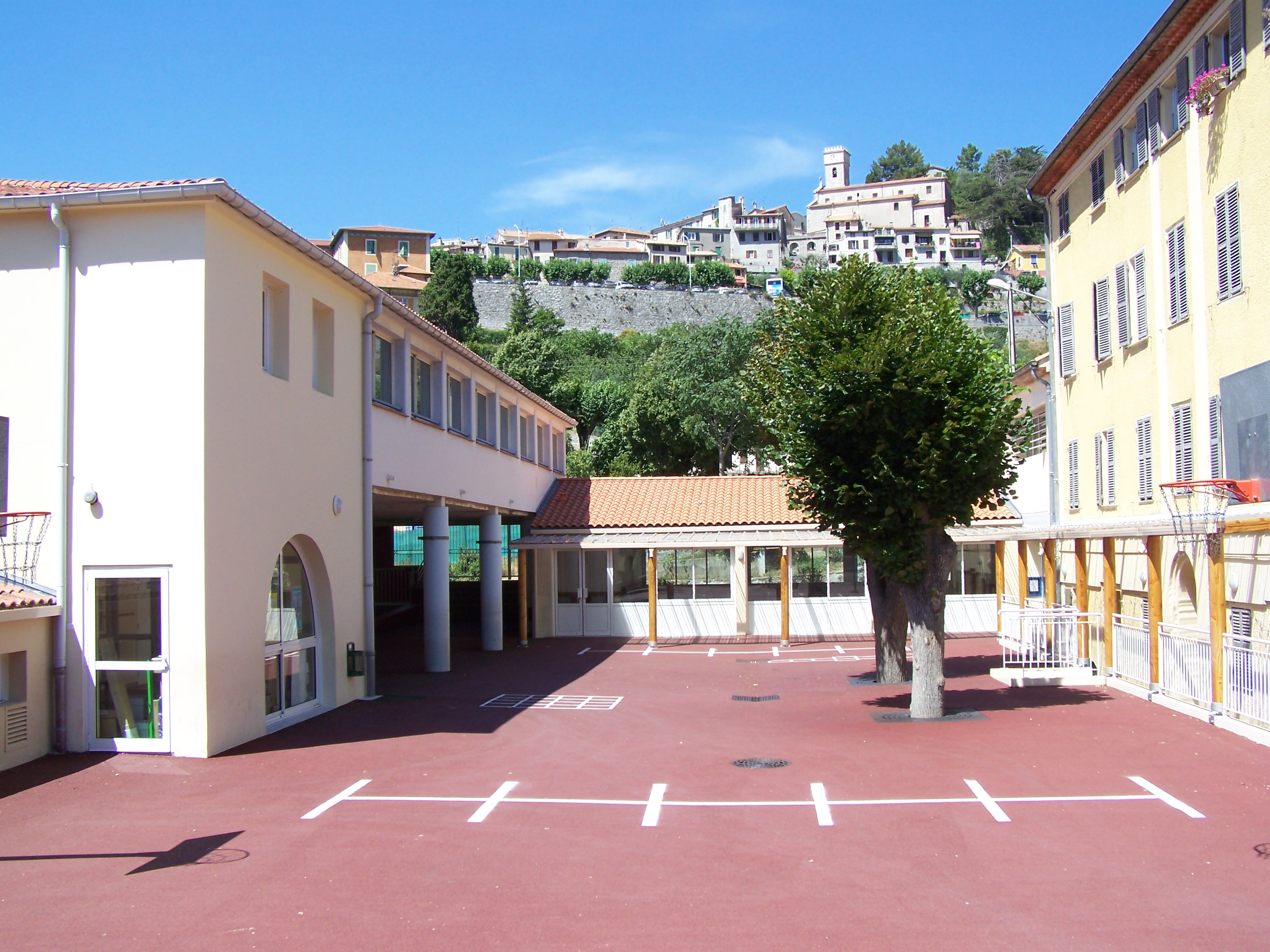
École Saint-Roch, avec à droite le premier bâtiment du XIXe siècle.

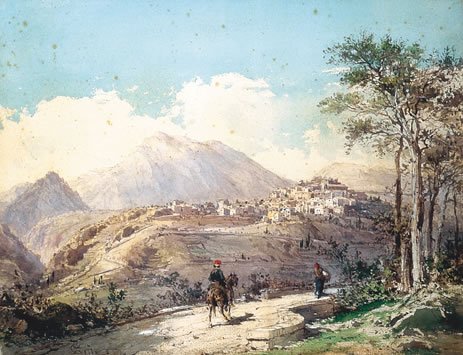
Levens (en 1884), aquarelle d’Emmanuel Costa (1833-1921).

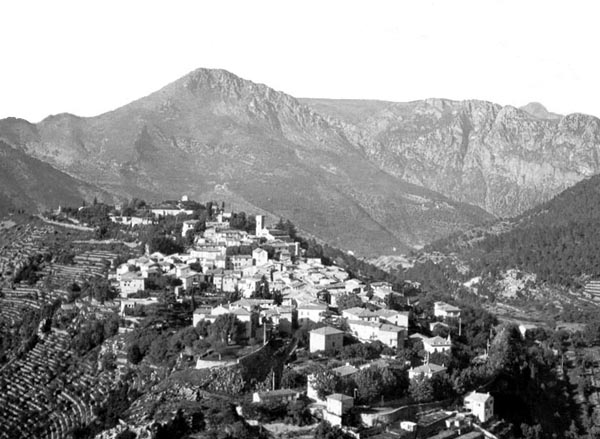
Levens dans les années 1960.

Après le rattachement du comté de Nice à la France en 1860, le gouvernement français soutient une vigoureuse politique de mise en valeur du pays (cadastrage des Alpes-Maritimes, reboisement, voies de communication, adduction d’eau) et d’enseignement du français. Le 23 octobre 1860 arrive le premier instituteur laïc et français, M. Milon, alors que Mlle Tiranty, jeune Levensane de bonne famille mais incapable d’enseigner en français, s’occupe de l’école des filles. L’école est alors payante, sauf pour les nécessiteux. Le tarif est fixé le 16 février 1862 à 0,50 F par élève et par mois. Le 28 mai 1861, le conseil municipal vote la construction du groupe scolaire dans le quartier Saint-Roch, alors que l’ancien château sert provisoirement d’école. Il y a même des cours pour adultes et une bibliothèque municipale ouvre ses portes.
En 1879 commencent de grands travaux pour la construction au départ de Saint-Jean-la-Rivière du canal de la Vésubie apportant l’eau des montagnes à Levens et à Nice. En 1885, on décide la construction d’un lavoir couvert, ainsi que la création d’un poste de cantonnier communal, et en 1887 est décidée la construction du nouveau cimetière pour remplacer celui de l’église devenu trop exigu. En 1892, le premier train passe par la gare de Plan-du-Var. En 1897, on décide de planter les platanes le long de la route départementale au quartier des Traverses et l’on pose une horloge sur le fronton de la chapelle des pénitents blancs.

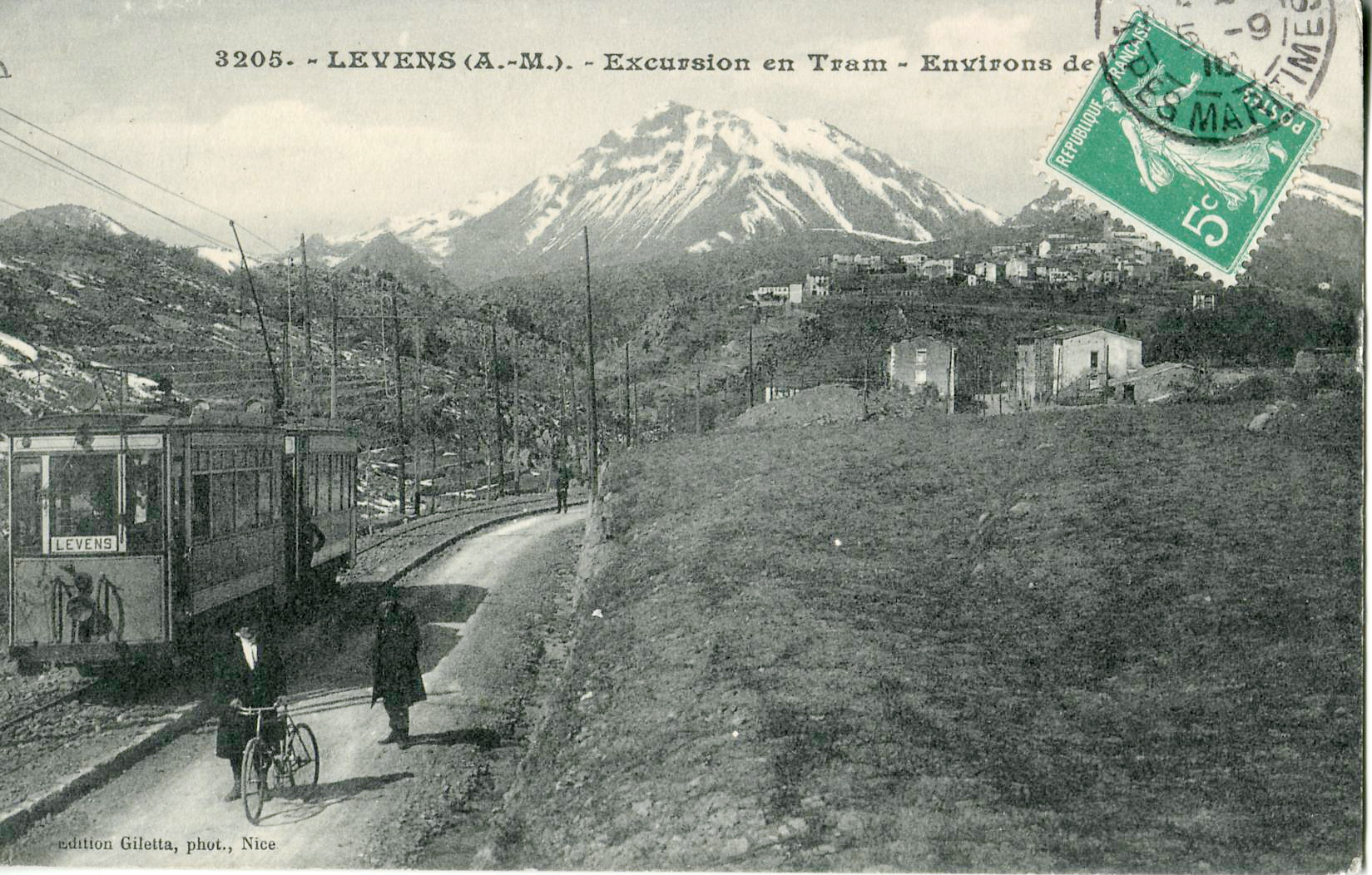
Les Tramway de Nice et du Littoral desservent la commune dès 1908

Le développement se poursuit au début du XXe siècle : l’éclairage public électrique arrive en 1904, les premiers tramways électriques circulent à partir de 1908 et les moulins à huile commencent à fonctionner à l’électricité à partir de 1909. En 1911, on construit le pont suspendu de Saint-Blaise.
Au cours du XXe siècle, les forces vives du village s’épuisent peu à peu. Les cultures et le commerce traditionnels périclitent. D’anciens conflits resurgissent entre individus, familles et clans, et les hommes politiques intriguent en pratiquant le clientélisme et le népotisme. La catastrophe de la Première Guerre mondiale éprouve durement le village, ainsi que l’émigration des jeunes abandonnant le village pour vivre et travailler à la grande ville.
Levens souffre peu de la Seconde Guerre mondiale jusqu’en 1944. Le 2 août 1944, un bombardement américain contre les ponts du Var et de la Vésubie rate sa cible mais frappe le quartier de la coopérative agricole, tuant huit civils, en blessant quinze et en sinistrant soixante. Le 15 août 1944, les alliés débarquent en Provence et Levens est libéré une première fois le 16 août par les FTP. Mais une colonne allemande réoccupe Levens le 24 août et exerce des représailles : des résistants capturés sont torturés et exécutés. Les hommes du village entre 18 et 60 ans sont enfermés trois jours dans la chapelle Blanche comme otages. Un jeune soldat allemand blessé et soigné à l’hôpital de Levens intervient cependant en leur faveur auprès de ses supérieurs. Finalement, après quelques jours de combats, les troupes allemandes se retirent sans commettre d’autres exactions et Levens est définitivement libéré le 29 août. Un camp de prisonniers est installé aux Grands Prés en 1944-1945 ; les prisonniers allemands sont employés à des travaux forestiers.
À la fin de la guerre, la commune est pratiquement moribonde : sa population vieillissante y est moins nombreuse qu’à la fin du XVIIIe siècle. Au début des années 1980, elle reprend cependant vie avec le développement des moyens de communication et de transport modernes qui permettent à de plus en plus de Niçois de travailler à la ville, tout en habitant à la campagne pour une meilleure qualité de vie.

## Géographie

### Situation

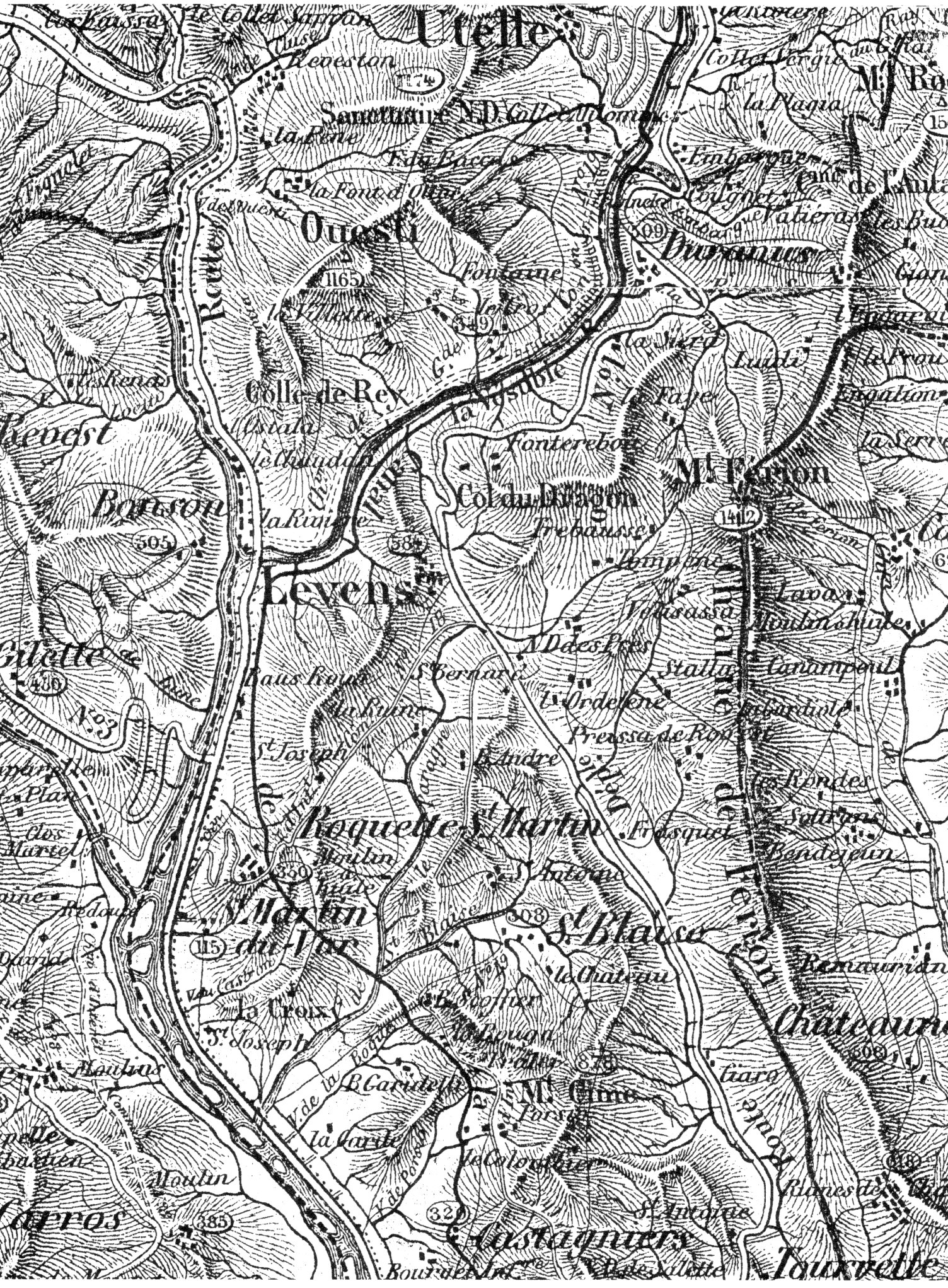
Carte des environs de Levens vers 1885.

Le village est bâti à environ 25 km au nord de Nice sur une éminence rocheuse de calcaire jurassique ; il culmine à 600 m d’altitude au-dessus du confluent de trois cours d’eau : les deux rivières Estéron et Vésubie, et le fleuve côtier Var.
Plusieurs pics l’entourent : l’Alpassa, ou Arpassa (695 m d’altitude), le mont Férion (1 412 m), le Castellar (pointe du Castellar, 1 137 m), la Véaou (721 m), la pointe de la Fubia (566 m), ou encore le mont Vial (1 551 m, sur l’autre rive du Var) et le collet d’Huesti (1 164 m, sur l’autre rive de la Vésubie).
Il est au centre de la commune qui s’étend de la plaine du Var (avec son écart de Plan-du-Var, inhabité jusqu’en 1844) à l’ouest à la chaîne du Férion à l’est et de l’écart de Laval au sud à la vallée de la Vésubie au nord.
Levens est entouré par huit communes limitrophes :
- au sud se trouvent Saint-Blaise (sud-ouest) et Tourrette-Levens (sud-est) ;
- à l’est, sur l’autre versant du Férion se situent Coaraze (nord-est) et Bendejun (sud-est) ;
- à l’ouest, du côté du Var, se dressent Bonson (nord-ouest, sur la rive opposée du fleuve) et La Roquette-sur-Var (sud-ouest, sur la même rive) ;
- au nord, il y a Utelle (nord-ouest, par-delà la Vésubie) et Duranus (nord-est).

| Utelle              | Utelle                         | Duranus  |
| Bonson              | Levens                         | Coaraze  |
| La Roquette-sur-Var | Saint-Blaise, Tourrette-Levens | Bendejun |

### Catastrophes naturelles - Sismicité
Le 2 octobre 2020, de nombreux villages des diverses vallées des Alpes-Maritimes (Breil-sur-Roya, Fontan, Roquebillière, St-Martin-Vésubie, Tende...) sont fortement impactés par un "épisode méditerranéen" de grande ampleur. Certains hameaux sont restés inaccessibles jusqu'à plus d'une semaine après la catastrophe et l'électricité n'a été rétablie que vers le 20 octobre. L'Arrêté du 7 octobre 2020 portant reconnaissance de l'état de catastrophe naturelle a identifié 55 communes, dont Saint-Étienne-de-Tinée, au titre des "Inondations et coulées de boue du 2 au 3 octobre 2020".
La région niçoise est une zone d’activité sismique, dans laquelle les secousses telluriques sont fréquentes mais modérées. Le tremblement de terre de 1887 en Ligurie en date du 23 février 1887 marque le dernier grand tremblement de terre ayant affecté la région, mais Levens ne déplora que des dégâts immobiliers. L’histoire garde cependant la mémoire de très violents séismes, comme ceux du 23 juin 1494, du 20 juillet 1564, du 31 décembre 1612, des 14-16-18 janvier 1618 et du 15 février 1644.

### Hydrographie

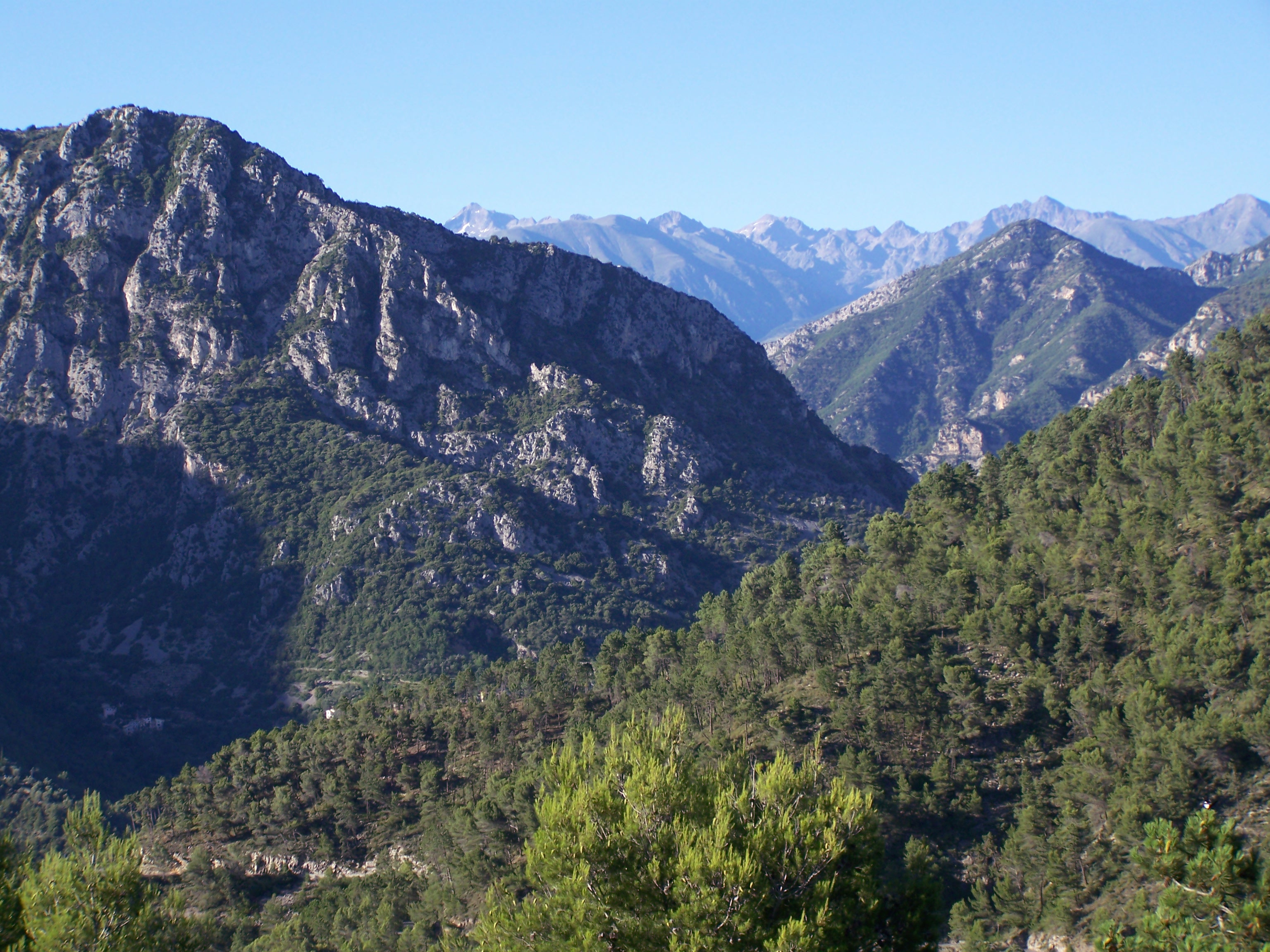
Vallée de la Vésubie, au nord.

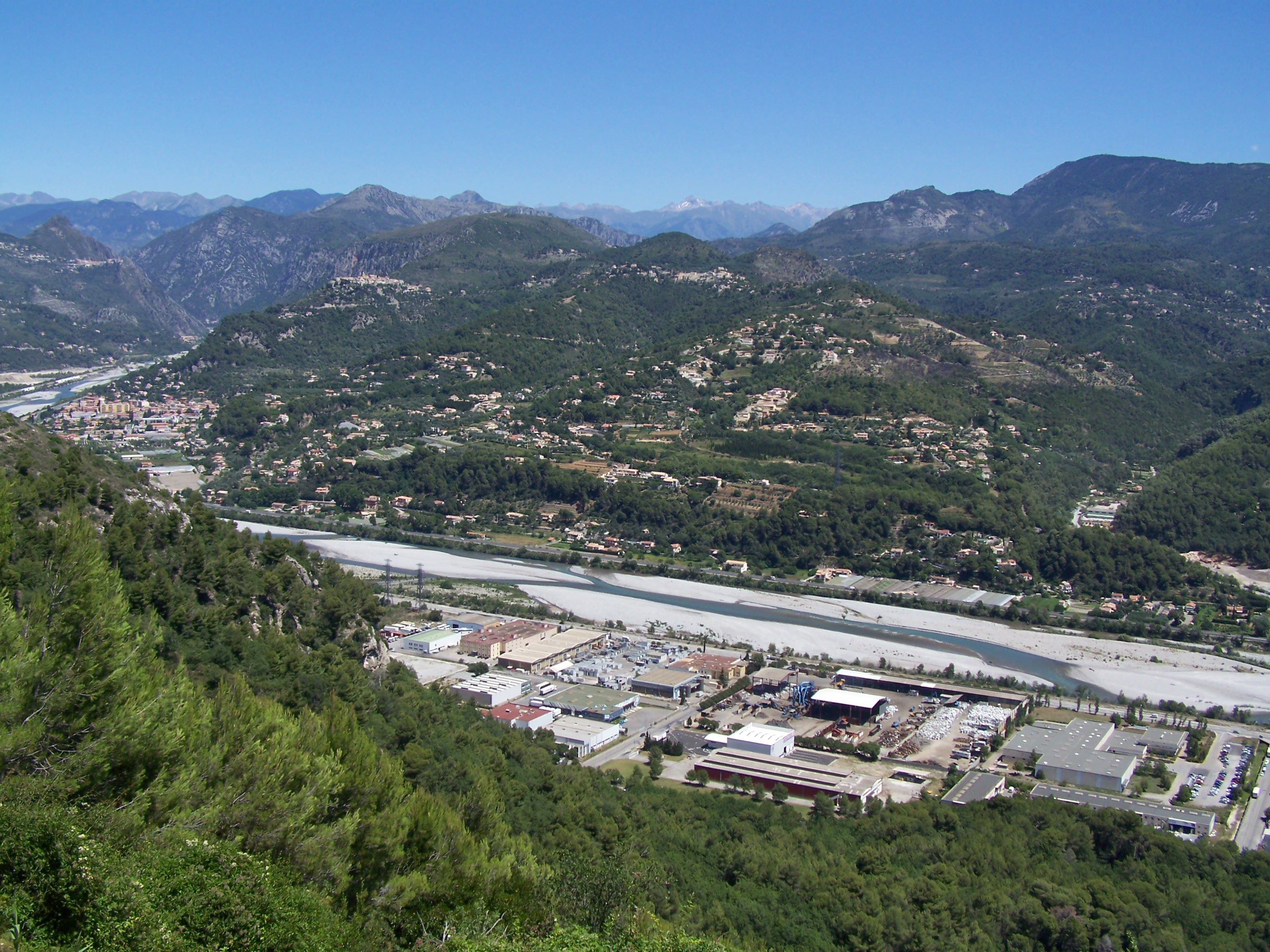
Vallée du Var, à l’ouest.

La commune recouvre trois bassins versants :
- le bassin versant du Paillon avec le ruisseau de Fouon Blanca, le ruisseau de Gorghe Scura, le ruisseau de Péloubié et le ruisseau de Revesté ;
- le bassin versant du Var avec le Rieu ;
- le bassin versant de la Vésubie avec le ruisseau de Fouon Trebou (ou Trebau) et le ruisseau de Poulonia.

### Climat
Levens jouit d’un type de climat méditerranéen niçois, qui se caractérise par des précipitations irrégulières d’environ 1 000 l/m2(surtout en automne et au printemps), une sécheresse d’été avec des températures dépassant rarement 30 °C, un hiver plutôt doux et sec avec une température autour de 9 °C, des vents généralement faibles avec prédominance des brises de mer et de terre,, mais avec cependant des particularités dues à sa situation en altitude : les températures sont plus fraîches que sur la côte, les précipitations sont un peu plus abondantes avec des orages d’été ; le village connaît quelques jours par an de gel et de neige. Surtout durant l'hiver 2008-2009 où il est tombé jusqu'à 30 centimètres de neige.
Levens est doté d'un climat agréable à vivre en été car il y a une différence d'environ 3 °C entre Nice et Levens, on dépasse rarement les 33 °C. Paradoxalement les hivers peuvent être très froids selon l'année et les températures peuvent baisser à 2 °C en journée.
La tempête de neige des 9 et 10 février 1909 reste dans les mémoires, ainsi que les gelées de 1929 et 1956, à cause des ravages causés aux oliveraies. Le réchauffement climatique y est sensible depuis les années 1990, au point de perturber l’économie des stations de ski du département.

### Flore

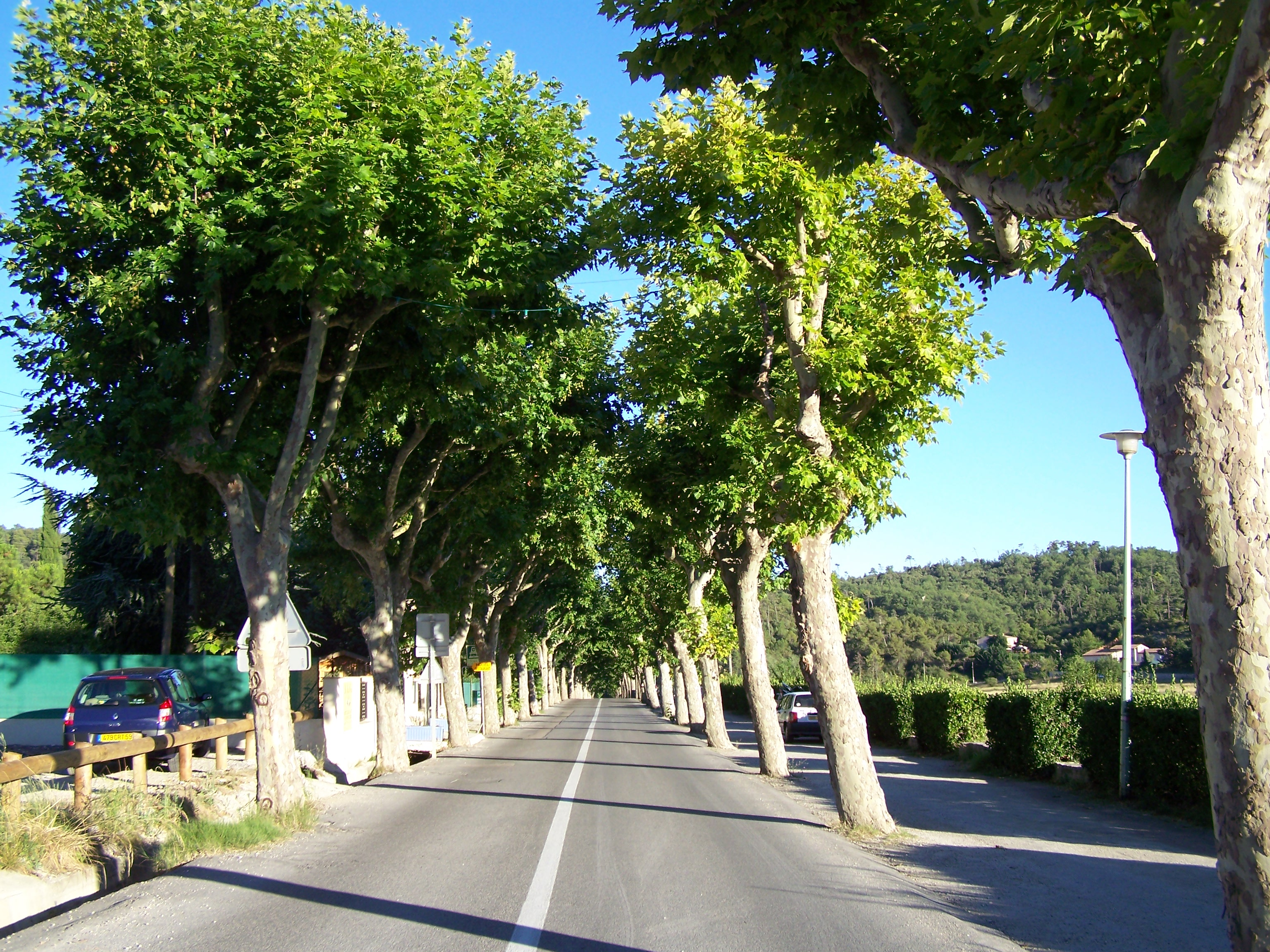
Platanes le long de la D 19, aux Grands Prés. L’inclinaison des troncs n’est pas due à un effet de perspective, mais est bien réelle ; comparez par exemple avec les autres éléments verticaux : lampadaire, panneaux de signalisation.

La seule forêt levensoise se trouve sur la chaîne du Férion, subéraie au sud vers l’écart de Laval, pinède au nord en direction de Duranus. Ailleurs, on trouve des futaies ou des bosquets d’aulnes, de charmes, de châtaigniers, de frênes, de noisetiers et de saules, ainsi que des espèces forestières minoritaires. Les ormes ont disparu.
Contrairement aux souverains sardes, le gouvernement français dégage d’importants crédits en 1861, après le rattachement du comté de Nice à la France, pour le reboisement de la commune.
Plantés par l’homme et maintenant parfois échappés de culture, des ailantes, des cyprès, des marronniers, des micocouliers, des mûriers, des platanes (double rangée centenaire le long de la route départementale no 19, aux Grands Prés) et des oliviers sont visibles çà et là. Un tilleul planté sur la place du Portal, un séquoia et un cèdre du Liban au jardin public ont récemment été taillés. Il y a aussi des cèdres du Liban au sommet du mont Férion, près de la chapelle Saint-Michel.
Pour les arbustes, le genévrier domine parmi l’aubépine et le prunellier.

## Politique et administration

### Rattachements administratifs et électoraux

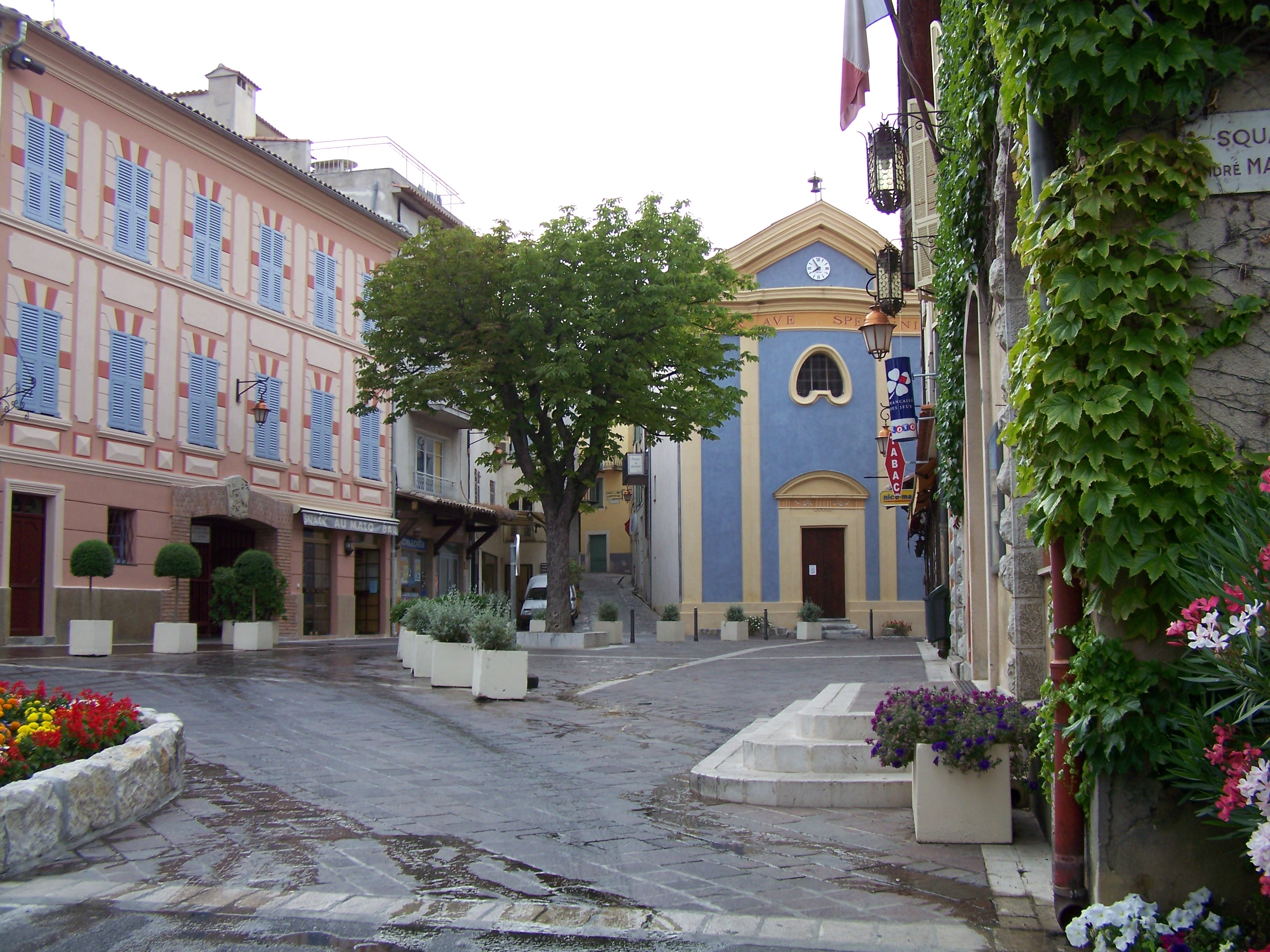
Place de la République, au village. Au fond, la chapelle des pénitents blancs et la mairie sur la droite.

Levens fait partie de la maison de Savoie depuis la dédition du comté de Nice à celle-ci le 28 septembre 1388, d’abord sous la coupe des seigneurs de Grimaldi, puis à partir de 1621 comme « comtesse d’elle-même », gérée conjointement par des sindaci (« maires ») élus (trois jusqu’en 1769 puis deux jusqu’en 1792).
Lors de la Révolution française et du Premier Empire, elle devient une commune française du département des Alpes-Maritimes, mais revient au royaume de Piémont-Sardaigne après les traités de Paris de 1814 et de 1815). Elle redevient définitivement française lors du rattachement du comté de Nice à la France le 24 mars 1860 par le traité de Turin, « justifié » ensuite par plébiscite en avril de la même année.
Levens est depuis lors une commune du département des Alpes-Maritimes, faisant partie de l’arrondissement de Nice. Pour l'élection des députés, elle fait partie depuis 2012 de la cinquième circonscription des Alpes-Maritimes.
La commune était depuis son rattachement à la France de 1860 le chef-lieu du canton de Levens. Dans le cadre du redécoupage cantonal de 2014 en France,la commune est désormais rattachée au canton de Tourrette-Levens.

### Intercommunalité
Levens faisait partie de la communauté d'agglomération Nice-Côte d'Azur (CANCA) créée en 2002, qui se transforme en communauté urbaine fin 2008 et devient la communauté urbaine Nice Côte d'Azur (CUNCA).
Celle-ci fusionne avec ses voisines pour former, le 31 décembre 2011, la métropole Nice Côte d'Azur, dont est désormais membre la commune.

### Tendances politiques et résultats
Le 15 avril 1860, tous les Levensans mâles de plus de 21 ans, sujets de la province et y résidant depuis plus de six mois, se rendent aux urnes en cortège, après avoir entendu la messe, pour participer au scrutin (en fait un plébiscite) sur le rattachement du comté de Nice à la France. Les Levensans votent pour le rattachement à la France par 481 voix sur 487 votants.

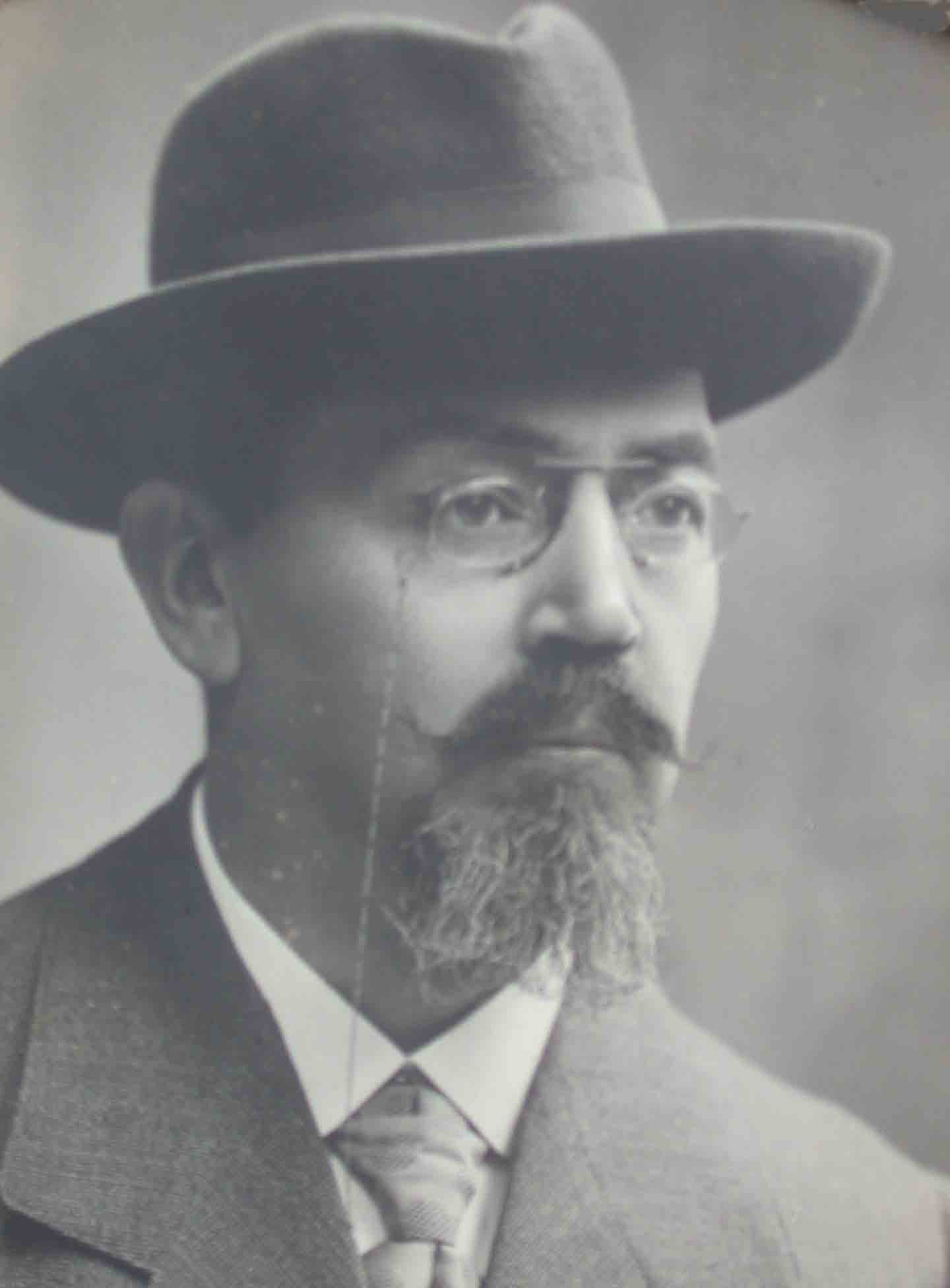
Jean Gilletta de Saint Joseph.

La vie politique levensane est profondément et durablement marquée par le « règne » d’une « dynastie » et plus particulièrement par Joseph Raybaud, né le 27 juin 1904 et mort le 22 mars 1991. Champion de la longévité politique, il est réélu maire de Levens durant 62 ans, délaissant sa commune originelle de la Roquette. Lors de sa première élection, il est à 25 ans le plus jeune maire de France. Il est successivement conseiller général du canton de Levens (il le sera durant 55 ans), président du conseil général des Alpes-Maritimes à partir de 1964 et sénateur des Alpes-Maritimes durant 34 ans, dans le groupe de la Gauche démocratique. Il est le petit-fils d’un précédent maire de Levens, Joseph Faraut, célèbre pour sa politique (sa « mystique ») de l’eau, et le père d’un autre maire, Léon-Pierre Raybaud. Maire de centre droit, à tendance gaulliste, sans affiliation à un parti politique particulier, il est défavorable en privé au référendum de janvier 1961 sur l’autodétermination de l’Algérie et s’oppose ouvertement au projet de révision constitutionnelle de 1962 portant sur l’élection du président de la République au suffrage universel direct, dénoncé par lui comme un « coup d’État juridique ».
Une autre « famille » laisse aussi son empreinte sur la vie politique du village, avec Jean Gilletta de Saint Joseph, lié par des alliances familiales avec deux autres maires : Louis Ciais (son beau-père) et Léon Sauvan (son beau-frère), qui fut aussi conseiller général.
Durant pratiquement un siècle et demi, ces deux clans politiques président en alternance à la destinée du village, soumis à la tentation du clientélisme et du népotisme.
L’actuel maire, réélu le 16 mars 2008 avec 52,21 % des voix, est Antoine Véran (LR), qui était aussi vice-président de la Communauté urbaine Nice Côte d'Azur.
Élections présidentielle
Pour le premier tour de l’élection présidentielle du 22 avril 2007, il y a 89,19 % (83,77 % national) de participation sur 3 477 inscrits avec le résultat suivant : Nicolas Sarkozy obtient 41,67 % des voix (31,18 % sur toute la France), Jean-Marie Le Pen 16,80 % (10,44 % national), Ségolène Royal 15,28 % (25,87 % national), François Bayrou 13,23 % (18,57 % en national), Olivier Besancenot 3,21 % (4,08 % national), Philippe de Villiers 2,50 % (2,23 % national), Dominique Voynet 1,96 % (1,57 % national), Marie-George Buffet 1,79 % (1,93 % national), José Bové 1,55 % (1,32 % national), Frédéric Nihous 0,91 % (1,15 % national), Arlette Laguiller 0,71 % (1,33 % national), Gérard Schivardi 0,40 % (0,34 % national), 1,10 % de bulletins blancs ou nuls (en % des votes exprimés, 1,44 % national).
Lors du second tour de l’élection présidentielle du 6 mai 2007, on compte 87,26 % de votants (83,97 % en France) sur 3 485 inscrits avec 68,58 % (53,06 % national) pour Nicolas Sarkozy, 31,42 % (46,94 % national) pour Ségolène Royal et 3,19 % (4,20 % national) de bulletins blancs ou nul (en % des votes exprimés).
Élections législatives
Lors des élections législatives du 10 juin 2007 pour la 5e circonscription des Alpes-Maritimes, on compte 33,62 % d’abstention sur 3 483 inscrits. Christian Estrosi (UMP) est élu au premier tour avec 65,21 % des suffrages. Il a été réélu au second tour des législatives partielles du 25 mai 2008 avec une forte abstention.
Élections européennes
Aux élections européennes du 13 juin 2004, on note une abstention forte : 56,21 % sur 3 174 inscrits. La liste du PS est arrivée en tête avec 22,07 %, suivie par celles de l’UMP avec 21,32 % et du FN avec 16,57 %, les autres listes ne dépassant pas 9 % des suffrages. Il y eut 3,17 % de bulletins blancs ou nuls.
Élections cantonales et départementales
Au second tour du scrutin des élections cantonales du 28 mars 2004, le docteur Alain Frère, candidat de l’UMP est réélu avec 48,27 % des suffrages exprimés, devant Richard Gualtierotti (PS, 28,60 %) et Jean Thierry, candidat du FN (23,13 %), pour une abstention de 29,42 % des 3 154 inscrits (et 4,04 % de bulletins nuls).
Elections municipales
Référendum sur le traité constitutionnel européen
Lors du référendum sur le traité établissant une Constitution pour l’Europe du 29 mai 2005, il y a 27,74 % d’abstention (33,66 % en France) sur 3 205 inscrits et le vote « non » l’emporte avec 62,57 % des voix (54,68 % en France).

### Liste des maires
Voici la liste des maires de Levens, en notant que de 1794 à 1796 il y avait une commission municipale de six membres :
| Nom                                      | Nom                                       | Début      | Fin       | Parti                    | Notes |
| ---------------------------------------- | ----------------------------------------- | ---------- | --------- | ------------------------ | --- |
| Révolution et Ier Empire (1793-1815)     |                                           |            |           |                          | |
|                                          | Jean-Pierre Goiran                        | 1792       | 1794      |                          | |
|                                          | Jean Blanc                                | 1794       | 1796      |                          | |
|                                          | Jean Raynaud                              | 1794       | 1796      |                          | |
|                                          | Joseph Faraut                             | 1794       | 1796      |                          | |
|                                          | André Raynaud                             | 1794       | 1796      |                          | |
|                                          | Étienne Laurens                           | 1794       | 1796      |                          | |
|                                          | Laurent Giletta                           | 1794       | 1796      |                          | |
|                                          | Laurent Giletta                           | 1796       | 1800      |                          | |
|                                          | Augustin Giletta                          | 1800       | 1800      |                          | |
|                                          | Laurent Giletta                           | 1800       | 1806      |                          | |
|                                          | Jean Giraud                               | 1806       | 1813      |                          | |
|                                          | Étienne Laurens                           | 1813       | 1818      |                          | |
| Royaume sardo-piémontais (1815-1860)     |                                           |            |           |                          | |
|                                          | Ludovic Verola                            | 1818       | 1821      |                          | |
|                                          | Jean Raynaut                              | 1821       | 1825      |                          | |
|                                          | Jean Masseglia                            | 1825       | 1826      |                          | |
|                                          | Pierre Maurin                             | 1827       | 1834      |                          | |
|                                          | Victor Laurens                            | 1834       | 1835      |                          | |
|                                          | Jean Raynaut                              | 1835       | 1843      |                          | |
|                                          | Étienne Héraud                            | 1843       | 1849      |                          | |
|                                          | Prosper Bermond                           | 1849       | 1851      |                          | |
|                                          | Pierre Cipre                              | 1852       | 1855      |                          | |
|                                          | Louis Ciais                               | 1855       | 1860      |                          | |
| République française (depuis 1860)       |                                           |            |           |                          | |
|                                          | Honoré Baudouin                           | 1860       | 1865      |                          | |
|                                          | Louis Barriera                            | 1865       | 1870      |                          | |
|                                          | Joseph Faraut                             | 1870       | 1871      |                          | Médecin cantonal |
|                                          | Victor Masseglia                          | 1871       | 1878      |                          | |
|                                          | Louis Ciais                               | 1878       | 1882      |                          | |
|                                          | Joseph Faraut                             | 1882       | 1896      |                          | Médecin cantonal |
|                                          | Léon Sauvan                               | 1896       | 1903      | Républicain progressiste | Avoué, juge au tribunal de commerce Conseiller général de Levens (1898 → 1903) Décédé en fonction                                                                              |
|                                          | Jean Gilletta de Saint-Joseph (1863-1936) | 1903       | mai 1929  |                          | Notaire |
|                                          | Joseph Raybaud                            | mai 1929   | 1941      | RG                       | Agriculteur Conseiller général de Levens (1934 → 1941) Révoqué par le Gouvernement de Vichy                                                                                    |
| Les données manquantes sont à compléter. |                                           |            |           |                          | |
|                                          | Félix Verola                              | août 1944  | mars 1945 |                          | |
|                                          | Joseph Raybaud                            | 1945       | mars 1991 | DVD RI                   | Agriculteur Sénateur des Alpes-Maritimes (1955 → 1989) Conseiller général de Levens (1934 → 1941 et 1945 → 1991) Président du conseil général (1964 → 1967) Décédé en fonction |
|                                          | Léon-Pierre Raybaud Fils du précédent     | avril 1991 | 1994      |                          | Historien du droit |
|                                          | Antoine Véran                             | 1994       | En cours  | UMP-LR                   | Ancien chargé de mission Vice-président de la Métropole Nice Côte d'Azur Réélu pour le mandat 2020-2026                                                                        |
| Sources : Geneawiki                      |                                           |            |           |                          | |

### Budget et fiscalité

#### Impôts seigneuriaux sous l’Ancien Régime
Les droits seigneuriaux pouvaient varier d’une province à l’autre au Moyen Âge.
La dîme était un impôt prélevé par l’Église et les seigneurs, représentant une part quelconque de la récolte, en général le dixième d’un revenu. Le versement de cet impôt fut une source récurrente de conflits entre le seigneur, la paroisse de Saint-Antonin et l’abbaye de Saint-Pons.
La gabelle était un impôt spécial sur le sel. Chaque habitant était obligé d’acheter très cher une certaine quantité de sel tous les ans.
Les corvées étaient un travail physique (effectif du lever au coucher du soleil) dû par les habitants à leur seigneur.
La taille était un impôt direct sur les roturiers. Contre une rente viagère et héréditaire payable par les Levensans, Louis Grimaldi de Levens abandonna cet impôt par une charte du 8 janvier 1475.
Les Levensans étaient soumis à d’autres impôts. Nul ne pouvait avoir de citerne ou de bassin d’arrosage alimenté en eau pluviale s’il ne payait une taxe au seigneur, qui percevait aussi 1/13 (lods ou treizain) des transactions foncières, et aussi des droits de passage. Il y avait aussi des droits de banalité importants pour l’utilisation des moulins à huile et à farine, ainsi que pour le four à pain, tout comme pour l’usage des terres gastes (non cultivées, libres) et des bandites (cultivées). Contre une autre rente viagère et héréditaire, Louis Grimaldi de Levens renonça par une charte du 5 juin 1479 à ses droits de banalité sur les bandites, les terres gastes et le four à pain. Dès lors, la farine et le pain purent circuler en toute liberté et les habitants purent garder leurs troupeaux et ensemencer sans entraves.
Les Levensans payaient aussi au seigneur, le jour de la Saint-Michel, une taxe annuelle de 7 florins pour les frais de transport (cavalcade) et d’hébergement (alberghe) des gens de justice. Mais cette redevance tomba en désuétude dans la seconde moitié du XVIe siècle, quand le duc de Savoie eut organisé la justice dans ses États et que ce service fut enlevé aux seigneurs. Cette réorganisation judiciaire fut très préjudiciable au prestige du seigneur de Levens, qui ne garda que la propriété des moulins à huile et à farine. Ils feront plus tard l’objet d’un long procès qui se terminera par une transaction le 3 mars 1586.

#### Budget et fiscalité 2019
En 2019, le budget de la commune était constitué ainsi :
- total des produits de fonctionnement : 5 791 000 €, soit 1 220 € par habitant ;
- total des charges de fonctionnement : 4 964 000 €, soit 1 045 € par habitant ;
- total des ressources d'investissement : 3 547 000 €, soit 747 € par habitant ;
- total des emplois d'investissement : 3 577 000 €, soit 753 € par habitant ;
- endettement : 6 846 000 €, soit 1 442 € par habitant.

Avec les taux de fiscalité suivants :
- taxe d'habitation : 15,56 % ;
- taxe foncière sur les propriétés bâties : 12,88 % ;
- taxe foncière sur les propriétés non bâties : 47,78 % ;
- taxe additionnelle à la taxe foncière sur les propriétés non bâties : 0,00 % ;
- cotisation foncière des entreprises : 0,00 %.

Chiffres clés Revenus et pauvreté des ménages en 2017 : médiane en 2017 du revenu disponible, par unité de consommation : 23 250 €.

### Démographie

#### Évolution démographique

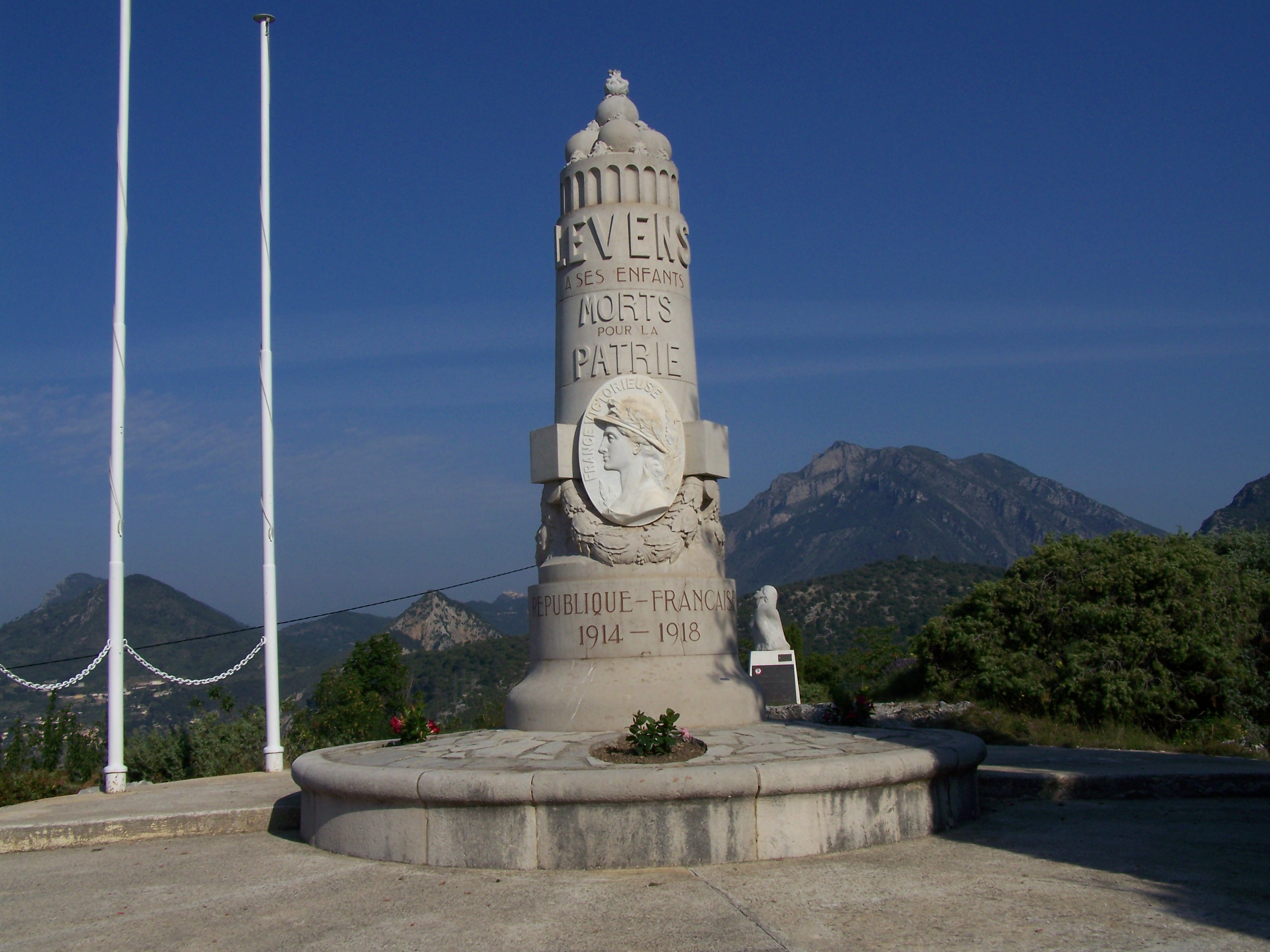
Monument aux Morts de Levens.

Durant des siècles, le nombre d’habitants est limité par les conditions de vie difficiles, comme l’isolement au milieu des montagnes, la sécheresse, les famines, les guerres et les épidémies (principalement la peste en 1467 et 1734-1735, qui ruine et désertifie quasiment le pays). Lors du recensement de 1734, on dénombre 1 208 habitants répartis en 265 familles, et durant l’occupation par les troupes révolutionnaires françaises, en 1794, on en compte 1 069.
L’amélioration des conditions de vie au XIXe siècle permet l’accroissement de la population, de telle sorte que l’on dénombre 1 800 habitants en 1861 après l’annexion du comté de Nice par la France.
Mais la modernisation de la vie entraîne aussi une émigration de la jeunesse vers la métropole en plein développement de Nice. La Première Guerre mondiale est une catastrophe sociale pour la communauté : sur le monument aux Morts de 1914-1918 figurent 52 noms pour une population de 1 328 Levensans en 1911. Le nombre de Levensans diminue peu à peu jusqu’à la fin de la Seconde Guerre mondiale, de telle sorte que le village agonisant compte moins d’habitants en 1946 qu’en 1794.
Cependant, la modernisation et le développement urbain continus entraînent à partir des années 1960 le retour dans la commune de nouvelles familles travaillant dans les grandes villes du littoral mais préférant habiter à la campagne pour une meilleure qualité de vie, grâce au développement des moyens de communication et de la zone industrielle de la vallée du Var. La conséquence de cette immigration est que la population a quadruplé au cours des soixante dernières années et a fortement rajeuni.

L'évolution du nombre d'habitants est connue à travers les recensements de la population effectués dans la commune depuis 1793. Pour les communes de moins de 10 000 habitants, une enquête de recensement portant sur toute la population est réalisée tous les cinq ans, les populations de référence des années intermédiaires étant quant à elles estimées par interpolation ou extrapolation. Pour la commune, le premier recensement exhaustif entrant dans le cadre du nouveau dispositif a été réalisé en 2006.

En 2022, la commune comptait 5 366 habitants, en évolution de +14,1 % par rapport à 2016 (Alpes-Maritimes : +2,85 %, France hors Mayotte : +2,11 %).
| 1793  | 1800  | 1806  | 1822  | 1838  | 1848  | 1858  | 1861  | 1866  |
| ----- | ----- | ----- | ----- | ----- | ----- | ----- | ----- | ----- |
| 1 069 | 1 090 | 1 172 | 1 317 | 1 504 | 1 712 | 1 858 | 1 800 | 1 795 |

| 1872  | 1876  | 1881  | 1886  | 1891  | 1896  | 1901  | 1906  | 1911  |
| ----- | ----- | ----- | ----- | ----- | ----- | ----- | ----- | ----- |
| 1 733 | 1 689 | 1 508 | 1 553 | 1 647 | 1 511 | 1 310 | 1 384 | 1 328 |

| 1921  | 1926  | 1931  | 1936  | 1946  | 1954  | 1962  | 1968  | 1975  |
| ----- | ----- | ----- | ----- | ----- | ----- | ----- | ----- | ----- |
| 1 305 | 1 218 | 1 188 | 1 154 | 1 013 | 1 107 | 1 223 | 1 299 | 1 422 |

| 1982  | 1990  | 1999  | 2006  | 2011  | 2016  | 2021  | 2022  | - |
| ----- | ----- | ----- | ----- | ----- | ----- | ----- | ----- | - |
| 1 800 | 2 686 | 3 700 | 4 427 | 4 709 | 4 703 | 5 165 | 5 366 | - |

Depuis 1982, on peut constater une progression de 110 habitants par an. Le taux retenu pour l’estimation de l’évolution démographique (Source : INSEE) sur la période 2004-2015 est de 1 % par an avec un maximum autour de 5 000 habitants en 2008 et une stabilisation autour de 4 625 vers 2015.
D’après le recensement Insee de 2006, Levens compte 4 427 habitants (soit une augmentation de 19,6 % par rapport à 1999) pour 1 655 ménages (soit une augmentation de 19,5 % par rapport à 1999) avec la répartition suivante :
- 48,4 % d’hommes (0-19 ans = 28 %, 20-39 ans = 22 %, 40-59 ans = 31 %, plus de 60 ans = 19 %) ;
- 51,6 % de femmes (0-19 ans = 26 %, 20-39 ans = 22,5 %, 40-59 ans = 29,5 %, plus de 60 ans = 22 %) ;
- chez les plus de 15 ans, 29 % sont célibataires, 57,6 % sont mariés, 7 % sont divorcés et 6,4 % veufs ;
- 43,8 % de la population travaille (soit un taux d’activité de 73,3 % parmi la population entre 15 et 64 ans), 3,5 % est au chômage (soit un taux de chômage de 7,5 % parmi la population entre 15 et 64 ans), 20,2 % à la retraite, 7,1 % en cours d’études et 25,3 % en « inactivité ».

### Enseignement
Établissements d'enseignements :
- Écoles maternelles[107],
- Écoles primaires,
- Collèges à Saint-Martin-du-Var, Contes, Tourrette-Levens,
- Lycées à Drap, Nice, Gassin.

### Santé
Professionnels et établissements de santé :
- Médecins,
- Pharmacies,
- Hôpitaux à Villars-sur-Var, Saint-Jeannet, Roquebillière, Vence, Nice.

### Cultes
- Culte catholique, Paroisse Saint-Antonin[109],[110], Diocèse de Nice.
- Culte catholique Paroisse Saint Benoît les Oliviers, Sainte-Anne à Plan-du-Var[111].

## Économie

### Économie traditionnelle

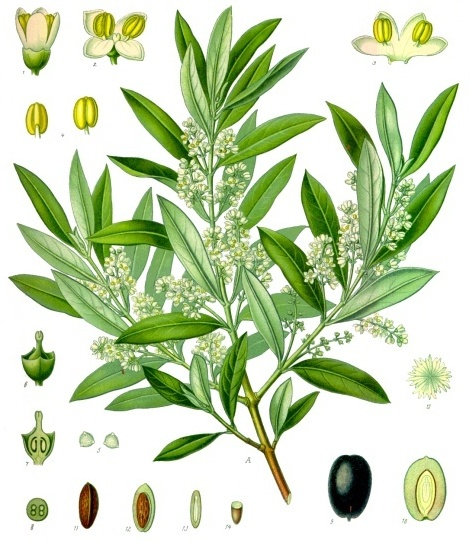
Olea europaea (planche no 229 de Koehler).

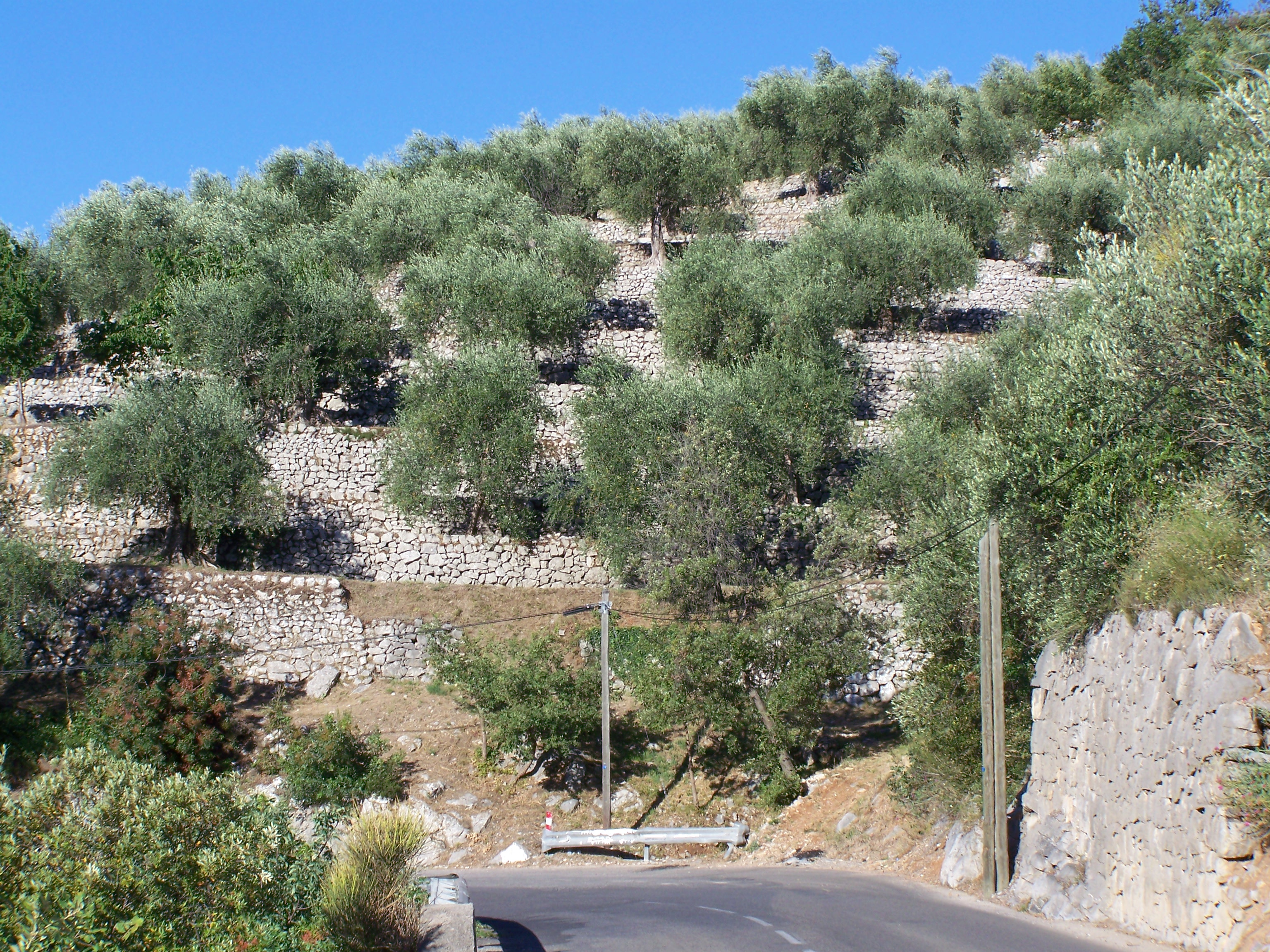
Oliviers sur restanques dans la campagne levensane.

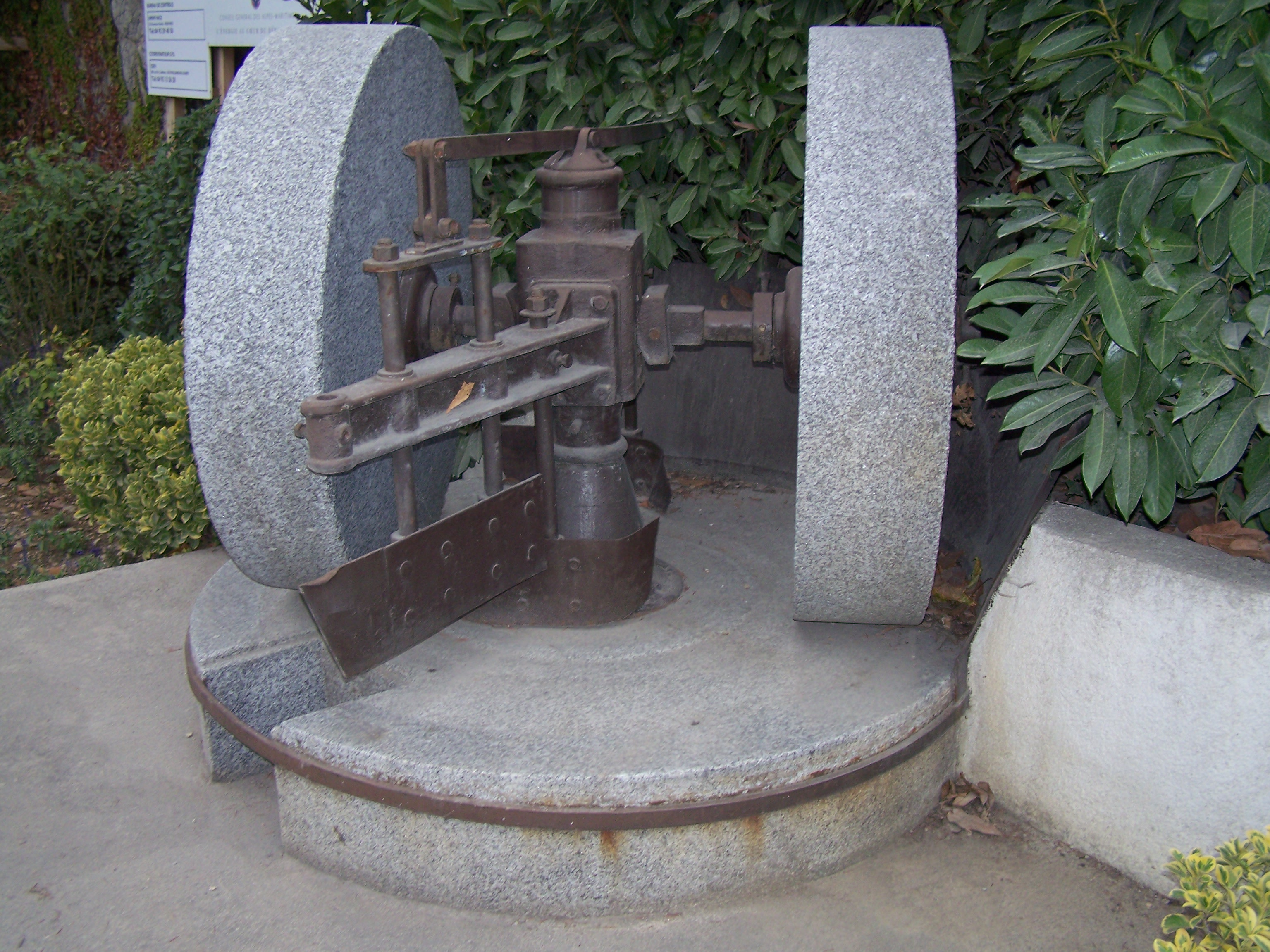
Ancien moulin à huile.

La culture de l’olivier et la production d’huile d'olive a longtemps été la ressource principale du village. Sur la période s’étendant du milieu du XVIIIe siècle au début du XXe siècle, on estime à environ 400 000 (44 000 en 1923) la quantité moyenne de « cailletiers » (la variété d’oliviers) en production plantés sur 30 % de la superficie du canton, souvent sur des terrasses appelées « restanques ». En 1852, année exceptionnelle, la production d’huile d’olive atteint 234 tonnes, que les négociants niçois expédient vers la France, la Belgique, la Hollande, la Russie.
Pour en extraire l’huile, l’olive est pressée dans les defici (moulin à huile), entraînés dans le passé par la force hydraulique des ruisseaux. Levens a compté jusqu’à quinze defici (sept communaux et huit privés) simultanément en activité, auxquels s’ajoutaient deux moulins à farine. Cette huile d’olive est particulièrement douce si on récolte tardivement les olives et a un très intense goût fruité (voire amer) si on les récolte précocement.
D’autres cultures assuraient la subsistance, comme les céréales (en particulier le blé) et les arbres fruitiers : cerisiers, figuiers et pruniers en grand nombre, quelques amandiers, cognassiers, noyers, poiriers, pommiers, sans oublier la vigne, avec des variétés telles qu'aramon, barbaroux, braquet, chasselas, cinsault, folle, grenache, rolle, permettant de produire un excellent vin bouqueté et bien charpenté, comparable au côtes de provence. Le vignoble est frappé par l’oïdium en 1864, puis anéanti par le phylloxéra, qui oblige à replanter avec des porte-greffes (Berlandieu, riparia, rupestris, téléki, vinifera).
Des revenus complémentaires provenaient de la récolte de la lavande sauvage, cueillie à la mi-juillet, partiellement distillée sur place ou vendue à des négociants ; ou encore de la culture de quelques mûriers, encore debout dans plusieurs lieux de la commune, attestant de l’élevage du ver à soie avec une production annuelle de cocons atteignant au XVIIIe siècle près d’une tonne de soie, en grande partie tissée sur place.
La vie traditionnelle à Levens était autarcique et sobre, souvent même difficile. Bien que restant toujours à la merci de catastrophes naturelles comme le gel ou la sécheresse, les Levensans disposaient cependant d’un avantage : la stratégique « route du sel » permettant le commerce entre les régions maritimes et montagneuses.

### Économie actuelle
Au début du XXe siècle, la culture de l’olive périclite à la suite des guerres, de l’émigration et de la concurrence des autres plantes oléagineuses, comme l’arachide ou le colza.
Dans le passé, les « bras » ne manquaient pas pour ce type de culture grâce à l’esclavage, au servage, aux corvées, mais dans la société occidentale moderne, cette activité attire de moins en moins. Il ne reste pratiquement plus d’agriculteurs dans la commune : la grande majorité des Levensans modernes travaille à l’extérieur du village ou dans le secteur tertiaire, spécialement le tourisme.
Voici les chiffres donnés par le recensement Insee de 1999 sur la population levensane de plus de 15 ans : 49 % ont un emploi, 7 % sont sans emploi, 23 % retraités et 21 % autres (ce qui est comparable aux chiffres nationaux).
Pour ceux qui ont un emploi, 67,9 % sont salariés (88,2 % en France), dont 36,6 % de femmes (41,4 % en France) et 22,4 % à temps partiel (16,4 % en France), et 32,1 % sont non salariés (11,8 % en France), dont 11,2 % de femmes (3,6 % en France) et 3,7 % à temps partiel (0,9 % en France). Parmi ces emplois, on en dénombre 3,7 % dans l’agriculture (4,2 % national), 5,2 % dans l’industrie (18,2 % national), 9 % dans la construction (5,8 % national) et 82,1 % dans le tertiaire (71,8 % national), dont 9,7 % dans le commerce (13,2 % national), 17,2 % dans les services aux entreprises (12,3 % national) et 12,7 % dans les services aux particuliers (7,4 % national),.
La chambre d’agriculture et le conseil général essaient cependant de relancer dans les Alpes-Maritimes la filière oléicole par la création d’une appellation d'origine contrôlée (décret du 21 avril 2001 pour l’olive de Nice), ainsi que par des aides à la rénovation des oliveraies comportant de nombreux aspects positifs, comme la réinsertion professionnelle, la lutte contre les incendies, la beauté des paysages, le développement économique et la symbolique culturelle de la Méditerranée.

## Urbanisme
La commune est intégrée dans le plan local d'urbanisme métropolitain approuvé le 25 octobre 2019.

### Typologie
Au 1er janvier 2024, Levens est catégorisée bourg rural, selon la nouvelle grille communale de densité à 7 niveaux définie par l'Insee en 2022.
Elle appartient à l'unité urbaine de Levens, une unité urbaine monocommunale constituant une ville isolée,. Par ailleurs la commune fait partie de l'aire d'attraction de Nice, dont elle est une commune de la couronne,. Cette aire, qui regroupe 100 communes, est catégorisée dans les aires de 200 000 à moins de 700 000 habitants,.

### Occupation des sols

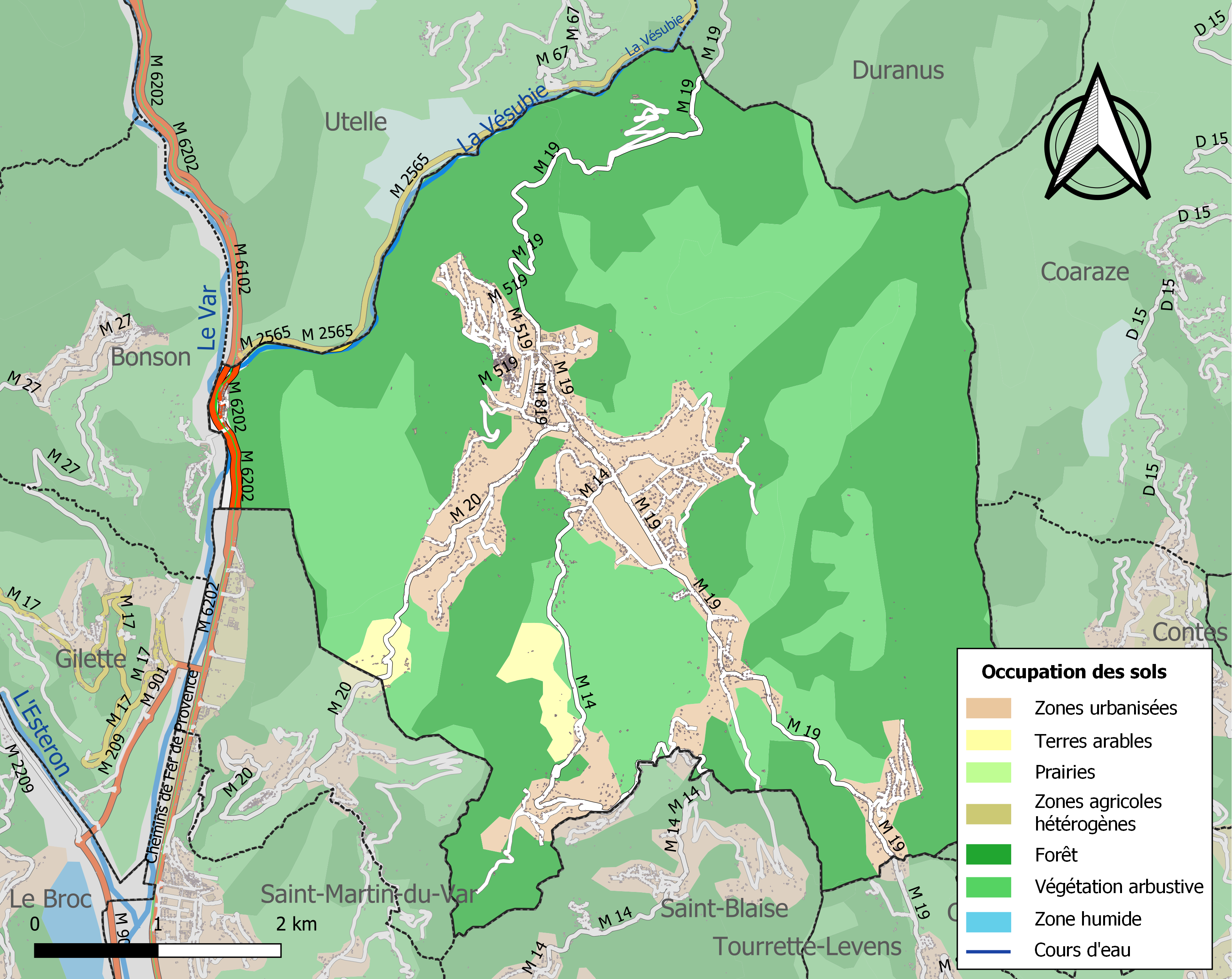
Carte de l'occupation des sols de la commune en 2018 (CLC).

L'occupation des sols de la commune, telle qu'elle ressort de la base de données européenne d’occupation biophysique des sols Corine Land Cover (CLC), est marquée par l'importance des forêts et milieux semi-naturels (84 % en 2018), en diminution par rapport à 1990 (86,8 %). La répartition détaillée en 2018 est la suivante : 
forêts (52,1 %), milieux à végétation arbustive et/ou herbacée (31,2 %), zones urbanisées (14,4 %), cultures permanentes (1,7 %), espaces ouverts, sans ou avec peu de végétation (0,6 %).
L'IGN met par ailleurs à disposition un outil en ligne permettant de comparer l’évolution dans le temps de l’occupation des sols de la commune (ou de territoires à des échelles différentes). Plusieurs époques sont accessibles sous forme de cartes ou photos aériennes : la carte de Cassini (XVIIIe siècle), la carte d'état-major (1820-1866) et la période actuelle (1950 à aujourd'hui).

### Eau

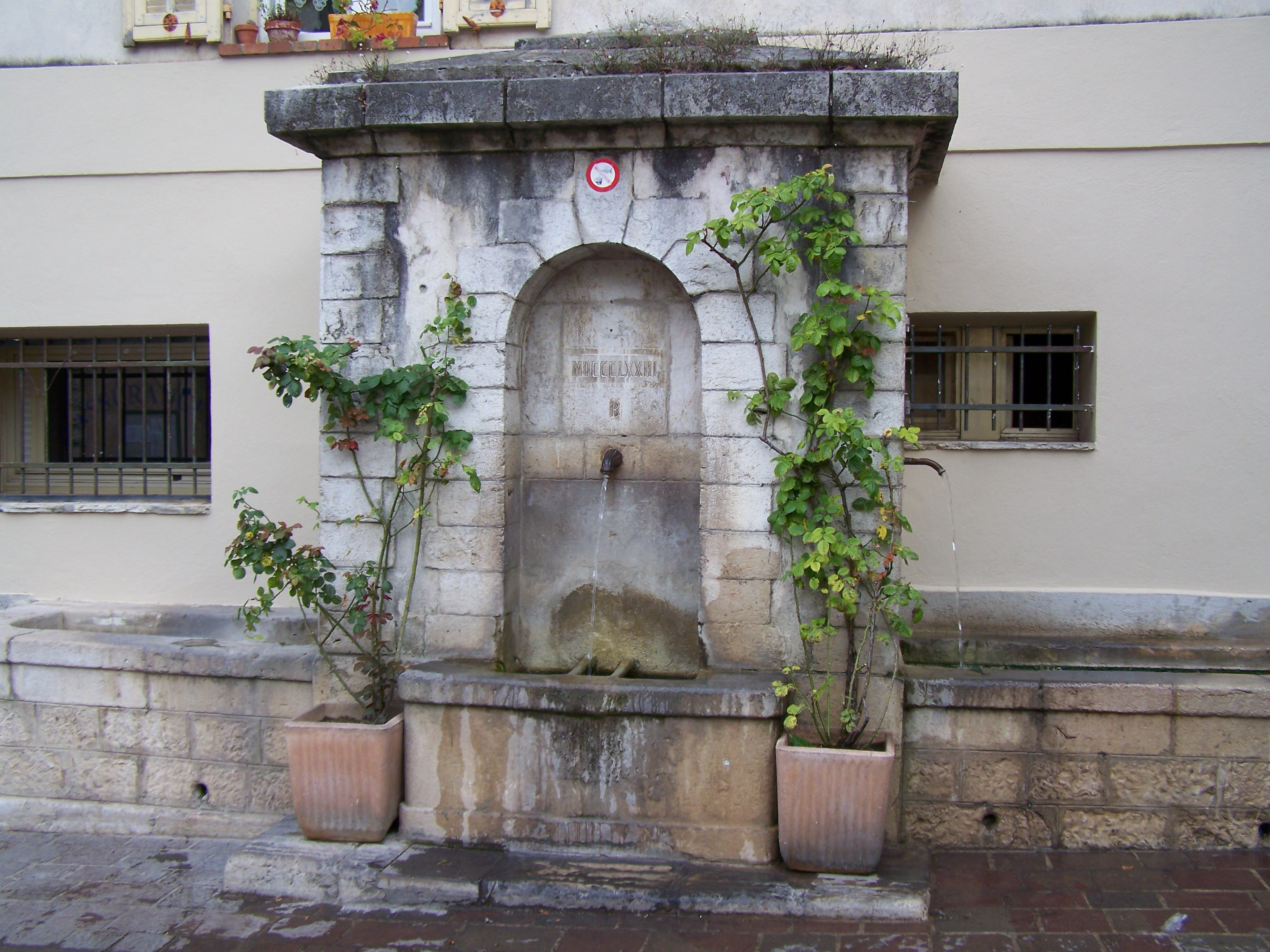
Fontaine de 1873 sur la place de la République.

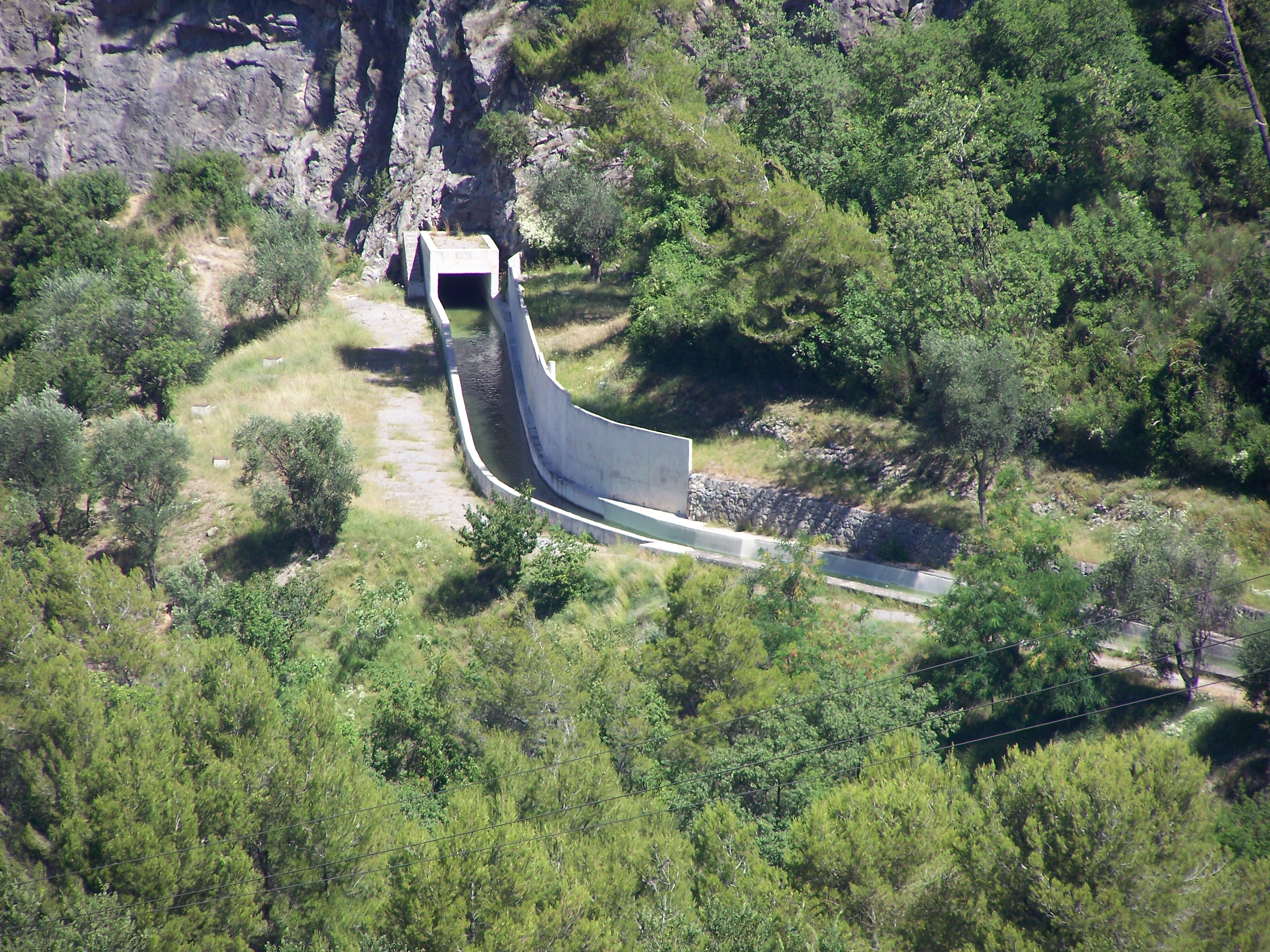
Canal de la Vésubie.

La chaîne montagneuse du Férion est le château d’eau naturel de la commune. L’adduction d’eau au village s’est faite en quatre étapes depuis le XVIIe siècle.
- La première adduction se fait par un canal à ciel ouvert qui amène l’eau d’abord en face de la chapelle Saint-Roch, puis au bas de l’Escalada et enfin en 1889 à une fontaine bâtie près de l’actuelle maison de convalescence « Les Lauriers roses ».
- La seconde étape est le captage en 1872 de l’eau de Trébousses (ou Trebau, les « trois rochers »), au pied du mont Férion, pour être amenée par une conduite traversant la Grau, le Rivet et arrivant au réservoir de la Colline. La distribution se fait à une borne fontaine sur la Colline et à quatre fontaines situées au Banquet ainsi qu’aux places du Château, du Portal et de la République (sa Capela). Les surverses alimentent le lavoir du Contour, Vé lou Sarret et la carriera dòu Mitan. En 1925, l’eau est captée à Vé li Sarsi par une canalisation vers l’eau de Trébousses et quatre nouvelles bornes fontaines sont installées en 1927 au Contour, à Pé de Bari, au Saret et à la Guérite.
- La troisième adduction est le captage de l’eau de Fuon Pench en 1932-1933, dont la conduite passe par le chemin de la Goura, la Drech et les Traverses pour arriver à la chapelle Blanche du village par l’Escalada. Elle dessert les Traverses, le Vignal, le pré des Cavaliers, le quartier des Prés et la partie basse du village (la pression étant insuffisante pour atteindre la cote 630). Ce n’est qu’en 1933 que les maisons des commerçants et particuliers peuvent être branchées au réseau, alors qu’auparavant le passage à la fontaine était obligatoire.
- La quatrième adduction se fait grâce au canal de la Vésubie achevé en 1883. C’est en 1934 que le Syndicat intercommunal d’irrigation des hauts plateaux envisage de pomper directement l’eau du canal au quartier des Moulins (Polonia) pour la remonter de 400 mètres jusqu’au sommet du village. Le gros œuvre est presque terminé en 1939, mais la guerre repousse l’inauguration au 17 juillet 1949. Ces travaux permettent la construction de la piscine du village dans les années 1950.

La concession du réseau d’eau est attribuée à la Compagnie générale des eaux le 15 août 1954, puis lui est retirée dans les années 2000 au profit de la société Ruas actuellement par la Métropole Nice Côte d'Azur (Régie Eau d'Azur)

### Assainissement
Le réseau d’assainissement est posé lors de l’installation des canalisations d’eau dans tout le village en 1952-1953. Il collecte les eaux pluviales et usées vers trois stations à la Cumba, au Rivet et à Sainte-Claire.
Levens dispose de 3 stations d'épuration :
- la station d'épuration de Levens - Le-Rivet d'une capacité de 700 Équivalent-habitants[128].
- la station d'épuration de Levens - village - La Cumba d'une capacité de 3000 Équivalent-habitants[129].
- La métropole urbaine Nice Côte d'Azur prend en charge les réseaux d’assainissement pour rejoindre la grande station d’épuration niçoise « Haliotis », station d'épuration intercommunale de Nice d'une capacité de 650 000 Équivalent-habitants.

### Voies de communication

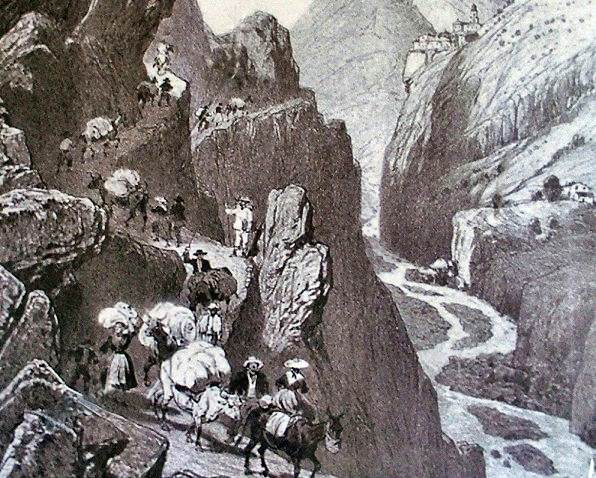
Transport de ballots de sel dans la vallée de la Roya.

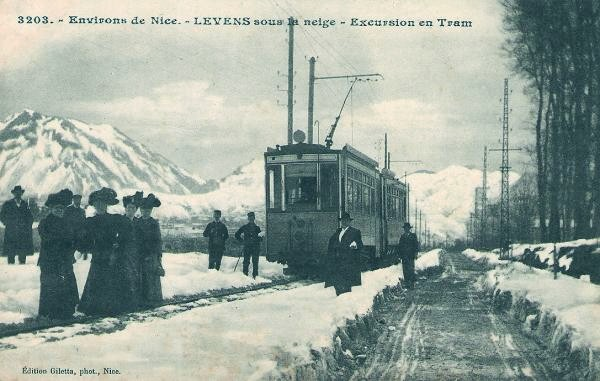
Lou Trambalan, vers 1910.

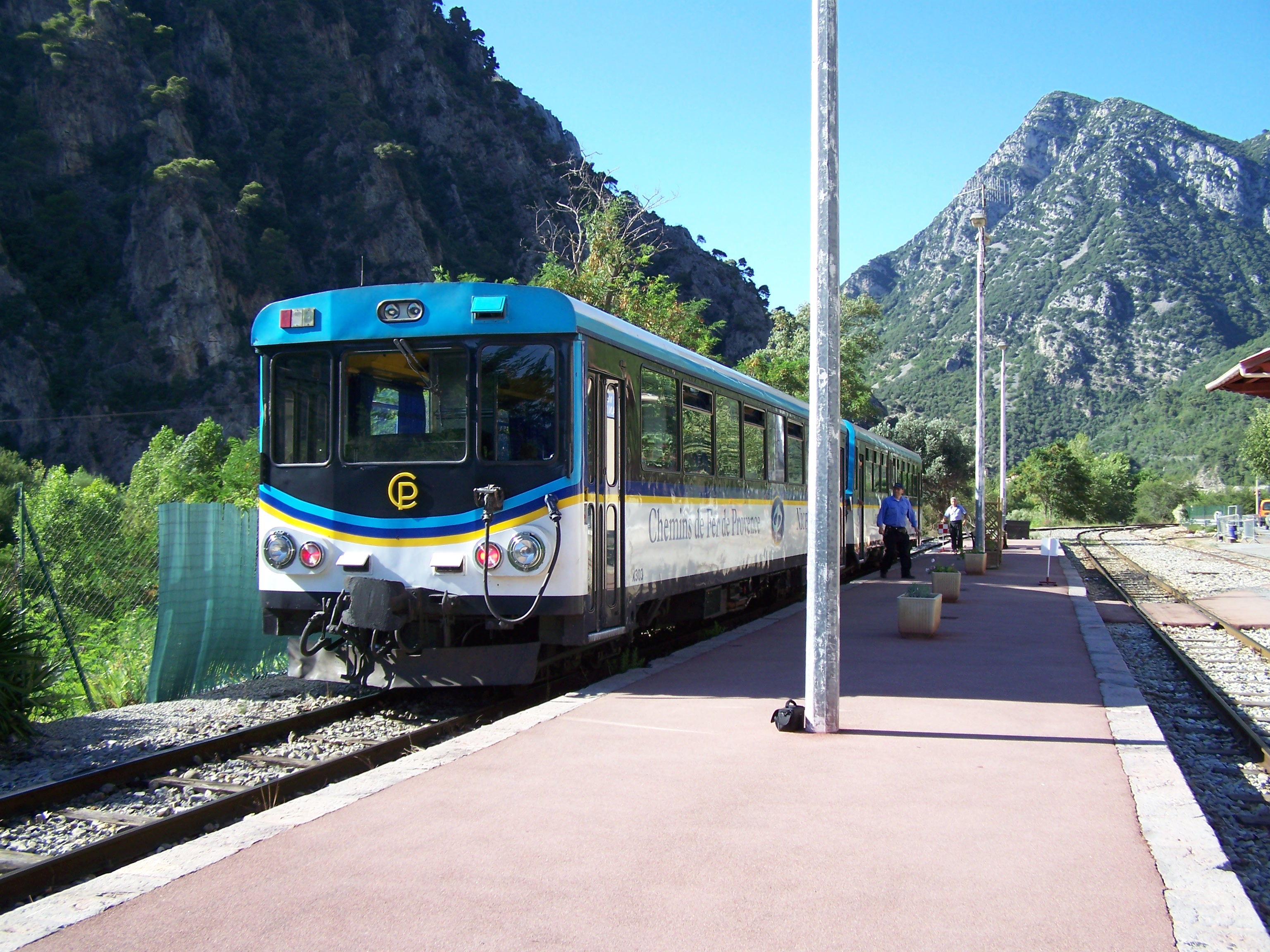
Le « train des Pignes » en gare de Plan-du-Var.

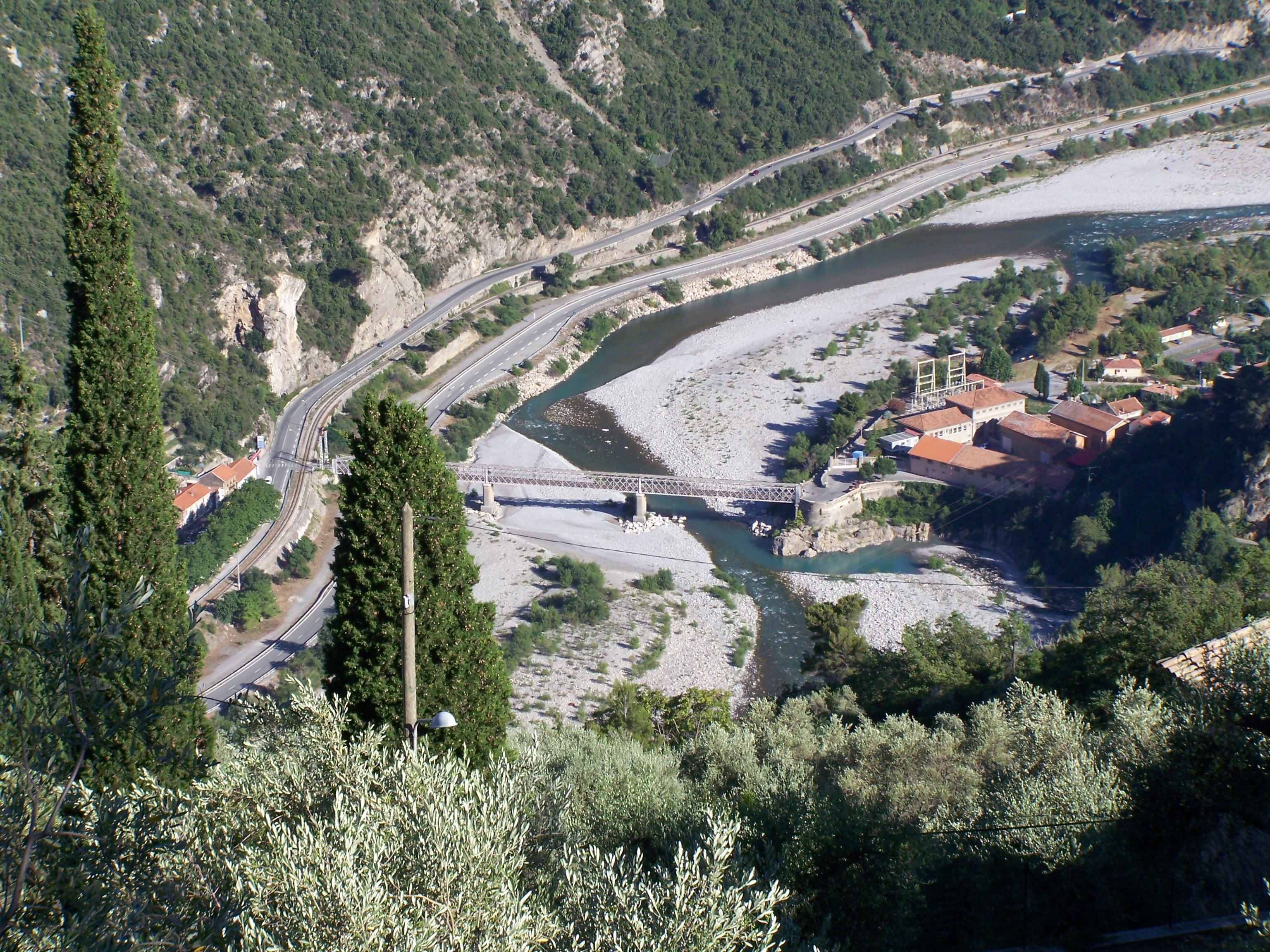
Usine électrique du Gabre.

Les Romains construisent la voie muletière pavée allant de leur colonie de Cemenelum sur la colline niçoise de Cimiez à Saint-Martin-Lantosque en passant par Levens. Le tracé de cette voie est repris en partie par le sentier de grande randonnée no 5 (GR 5).
Un événement très important est la construction de 1431 à 1434 de la route muletière de Nice à Vinadio, par Levens, Utelle, Lantosque, Saint-Martin et la chaîne de montagnes qui aboutit aux vallées de Coni. Moyennant le droit de péage à son profit, le riche patricien niçois et fermier de la gabelle Paganino Del Pozzo offre d’ouvrir à ses frais cette route nouvelle pour le transport du sel, dont l’exploitation est alors une branche considérable du commerce niçois.
En 1829 on construit une voie carrossable de Nice à Saint-Martin-Vésubie passant par Levens. Le gouvernement sarde crée le réseau des routes provinciales du comté de Nice par la loi du 26 juin 1853 ; cette route Nice-Levens-Vésubie est alors baptisée « Départementale n°1 ». Elle devient par la suite l’actuelle route départementale no 19 sur laquelle circule un tramway (Lou Trambalan) de Nice à Levens au début du XXe siècle (de 1908 à 1931),.
Son écart de Plan-du-Var devient un important nœud de communication entre Nice, Digne et la vallée de la Vésubie grâce à la route de Digne (ancienne nationale 202, aujourd’hui départementale 6202), qui l’atteint en 1873, et la voie ferrée des Chemins de fer de Provence construite de 1885 à 1911. Cette ligne, surnommée le « train des Pignes », actuellement exploitée par la société SFSF-CP (Veolia Transport ex-Connex), est une des dernières voies métriques en service régulier en France.
On peut actuellement atteindre le village de Levens par les trois routes départementales no 14, no 20 et no 19. Il est desservi sur cette dernière par une ligne d’autocar Nice-Levens à compter de 1926. Depuis la création le 3 janvier 2005 du nouveau réseau de transport de la communauté d’agglomération Nice Côte d'Azur, c’est la Ligne d'azur no 89 (appartenant à la société Veolia Transport) qui relie Nice à Levens.
La voirie communale de Levens mesure 27 km. Un document communal intitulé « Identification des voies carrossables ouvertes à la circulation publique » indique que près de la moitié de ce réseau est en mauvais état (les routes classées « bonnes » représentent 12,548 km, les routes « dégradées » 13,200 km et les routes « moyennes » 1,265 km).

### Énergie
Durant des siècles, les seules forces motrices à la disposition des Levensans sont animales et hydrauliques. Ils se chauffent avec le bois des forêts environnantes. Ils s’éclairent avec des chandelles de graisse animale et des lampes à huile d’olive calen, puis à pétrole.
Dans les années 1890, on construit en face du hameau de Plan-du-Var l’usine électrique du Gabre pour assurer l’alimentation en électricité des tramways niçois.
À partir de cette centrale, la compagnie de l’Énergie électrique du littoral (EEL) tire par la Barma une ligne à 10 000 volts pour apporter le courant permettant l’éclairage électrique public dès 1904.
Arrivée à Levens par une ligne moyenne tension à 3 000 volts, la distribution de l’électricité nécessite le passage par un transformateur en bas de l’Escalada pour fournir aux habitations une énergie à 110 volts/25 hertz. Chaque habitation a droit, pour un forfait de 25 francs, à une seule ampoule de 25 « bougies » (25 W) allumée à la fois, grâce à un dispositif dans le commutateur. Les moulins à huile commencent à fonctionner à l’électricité à partir de 1909. Le passage à la norme électrique actuelle 220 V/50 Hz se fait après la Seconde Guerre mondiale.
En ce qui concerne les sources d’énergie utilisées pour le chauffage, le bois fut traditionnel jusqu’à notre époque, où il sert encore fréquemment de chauffage d’appoint. Puis l’électricité a alimenté environ 40 % des habitations malgré une relative désaffection durant les « Trente Glorieuses ». Le mazout connut ensuite la faveur jusqu’en 1975 (jusqu’à 60 % des logements), puis ce fut le tour du gaz (jusqu’à 25 %). L’énergie solaire commence à apparaître.

### Logement
Selon l’Insee, la population a augmenté en 2006 de 250 % par rapport à 1982. Les habitants se sont installés en majorité depuis cette date (43,9 % depuis moins de 5 ans, 22,1 % depuis 5 à 9 ans et 34,0 % depuis plus de 10 ans, avec une moyenne d’ancienneté d’installation de 12 ans).
Cet apport de population a fortement accru le nombre de résidences principales (80 %) par rapport aux résidences secondaires, ainsi que le nombre de propriétaires par rapport aux locataires.
| date d’achèvement      | avant 1915   | 1915-1948   | 1949-1967    | 1968-1974    | 1975-1981    | 1982-1989    | 1990-1998    | totaux        |
| résidences principales | 312 (22,5 %) | 120 (8,7 %) | 157 (11,3 %) | 130 (9,4 %)  | 164 (11,8 %) | 231 (16,7 %) | 271 (19,6 %) | 1 385 (100 %) |
| résidences secondaires | 143 (37,6 %) | 15 (3,9 %)  | 33 (8,7 %)   | 73 (19,2 %)  | 73 (19,2 %)  | 32 (8,4 %)   | 11 (2,9 %)   | 380 (100 %)   |
| logements occasionnels | 5 (45,5 %)   | 2 (18,2 %)  | 3 (27,3 %)   | 0 (0,0 %)    | 0 (0,0 %)    | 1 (9,1 %)    | 0 (0,0 %)    | 11 (100 %)    |
| logements vacants      | 77 (63,1 %)  | 14 (11,5 %) | 15 (12,3 %)  | 5 (4,1 %)    | 3 (2,5 %)    | 4 (3,3 %)    | 4 (3,3 %)    | 122 (100 %)   |
| totaux                 | 537 (28,3 %) | 151 (8,0 %) | 208 (11,0 %) | 208 (11,0 %) | 240 (12,6 %) | 268 (14,1 %) | 286 (15,1 %) | 1 898 (100 %) |

| catégorie de logement  | 1 pièce    | 2 pièces     | 3 pièces     | 4 pièces     | 5 pièces     | au moins 6  | totaux        |
| résidences principales | 31 (2,2 %) | 180 (13,0 %) | 398 (28,7 %) | 434 (31,3 %) | 225 (16,2 %) | 117 (8,4 %) | 1 385 (100 %) |
| résidences secondaires | 8 (2,1 %)  | 32 (8,4 %)   | 176 (46,3 %) | 105 (27,6 %) | 38 (10,0 %)  | 21 (5,5 %)  | 380 (100 %)   |
| logements occasionnels | 3 (27,3 %) | 5 (45,5 %)   | 1 (9,1 %)    | 2 (18,2 %)   | 0 (0,0 %)    | 0 (0,0 %)   | 11 (100 %)    |
| logements vacants      | 8 (6,6 %)  | 27 (22,1 %)  | 70 (57,4 %)  | 9 (7,4 %)    | 4 (3,3 %)    | 4 (3,3 %)   | 122 (100 %)   |
| totaux                 | 50 (2,6 %) | 244 (12,9 %) | 645 (34,0 %) | 550 (29,0 %) | 267 (14,1 %) | 142 (7,5 %) | 1 898 (100 %) |

| année du recensement   | 1968         | 1975          | 1982          | 1990           | 1999           | 2006           |
| total des logements    | 994 (100 %)  | 1 075 (100 %) | 1 300 (100 %) | 1 601 (100 %)  | 1 909 (100 %)  | 2 098 (100 %)  |
| résidences principales | 486 (48,9 %) | 542 (50,4 %)  | 713 (54,8 %)  | 1 036 (64,7 %) | 1 398 (73,2 %) | 1 655 (78,9 %) |
| résidences secondaires | 400 (40,3 %) | 454 (42,2 %)  | 508 (39,1 %)  | 479 (29,9 %)   | 391 (20,5 %)   | 316 (15,0 %)   |
| logements vacants      | 108 (10,8 %) | 79 (7,4 %)    | 79 (6,1 %)    | 86 (5,4 %)     | 120 (6,3 %)    | 127 (6,1 %)    |

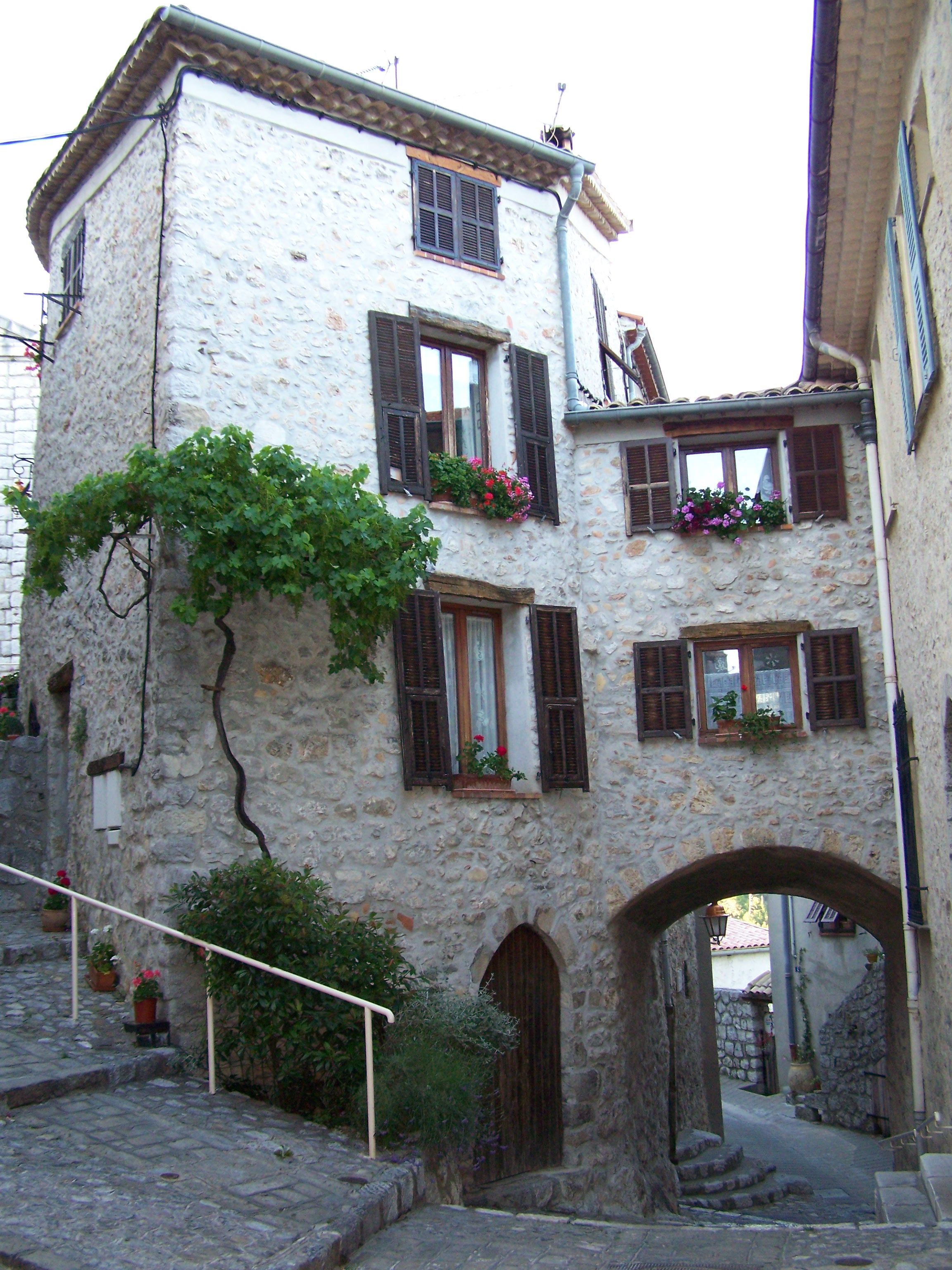
Vieille rue du village de Levens.

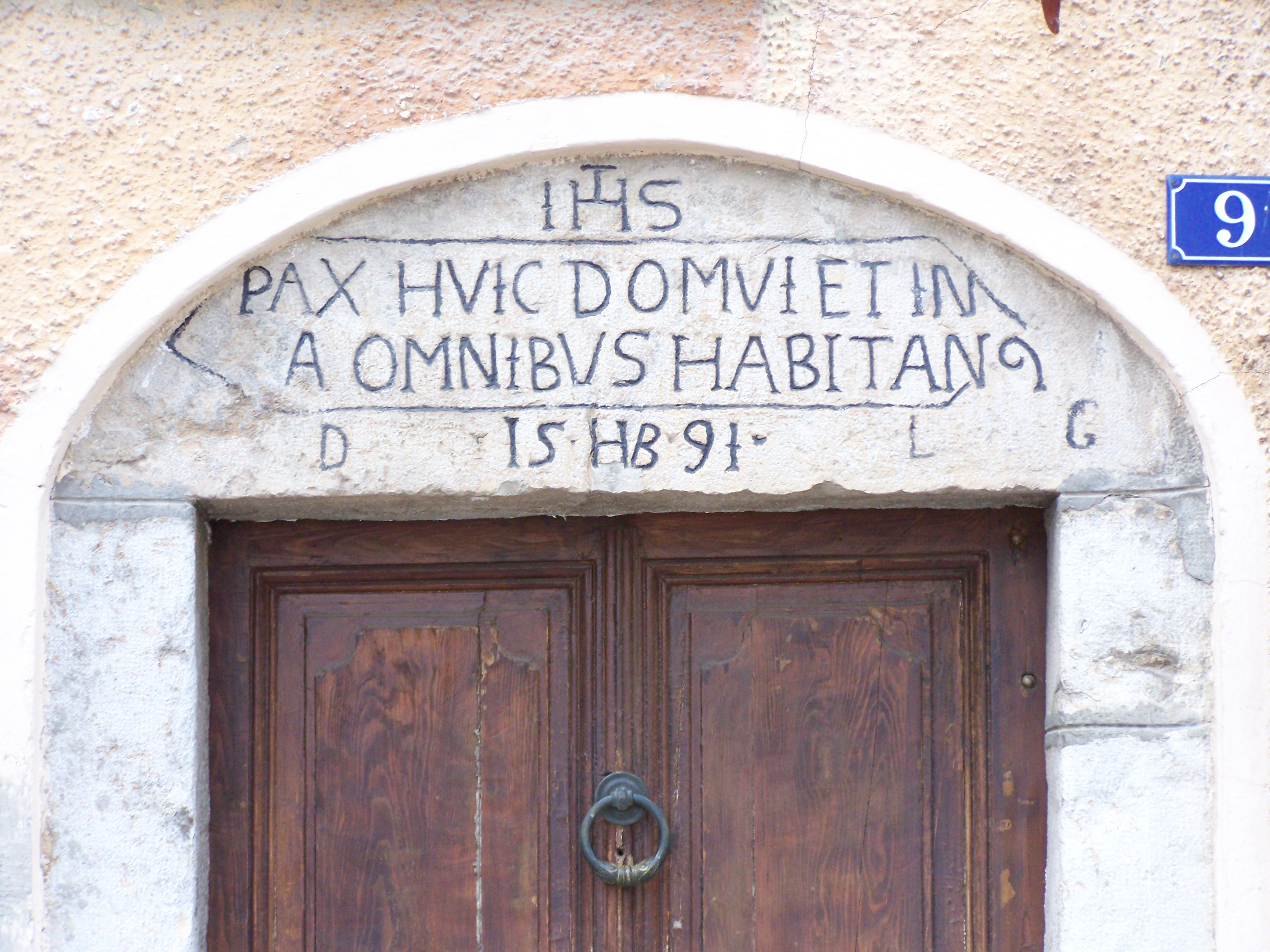
Linteau de 1591 à Levens : « Paix à cette maison et à tous ses habitants ».

En 1999, il y avait à Levens 1 385 résidences principales (73,0 % des logements totaux), constituant 81,5 % des maisons individuelles (en moyenne de 4 pièces) et 15,6 % des appartements (en moyenne de 3 pièces et construits pour les 3/4 avant 1949), dont 0,4 % sans équipement sanitaire, 1,2 % sans baignoire ni douche (2,3 % en France) et 33,7 % sans chauffage central (contre 15,9 % en France), plus 391 résidences secondaires (20,6 %) et 122 logements vacants (6,4 %, la majorité construits avant 1949). On dénombrait 69,1 % de propriétaires (contre 54,7 % en France), 23,4 % de locataires (pour 40,7 % au niveau national), dont 0,4 % en HLM (16 % national), 21,9 % hors HLM (22,8 % en France) et 1,1 % en hôtel ou meublé (1,9 % au niveau national), alors que 7,5 % des personnes sont logées gratuitement (4,6 % en France).
La commune compte 200 logements de plus en 2006 (+10,5 % par rapport à 1999) et 270 ménages supplémentaires (+19,5 % par rapport à 1999). Au recensement Insee de 2006, on dénombre 78,9 % de résidences principales (1 655, avec 76,5 % de maisons individuelles et 22,8 % de logements collectifs), 15 % de résidences secondaires (316) et 6,1 % de logements vacants (127). On compte 74,6 % de propriétaires et 20,7 % de locataires.
Le 19 mai 2000, le maire de Levens, soutenu à l’unanimité par le conseil municipal, adopte le nouveau plan d'occupation des sols (POS). Mais l’association « Levens au cœur » critique l’absence de politique d’urbanisation et le report après les élections municipales en 2008 de la mise en œuvre du plan d’aménagement et de développement durable (PADD), qui permettrait d’élaborer un plan local d'urbanisme (PLU) en pleine concertation avec les Levensans. Selon cette association, l’accroissement rapide de la population et du nombre de permis de construire met en danger la qualité de vie et les infrastructures de la commune.
Les demandes déposées pour de nouveaux permis de construire ont été de 47 en 2000, 65 en 2001, 66 en 2002, 72 en 2003, 78 en 2004 et 80 en 2005, alors que les demandes de modification de bâtiments existants ont été de 36 en 2000, 22 en 2001, 17 en 2002, 24 en 2003, 28 en 2204 et 26 en 2005. Les simples déclarations de travaux se sont élevées quant à elles à 29 en 2000, 58 en 2001, 48 en 2002, 82 en 2003, 66 en 2004 et 67 en 2005. La forte demande des actifs pour un logement principal et des étrangers pour une résidence secondaire oriente durablement à la hausse les prix du secteur immobilier.
Interrogé par un journaliste à propos des logements pour actifs et de la loi SRU qui impose 20 % de logements sociaux, le maire Antoine Véran répond que : « La loi est inadaptée pour des communes rurales par la mise en péril de l’ensemble des infrastructures qui ont été construites depuis longtemps - voirie, école, structure d’accueil, pour un village comme celui de Levens. »

### Infrastructures et services
En ce qui concerne la représentation des administrations, Levens dispose d’une mairie principale au village et d’une mairie annexe à Plan-du-Var, d’un bureau de poste au village et d’un autre à Plan-du-Var, d’une trésorerie du Trésor public, une caserne de gendarmerie, d’un bureau de l’Office national des forêts (ONF), d’une maison du conseil général (à Plan-du-Var) et d’un bureau de la métropole urbaine Nice Côte d'Azur. Il y a aussi une caserne de pompiers moderne au pied du village (plus une autre à Plan-du-Var). Les services municipaux emploient 54 personnes (au lieu de 9 en 1992).
Pour l’éducation, Levens bénéficie d’une crèche, d’une école maternelle, d’une école primaire au quartier Saint-Roch et d’une autre à Plan-du-Var. Le collège se trouve à Tourette-Levens et les lycées à Nice. À Levens, 520 enfants fréquentent les écoles maternelle et élémentaires, ce qui représente 13 classes élémentaires, 8 classes maternelles et une ouverture de classe par an depuis 2003.
Dans le domaine de la santé, Levens dispose d’un centre de convalescence (« Les Lauriers roses »), de deux maisons de retraite, de deux pharmacies (une au village et l’autre à Plan-du-Var), de cinq médecins généralistes (dont un à Plan-du-Var), de quatre infirmières libérales, de trois kinésithérapeutes et de un dentiste. À Saint Martin du Var se trouvent un laboratoire d’analyses médicales et un cabinet de radiologie.
Pour pratiquer leurs activités sportives, les Levensans disposent d’un stade municipal avec terrain de football, d'un parcours de santé (aux Grands Prés), d’une salle omnisports (au Rivet), d’une piscine au sommet du village, et d’un site d’escalade près de la grotte du Rat, sans oublier plusieurs courts de tennis et centres équestres privés.
Dans le domaine culturel, les Levensans profitent d’une maison communale au Portal, d’un foyer rural avec scène de théâtre et grand écran de cinéma, ainsi que d’une bibliothèque municipale complètement renové. Levens est dans une zone bien couverte par les réseaux de la téléphonie mobile et de l’ADSL pour l’accès à internet.

## Culture et patrimoine

### Lieux et monuments

#### Dans le village
Avec la porte,  de la première enceinte et celle de la seconde enceinte, le Portal, « la tour » est l’un des trois vestiges de l’ancien château. C’est l’ancien donjon, le point le plus haut du village, qui surplombe la piscine en contrebas et permet d’apercevoir la plaine du Var jusqu’à son embouchure et le cap d'Antibes.
Le boutàu, pierre cylindro-conique tronquée et fichée en terre (sur l’actuelle place de la Liberté), sur laquelle sautent les danseurs de la farandole, en souvenir symbolique de la révolte de 1621.
L’église paroissiale Saint-Antonin, dont le chartrier de l’abbaye de Saint-Pons fait mention en 1286, est la propriété de la commune. Elle est inscrite aux Monuments historiques par arrêté du 22 décembre 1941.
La construction de la première église est vraisemblablement antérieure au XIIIe siècle, mais elle a subi de nombreux remaniements, en particulier au début du XVIIe siècle. Elle présente actuellement un plan basilical, avec une nef de quatre travées et deux collatéraux ; le chœur et les bas-côtés se terminent par des chevets plats. Les trois nefs sont séparées par deux rangées de quatre piliers chacune, en calcaire gris du pays. Les bases des colonnes comportent de curieuses têtes de style roman tardif, très diversifiées, dont un « sourire de Levens » ! Statue de la Vierge en bois polychrome, chaire et prédelle racontant la vie de saint Antonin, toutes trois du XVIe siècle.
Sur la tribune en fond de nef, un orgue de facteur inconnu, installé par le facteur Martella de Nice en 1898 et provenant de la chapelle de l’ancien petit séminaire de Nice. Il comporte 32 jeux dans un seul buffet sans positif, répartis sur deux claviers et un pédalier. Dans les années 1950, le titulaire était Joseph Garin, auquel ont succédé Mlle Bovis puis Jeannine Gualtieri et actuellement Sylvère Bourges

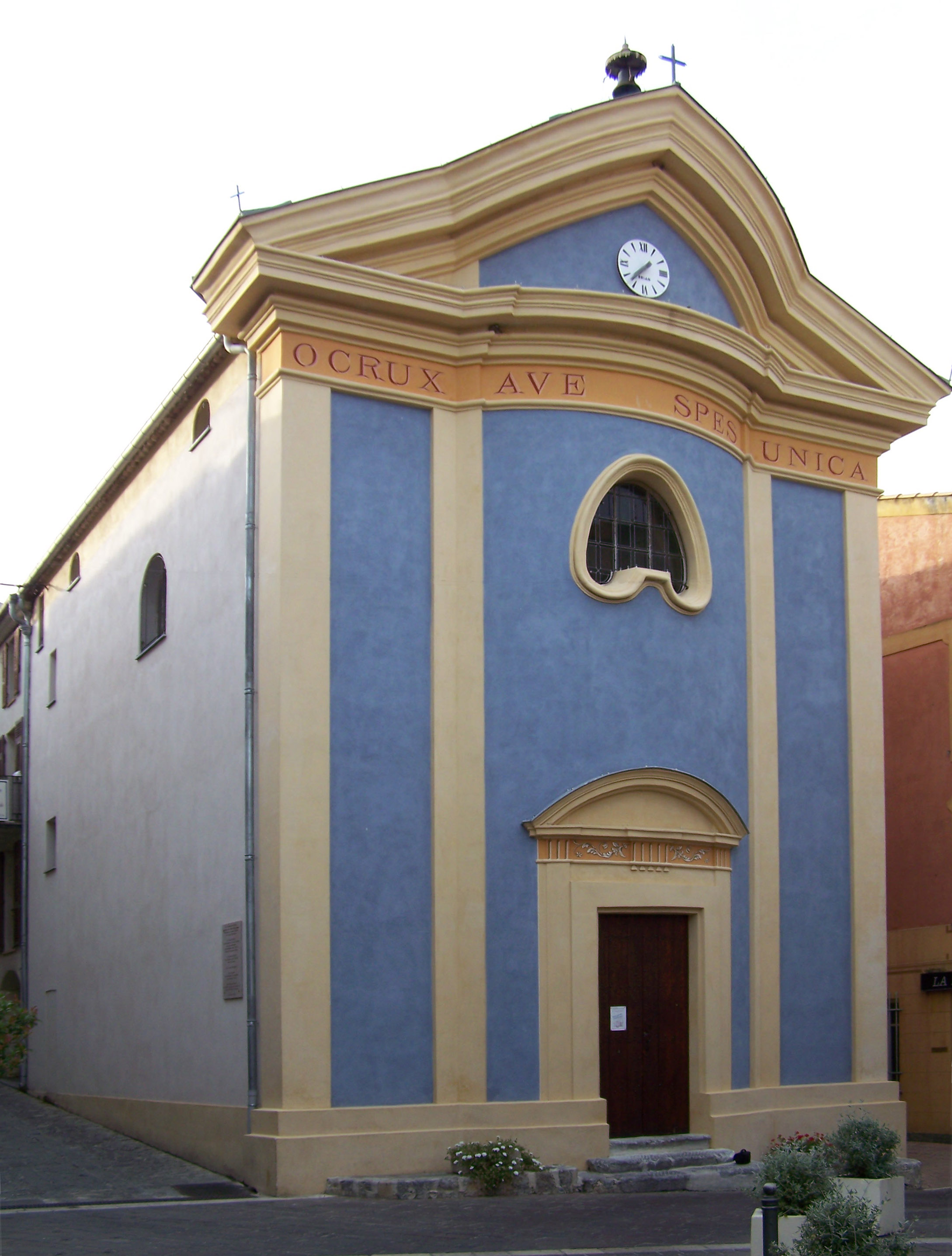
La chapelle Blanche (XVIIIe siècle).

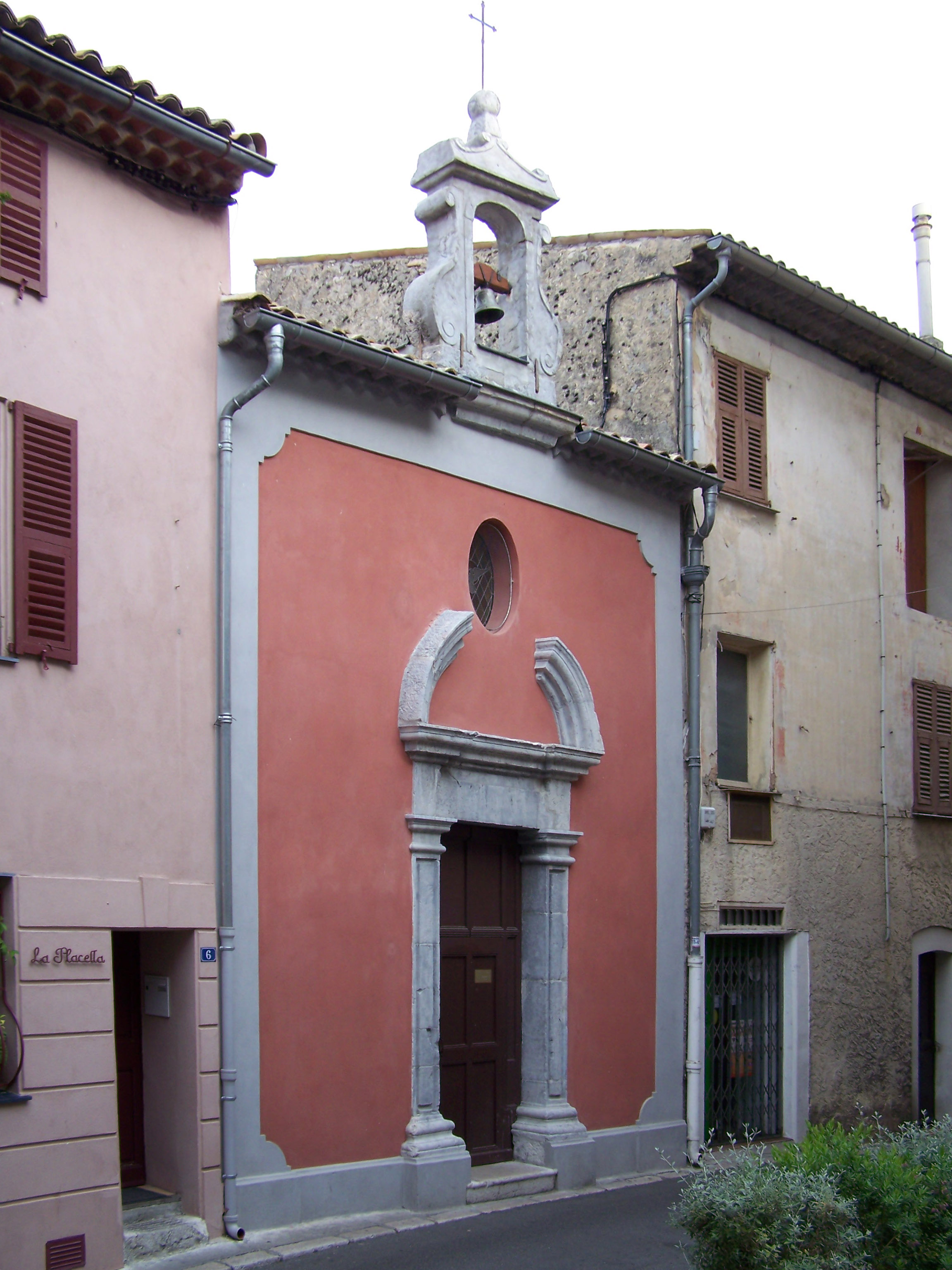
La chapelle Noire (XVIe siècle).

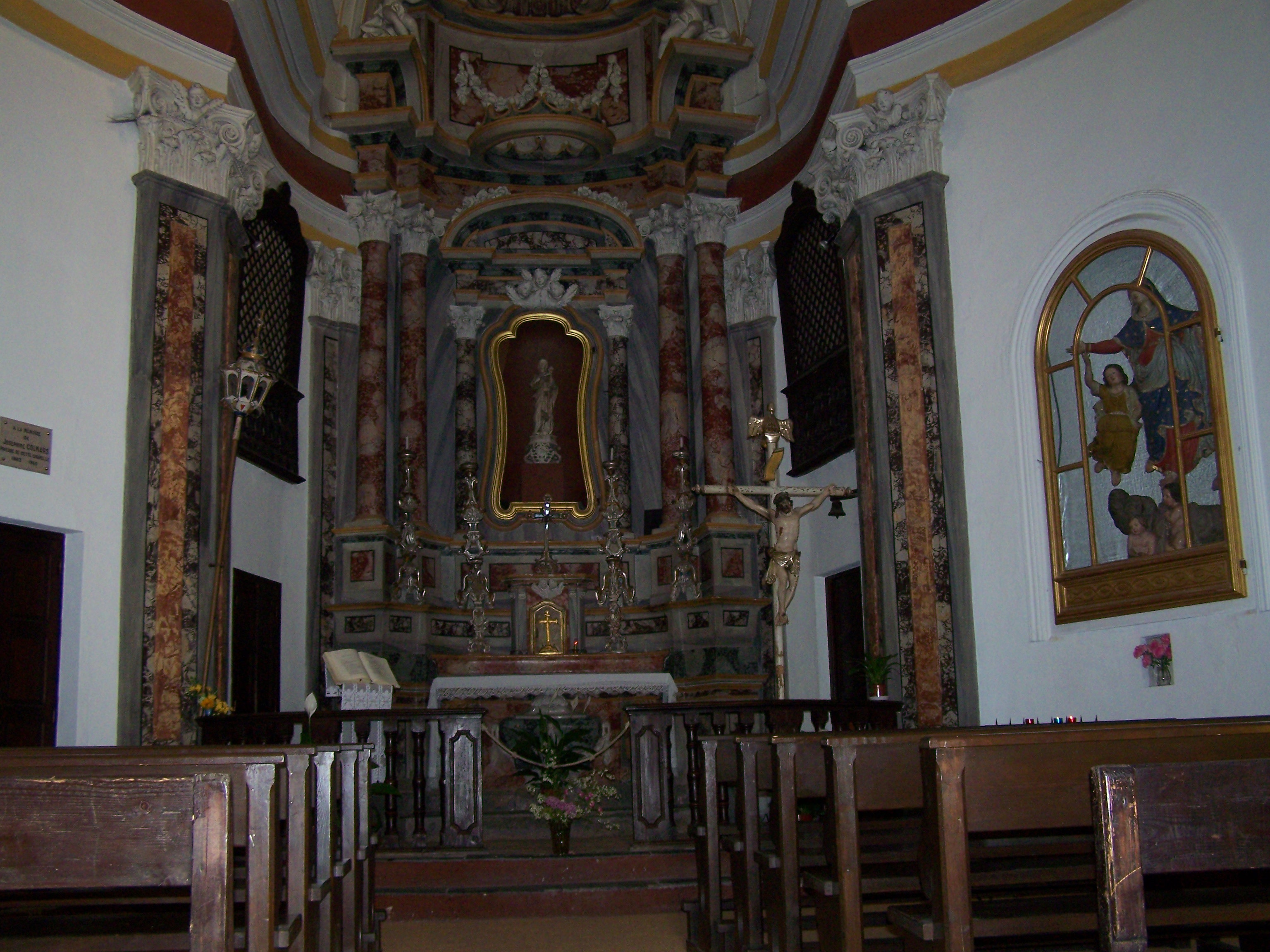
Intérieur de la chapelle Blanche.

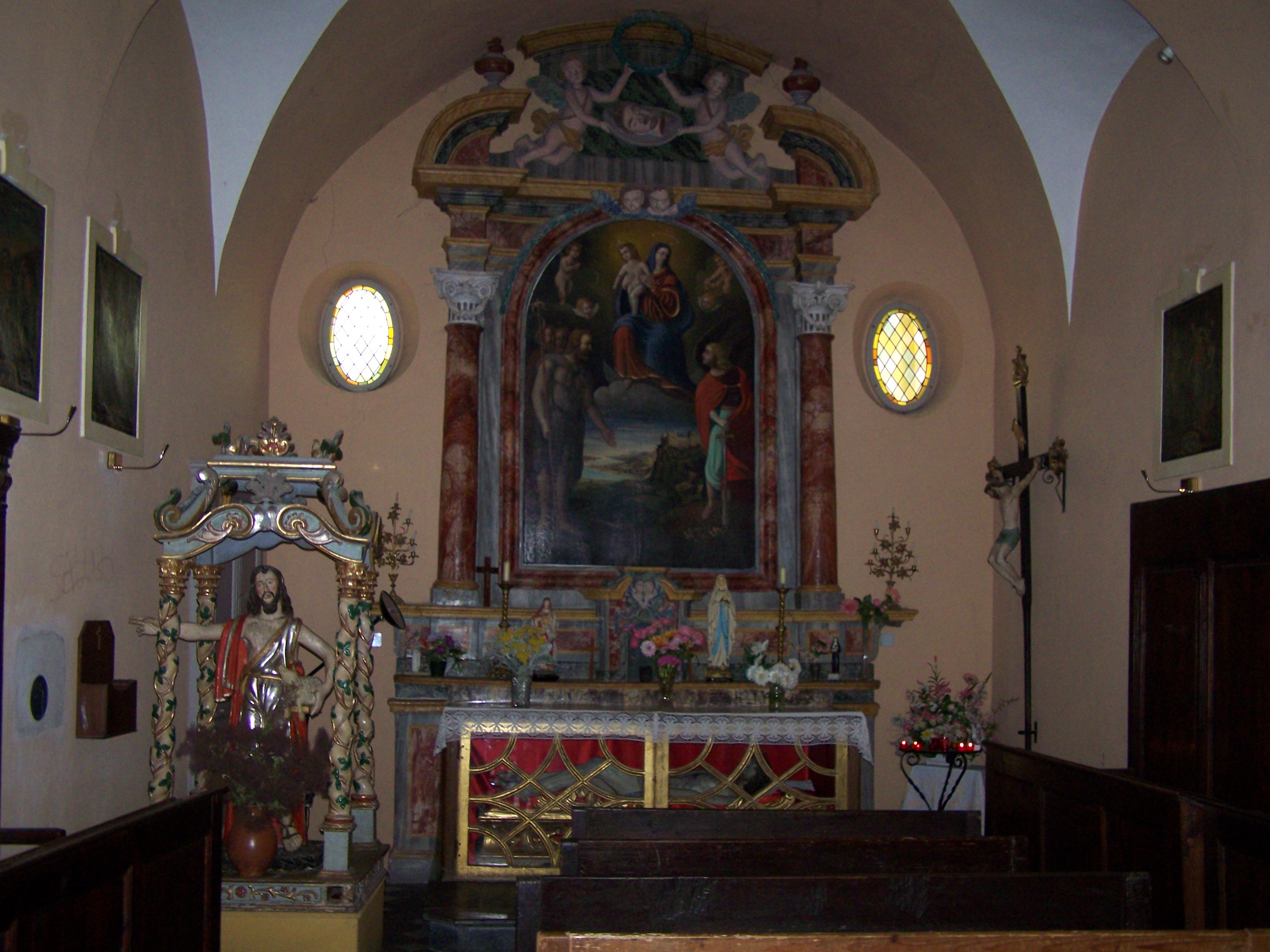
Intérieur de la chapelle Noire.

La chapelle de la confrérie des pénitents blancs fondée début XIVe siècle, dite « chapelle Blanche », dédiée à Notre-Dame de l’Assomption, déplacée et reconstruite sur son emplacement actuel (place de la République) en 1775. Retable polychrome du XVIIIe siècle, Vierge à l’enfant du XVIIe siècle en albâtre, statue processionnelle en bois polychrome du XVIIIe siècle, très aérienne, Assomption de la Vierge de Coriolano Malagavazzo.
La chapelle de la confrérie des pénitents noirs fondée fin XVIe siècle, dite « chapelle Noire ». Le trésor de l’église de Levens y est présenté dans le cadre d’un musée d’art religieux.
La maison du Portal accueille, tout au long de l’année des expositions temporaires de peinture, sculpture, photographie… Des artistes de renom côtoient leurs confrères locaux et viennent y présenter leurs œuvres. Elle héberge en continu le Bureau d'Information Touristique.
Prochainement la, réouverture de l'auditorium du Foyer Rural d'une capacité de 200 places assises.

#### Hors du village
L'abbaye de la Madone-des-Prés, chemin de la Madone, ancien prieuré ayant dépendu de l'abbaye Saint-Pons de Nice, vendu à la Révolution, et transformé en habitation. L'édifice est classé au titre des monuments historiques depuis 1965.
La peira tourgnola (pierre tournante) est une pierre verticale de plusieurs mètres de hauteur, coiffée par un second bloc mesurant environ 1 m de haut, située sur le chemin de l’Albarea à proximité de l’embranchement avec le chemin de la Cumba. Est-ce que ce monument est d’origine naturelle ? A-t-il été élevé par l’homme ? L’histoire n’en a gardé aucune trace. Seule la tradition locale perpétue la légende suivante : pour voir tourner la peira tourgnola, il faut y aller le soir du réveillon de Noël, vêtu d’une simple chemise de nuit humide, après avoir consommé le cacha fuec (le vin chaud) en grande quantité…
Il existe aussi diverses chapelles à travers la commune : chapelle de Saint-Antoine-de-Siga, chapelle de Sainte-Claire, chapelle Sainte-Pétronille, chapelle Saint-Joseph, chapelle Saint-Michel et l’ancienne commanderie des templiers de Notre-Dame-des-Prés.

### Fêtes et traditions
Le groupe folklorique Lou Brandi levensan, créé en 1970 par Jean Maiffredi pour garder en vie les traditions levensanes, se compose aujourd’hui d’une quinzaine de couples de danseurs en costume local traditionnel, accompagnés par une dizaine de musiciens sonnant fifres et jouant tambours, grosse caisse, cascaveliera (grelots) et petadou (tambour à friction). Il anime les « festins » (fêtes) du village, religieux ou profanes.

#### Fêtes religieuses
Les Levensans perpétuent une très ancienne tradition catholique romaine, avec une dévotion à ses saints protecteurs et particulièrement à la Madone.
Ils célèbrent le 15 août la fête de l’Assomption de la Vierge Marie, protectrice du village, avec neuvaines à la chapelle Blanche et procession chantée d’une très belle statue polychrome du XVIe siècle, ainsi que la fête de l’Immaculée Conception, le 8 décembre, avec le renouvellement du vœu fait à la Vierge le 8 avril 1738 par acte notarié en souvenir d’une épidémie de « fièvre maligne », qui ravageait le comté et qui cessa lorsque les Levensans implorèrent la Madone.

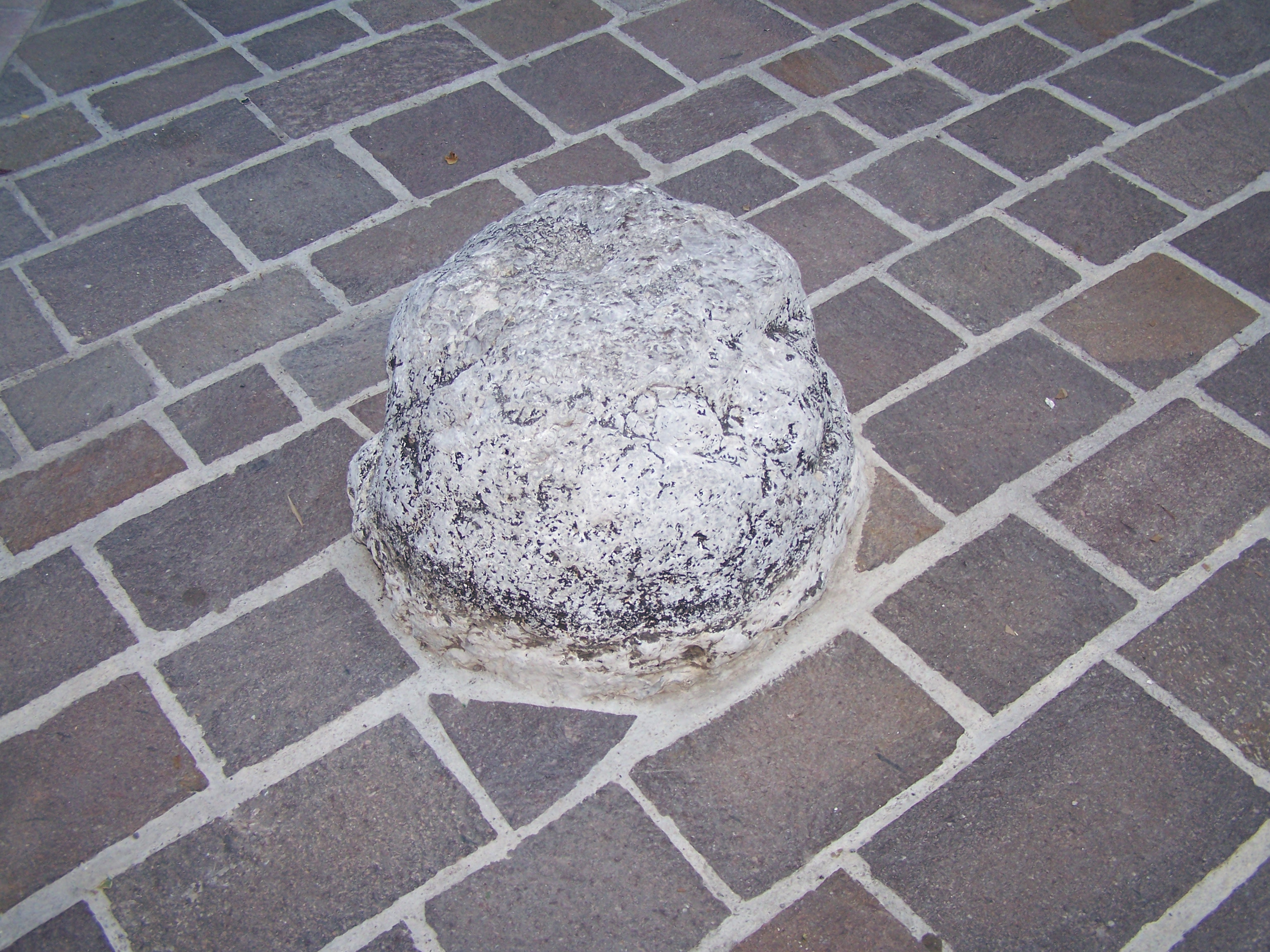
La pierre du boutàu, place de la Liberté.

La fête patronale de la Saint-Antonin, le 2 septembre, est l’occasion d’un grand banquet et de farandoles au cours desquelles les Levensans dansent et sautent sur la pierre du boutàu symbolisant le ventre du seigneur Grimaldi, en mémoire de sa destitution et de leur indépendance en 1621. Les autres fêtes des saints patrons de différents quartiers ne sont pas délaissées : Sainte-Anne le 26 juillet pour Plan-du-Var, Sainte-Claire le 11 août, Saint-Roch le 16 août, Saint-Blaise le 2 février, Saint-Antoine le 13 juin pour le quartier de la Siga, Saint-Vincent le 22 janvier comme protecteur des oliviers… ainsi que la fête de la Saint-Jean, le 21 juin pour le solstice d'été, avec son grand feu. Il y a aussi les pèlerinages annuels à la Madone d’Utelle, le 8 septembre, et à Saint-Michel du Férion, le 29 septembre.
Toutes les autres fêtes du calendrier liturgique catholique sont aussi célébrées, particulièrement Noël (Calèna) avec la traditionnelle messe de minuit (sa messa de mieja nuech) à l’appel du carillon (sou trignoù), son vin chaud parfumé à la cannelle et sa crèche provençale (lou presèpi) avec les grands santons de porcelaine (si santouns). La « procession aux Limaces », avec des lampions de coquilles d’escargots (de gruelhi de limassi), se déroule le jeudi qui suit l’octave de Pentecôte, en l’honneur du Très Saint Sacrement.

#### Fêtes profanes
Les principales fêtes profanes sont le « Mardi gras » (lou Mars de Carneval), qui est un défilé carnavalesque avec déguisement, au son de l’orchestre (la musica levensana), suivi du traditionnel repas de raviolis avant le carême, et la fête du « Tourner le mai » (Virar sou malh). Cette fête était l’occasion pour les jeunes de se choisir un/une partenaire autour d’un pin « le plus haut possible » amené sur la place du village et orné d’une couronne de fleur au sommet. Mais cette tradition s’est perdue après la Seconde Guerre mondiale.
Il y eut aussi les revues militaires aux Grands Prés avant la Première Guerre mondiale à l’occasion de la commémoration de la fête nationale du 14 juillet et lors des manœuvres estivales annuelles des chasseurs alpins du 22e BCA, ainsi que la célèbre revue d’honneur de la 57e brigade du XVe corps défilant devant le général Versier le 20 septembre 1894.
Tous les étés se tiennent le Fête du cheval, aux Grands Prés, le dernier week-end de juillet.

### Héraldique
|  | Les armoiries de Levens commémorent sa libération de la tutelle seigneuriale des Grimaldi en 1621 : un coq rouge représentant le peuple se dresse fièrement en plein soleil sur la pierre du boutàu symbolisant « le ventre du seigneur ». La hallebarde était jadis l’insigne des gouverneurs du comté et des capitaines de la milice. Associée à l’inscription Libertas 1621, elle rappelle que Levens devint « comtesse d’elle même ». |

| Blason de Levens | Blason  | Parti : de gueules à une hallebarde d'or entrelacée d'un listel du même chargé de l'inscription de sable LIBERTAS 1621, et d'azur à la champagne de sable* soutenant un coq de gueules* sur un rocher d'or surmonté d'un soleil du même mouvant de l'angle senestre du champ. DeviseLeventi castrum. |
| Blason de Levens | Détails | * Il y a là non-respect de la règle de contrariété des couleurs : ces armes sont fautives (gueules et sable sur azur). adopté le 19 mai 1937. |

L’écu timbré d’une couronne de comte est entouré, à dextre d’un épi de blé, à sénestre d’un rameau d’olivier, passés en sautoir sous la pointe et soutenant une grappe de raisin sur laquelle broche la croix de guerre et autour de laquelle s’enroule un listel portant la devise : Leventii castrum, le tout au naturel.
Le conseil municipal de Levens adopta ces armes le 19 mai 1937.

### Langue
Les langues parlées à Levens sont le français et le levensan, variante dialectale du niçois, qui est selon la classification dialectologique une variété de la langue d'oc ou occitan parlée dans le comté de Nice ou « pays niçois » (correspondant à l’arrondissement de Nice, situé dans le département français des Alpes-Maritimes) et dans la principauté de Monaco (où il coexiste avec le ligure monégasque). L’italien (toscan) fut la langue officielle du royaume de Piémont-Sardaigne et auparavant des États de Savoie depuis 1563.
Pour des raisons historico-culturelles, les Niçois appellent leur langue niçois, mais on l’appelle aussi par son nom autochtone [niˈsaʀt] orthographié niçard (norme classique) ou nissart/niçart (norme mistralienne). Il existe plusieurs isoglosses à travers le comté de Nice, les différences étant les plus marquées entre le niçois de la côte et celui de l’arrière-pays. Le niçois est une des matières optionnelles inscrites pour l’examen du baccalauréat.

### Gastronomie

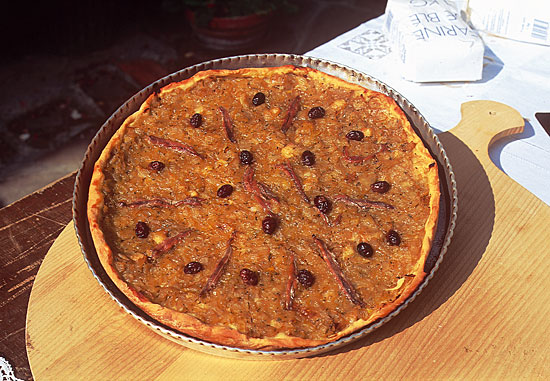
Pissaladiera.

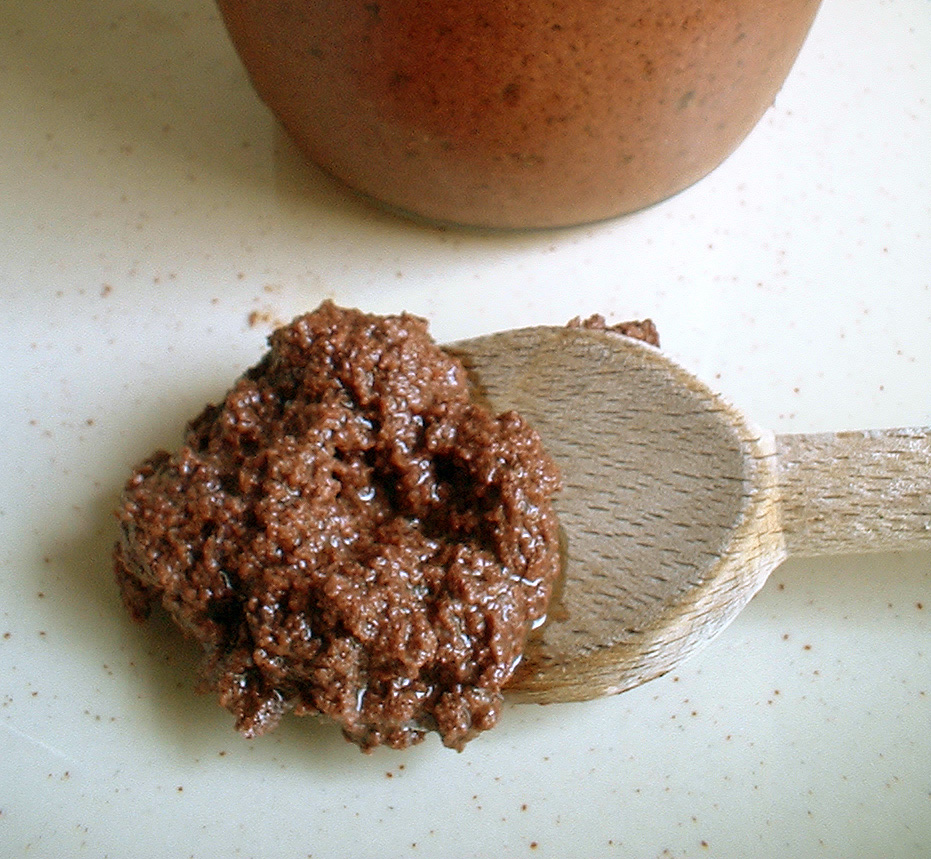
Cuillerée de tapenade.

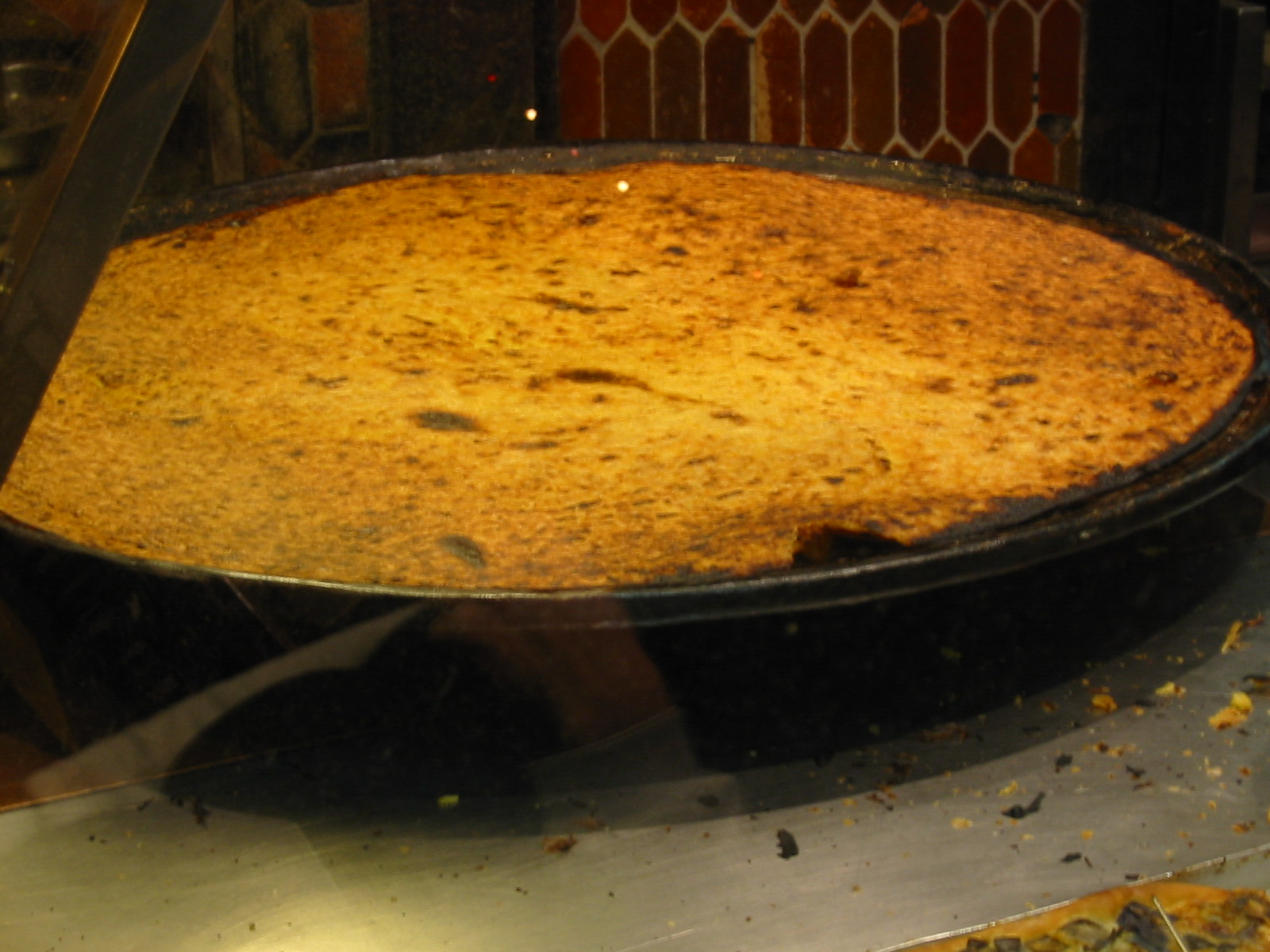
Plaque de "socca".

La cuisine de Levens est très semblable à celle de Nice. C’est une « cuisine de pauvre », qui utilise couramment la farines de céréales et parfois de pois chiche ou de châtaigne, les viandes (principalement d’ovins) et les poissons (morue, anchois), les fromages principalement au lait de chèvre ou de brebis, le vin, les olives et huile d’olive, les fruits et légumes selon la saison et l’ail, les oignons et les herbes aromatiques.
Voici quelques plats typiques :
- pissaladiera : tarte aux oignons et aux olives (avec souvent aussi des anchois) ;
- ravioli : petits sacs de pâte farcis de viande de bœuf hachée avec de la blette et des herbes aromatiques, cuits dans l’eau bouillante ;
- soupe au pistou : soupe de légumes coupés en morceaux, sur laquelle on verse le pistou, un mélange pilé de basilic, ail, tomate, parfois olives et parmesan râpé ;
- ratatouille : ragoût de légumes (aubergines, courgettes, poivrons, tomates, oignons) ;
- pâtes au pistou : pâtes sur laquelle on verse le pistou ;
- pâtes aux anchois : pâtes avec des anchois et du fromage râpé ;
- tapenade : mélangé pilé d’anchois, d’olives et de câpres (dont le nom niçois est tapène), que l’on répand sur les pâtes ou étend sur le pain ;
- farcis : légumes (tomates, pommes de terre, oignons, courgettes) farcis de viande hachée et cuits au four.
- tourta de blea : tourte sucrée, farcie avec un mélange de blettes, de pignons (graines) de pin, de figues sèches, de pommes, de raisins secs… ;
- socca : épaisse crêpe de farine de pois chiche ;
- panisse : pâte de farine de pois chiche frite dans l’huile d’olive ;
- tarte à la courge : tartes  à l’anis et à la courge ;
- bressauda : tranches de pain frottées d’ail et frites dans l’huile d’olive qui vient juste d’être pressée ;
- brous ou broussin : fromage très « fait » et « odorant » (souvent « habité »), que l’on tartine sur le pain ;
- stoccaficada : ragoût de poisson semblable à la morue avec des pommes de terre, des oignons, des olives et des herbes aromatiques ;
- bignettes : beignets sucrés ;
- cardes : espèce d’artichauts tendres.

### Arts
La « Maison du Portal » organise des expositions d’artistes.
Chaque été sont organisés une foire agricole et un festival de musique, théâtre, danses et contes…
Il existe à Levens plusieurs associations culturelles et clubs très actifs: aéromodélisme (aux Grands Prés), photographie, patchwork, aquarelle, langue nissarte, chorale, école de musique (les Petits Musiciens) et de piano, amicales des différents quartiers, comité des fêtes, cercle cinéphile, théâtre (le Cercle de la Pierre Tourniole)…

## Sports

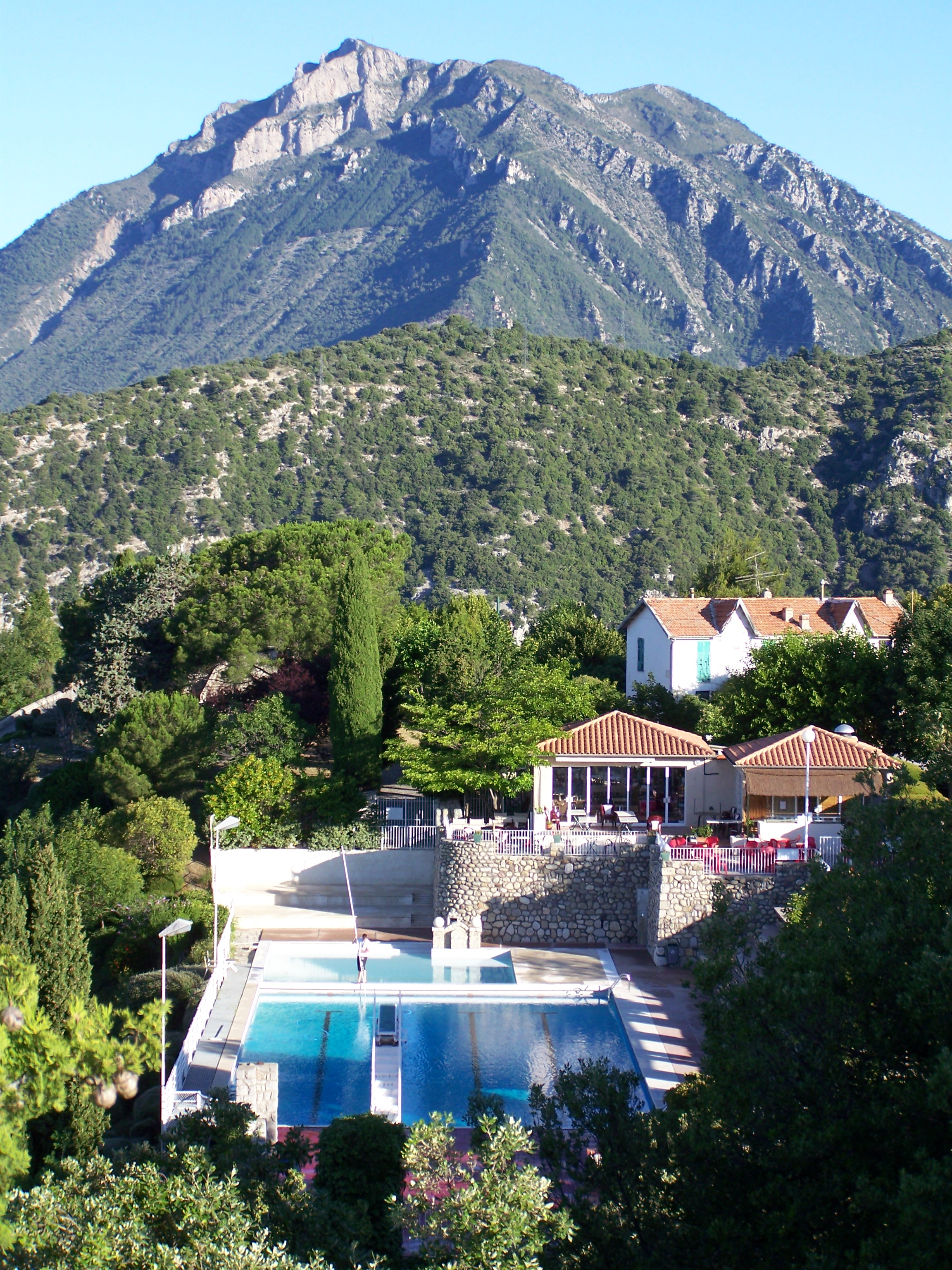
La piscine. En arrière-plan, le mont Vial.

Levens est un lieu propice aux excursions à pied, à cheval ou à bicyclette. À travers le village passe le sentier de grande randonnée no 5 (GR 5), qui va de la mer du Nord à la mer Méditerranée.
L’équitation est fréquemment pratiquée par les touristes, et des courses furent organisées en août et septembre sur l’hippodrome des Grands Prés, de 1903 à 1913 et durant les années 1960 avec dotation de prix comme le grand prix de la Société des bains de mer de Monaco (trot attelé ou monté en partie liée), le prix du Conseil général (course plate), le prix du Conseil municipal (trot attelé ou monté), le prix du canton de Levens, le prix Victor-André-Masséna, le prix du centenaire ou le prix de la ville de Levens. Les routes montagneuses de la commune sont parfois le théâtre de courses cyclistes ou automobiles.
Il existe aussi des aires de jeu vouées spécialement au tennis, au football ou au cricket, ainsi qu’une salle omnisports dans le quartier du Rivet.
La piscine se situe au sommet du village et son eau fraîche venant directement de la montagne est très agréable l’été.
Le site de la grotte du Rat a été équipé pour la pratique de l’escalade.
Levens compte de nombreuses associations sportives : chasse (en particulier aux sangliers sauvages…), jeu de boules, danse (classique, country, jazz, hip-hop, orientale), gymnastique, judo, karaté, yoga, course à pied et randonnées, équitation, VTT, football (club de l’Avenir sportif levensois), volley-ball, tennis, sports d’eau vive, escalade, ski…

## Personnalités liées à la commune
Plusieurs renseignements sur les personnalités levensanes sont disponibles dans l’ouvrage Levens de Garino (Pierre-Robert).

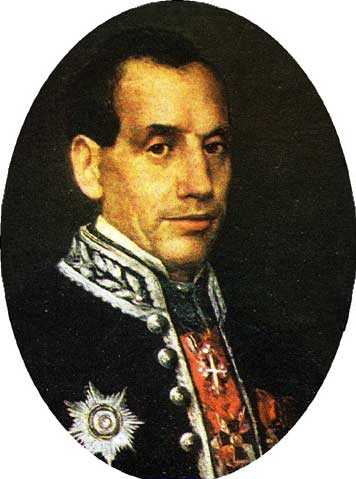
François Malausséna.

Pierre Gilletta (1568-1650), prêtre séculier connu sous la dénomination don Pietro. Il débute comme professeur de théologie au collège de Nice, puis devient vice-préfet de la sainte maison de Thonon, prieur de Saint-Jeoire et aumônier de la cavalerie de la maison ducale. Il publie en 1608 à Thonon une Déclaration de foi, ouvrage contre les calvinistes rédigé en français. Le duc de Savoie le nomme en 1622 procureur du Trésor royal. C’est à ce titre qu’il fait promulguer en 1623 la célèbre loi dite loi Gilletta qui interdit les intérêts composés. Sa maison située sur la place de la République a servi pendant de nombreuses années d’hôtel de ville ; elle abrite aujourd’hui la bibliothèque municipale. Charles-Emmanuel Ier de Savoie l’anoblit le 9 décembre 1627 avec transmissibilité aux enfants de son frère Philippe Gilletta. C’est de ce dernier que descend la célèbre famille Gilletta de Saint Joseph qui obtient le titre de comte de Saint-Joseph en 1833.
Louis Gilletta de Saint Joseph (1848-1928), lieutenant général dans l’armée royale italienne, commandeur de Saints-Maurice-et-Lazare, grand officier de la couronne d’Italie, décoré de la Croix d’or avec couronne royale pour le mérite de « huit lustres » (1 lustre = 5 ans, soit 40 ans) de service militaire.
Jean-Baptiste Gilletta (Levens, 7 mai 1856 - Nice, 4 février 1933), fils de paysan, devient un photographe célèbre pour ses clichés illustrant la vie sur la Côte d'Azur de la fin des années 1870 aux années 1920.
François-Stéphane Malausséna (Levens, 18 août 1814 - Nice, 16 janvier 1882), avocat au barreau de Nice, devient le premier maire de Nice après le rattachement à la France en 1860, puis député des Alpes-Maritimes et enfin président du conseil général des Alpes-Maritimes.

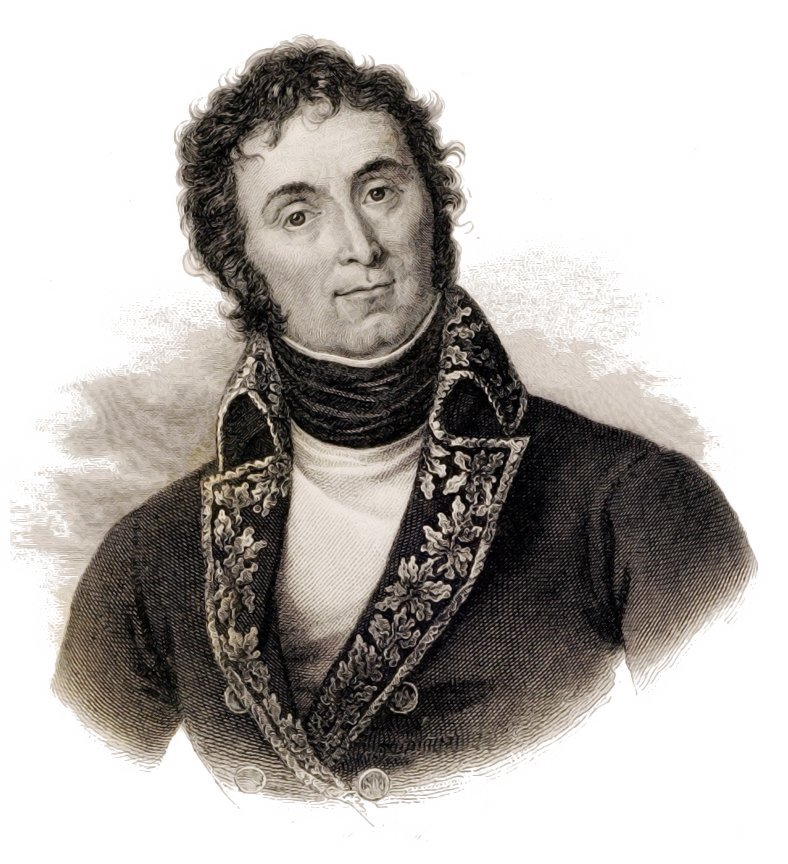
Maréchal André Masséna.

André Masséna (Nice, 6 mai 1758 - Paris, 4 avril 1817), duc de Rivoli, prince d’Essling et maréchal d’Empire, passe sa jeunesse à Levens et participe à l’invasion du comté de Nice comme général de l’armée révolutionnaire française.
Frédéric Maurandi (Levens, 28 décembre 1863 - Massoins, 23 janvier 1943), instituteur, publie en 1931 Les Annales de Levens.
Joseph Raybaud (Levens, 27 juin 1904 - la Roquette-sur-Var, 22 mars 1991) marque durablement et profondément la vie politique levensane. Champion de la longévité politique, il est réélu maire de Levens durant 62 ans, conseiller général du canton de Levens durant 55 ans (élu président du conseil général des Alpes-Maritimes en 1964) et sénateur des Alpes-Maritimes durant 34 ans dans le groupe de la Gauche démocratique.
Étienne Raynaud (Levens, 12 janvier 1828 - monastère d’Aiguebelle, 10 avril 1889), en religion révérend Marie-Joachim, professeur de théologie au grand séminaire de Nice en 1860 et abbé « mitré » des trappistes (abbé et évêque in partibus de Casamari in Vérolides).
Victor Grégoire Tiranty (Levens, 12 mars 1750 - Nice, 11 avril 1836), juriste, notaire et homme d’affaires, membre de la Société populaire. Défenseur de la France et de la Révolution, il s’est élevé contre le comportement du général d’Anselme et de ses troupes.

## Galerie
Voir aussi les photographies anciennes de Jean Gilletta, Jean Marx et Henri Geist, dans les archives de la médiathèque de l'architecture et du patrimoine sur le site du ministère français de la Culture.

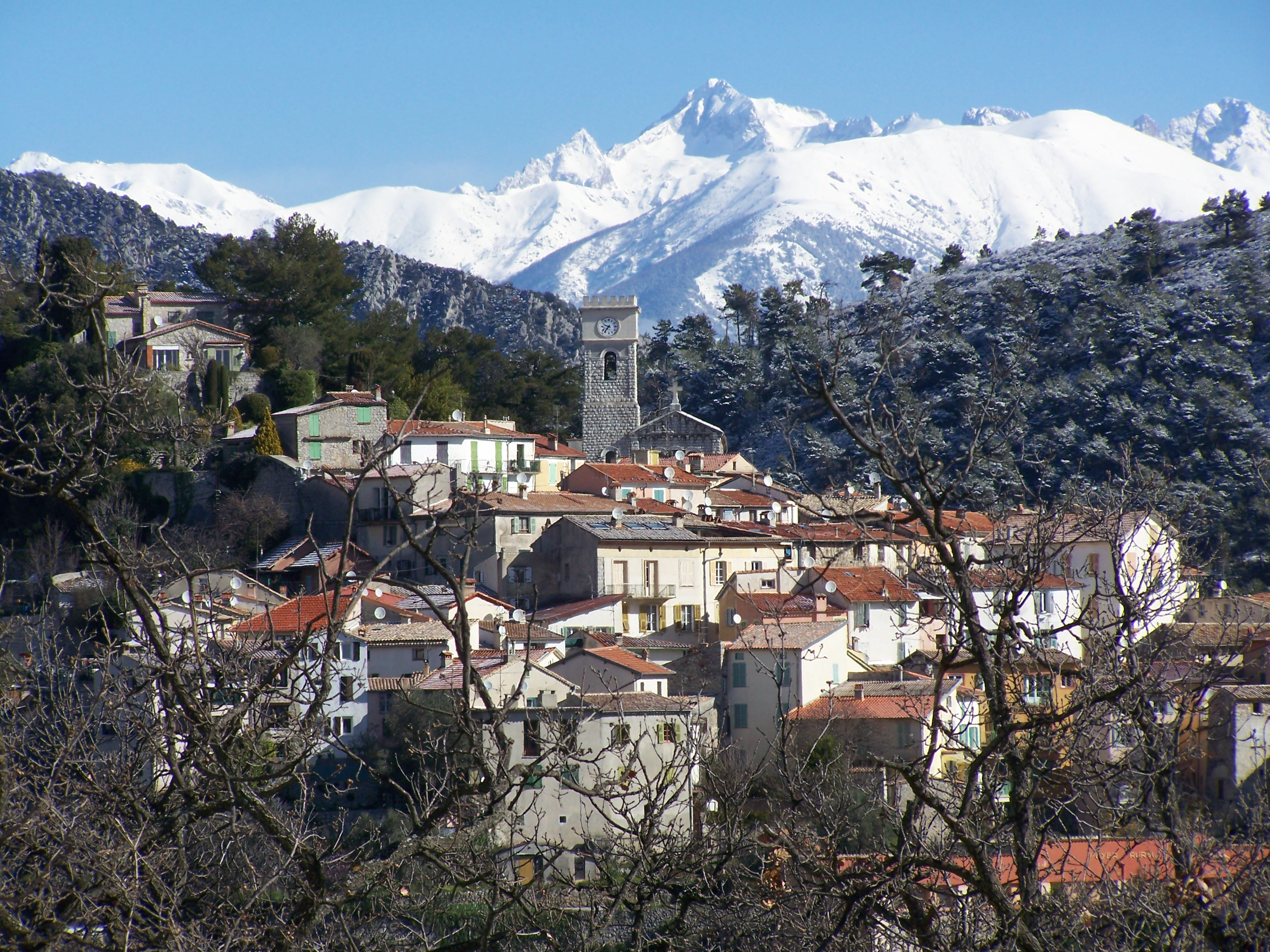
Le village en hiver.
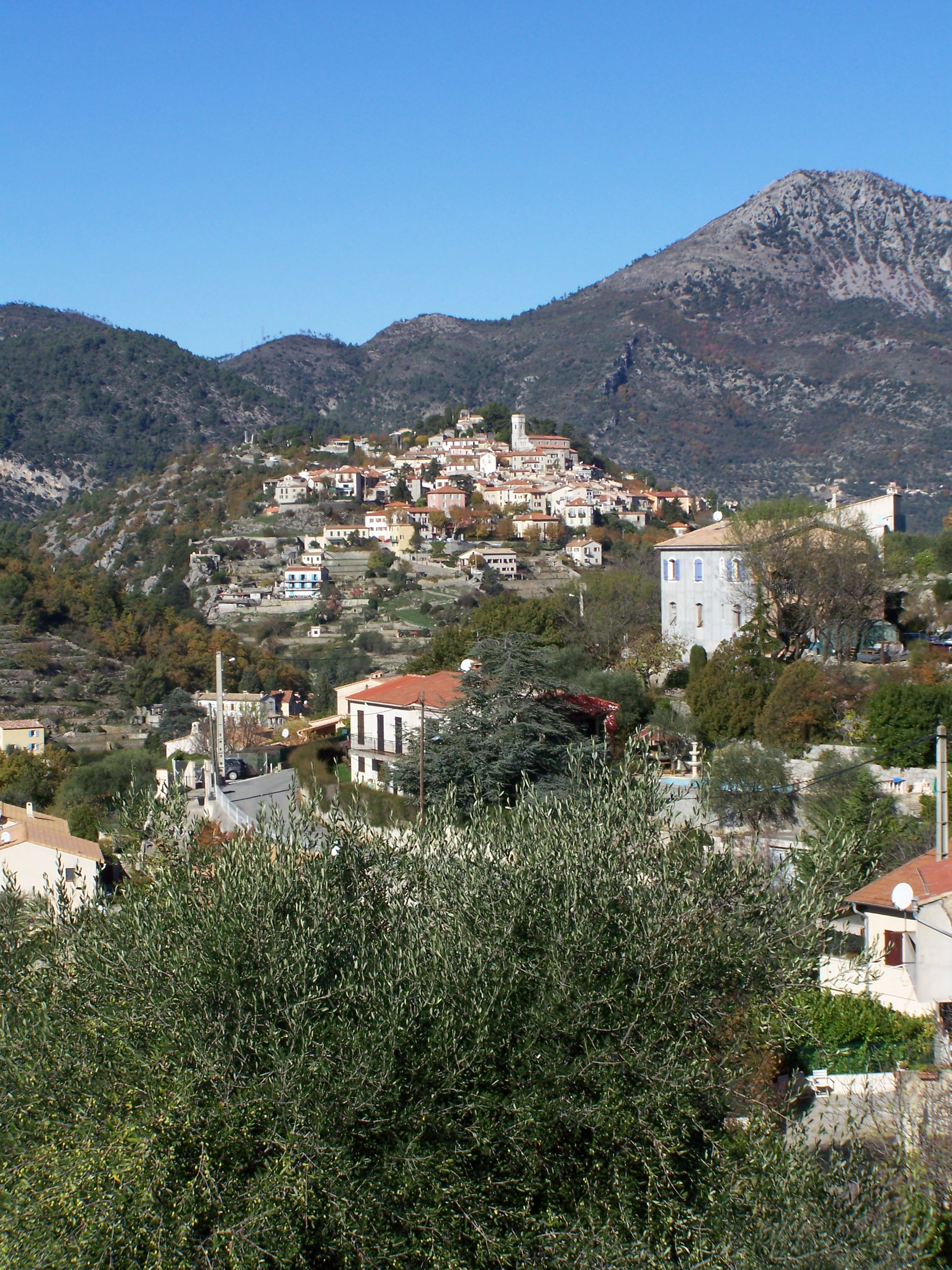
Le village vu du sud-ouest.
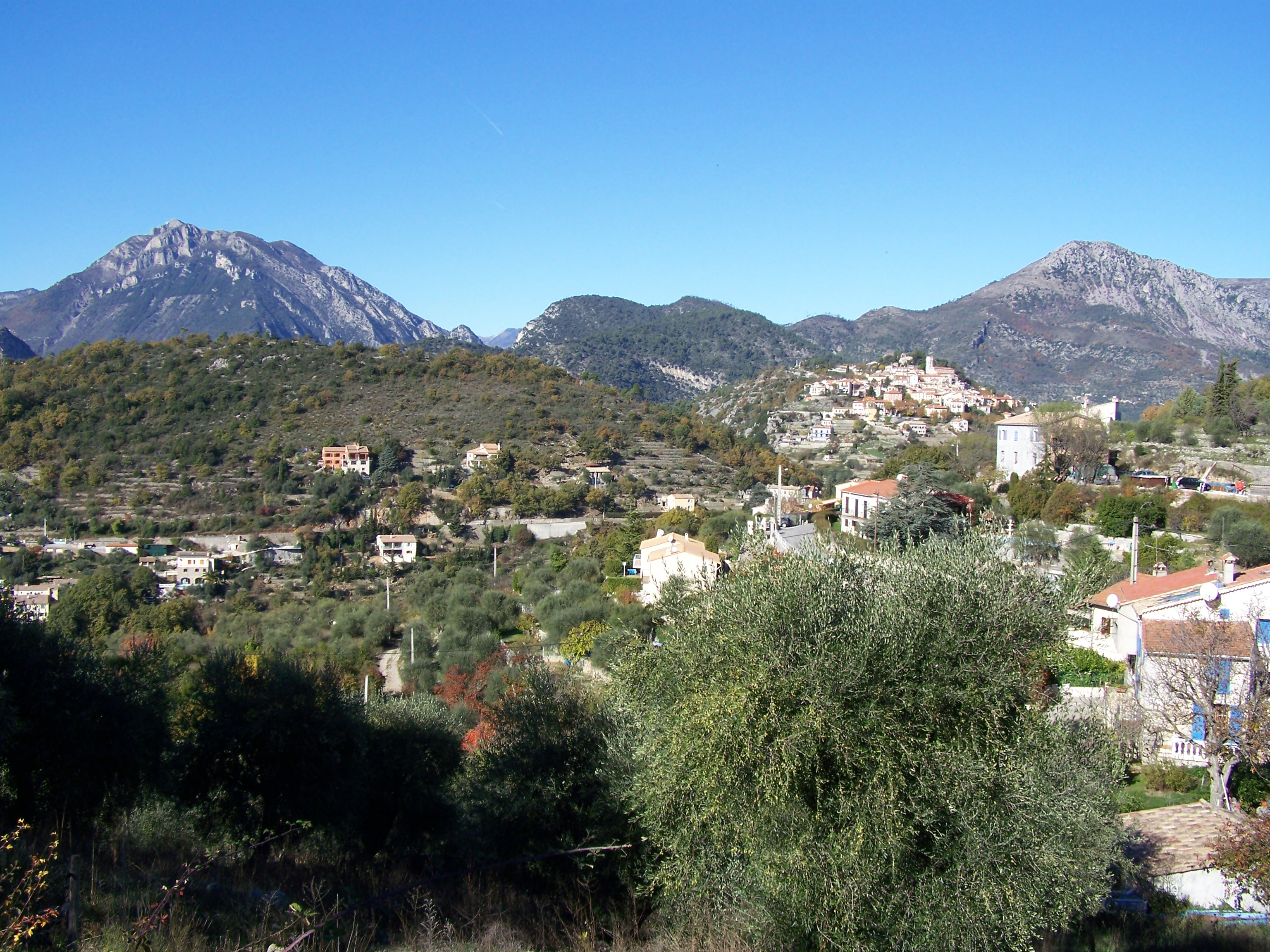
Le village vu du sud-ouest.
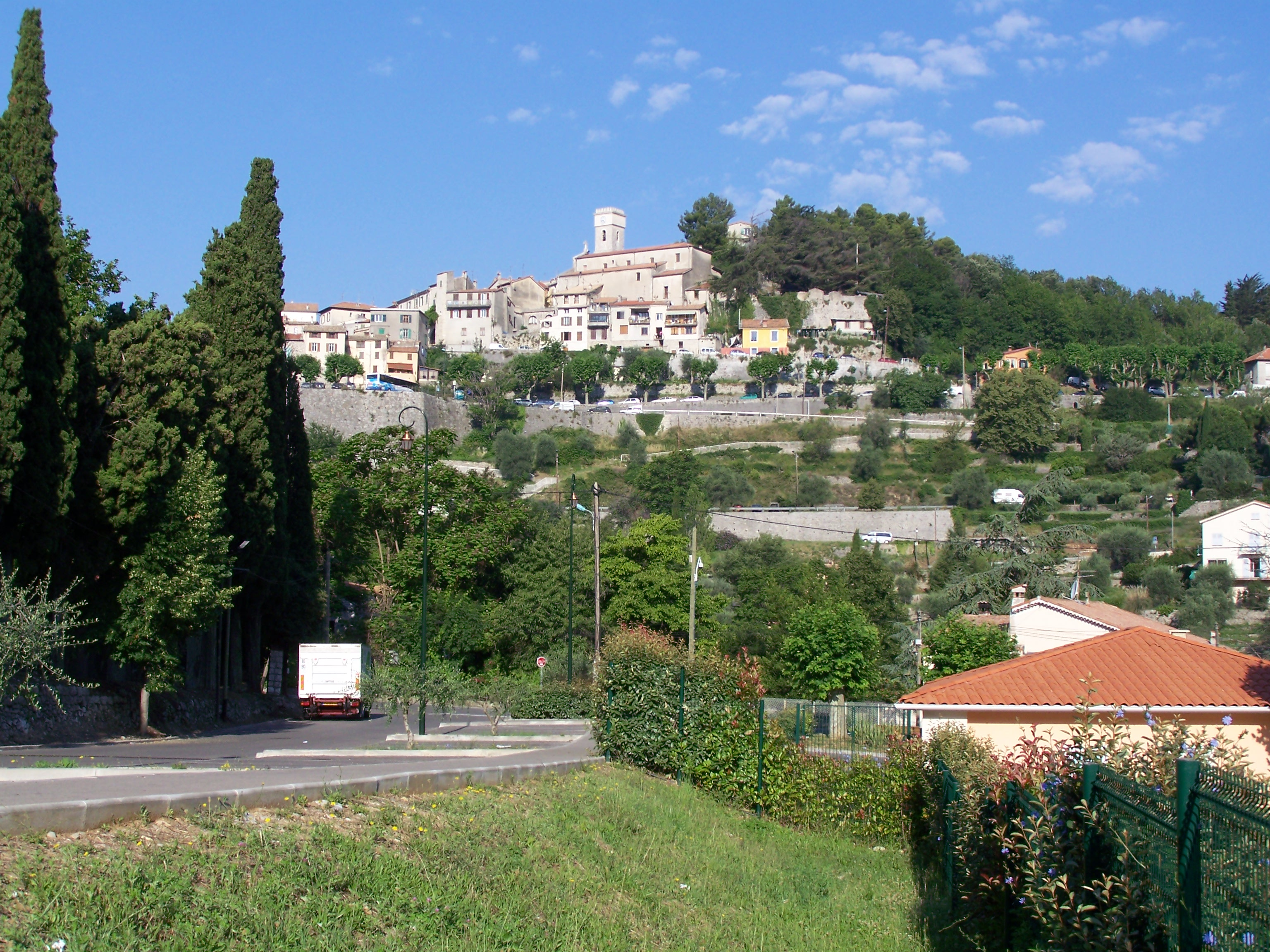
Le village, vu de l’est.
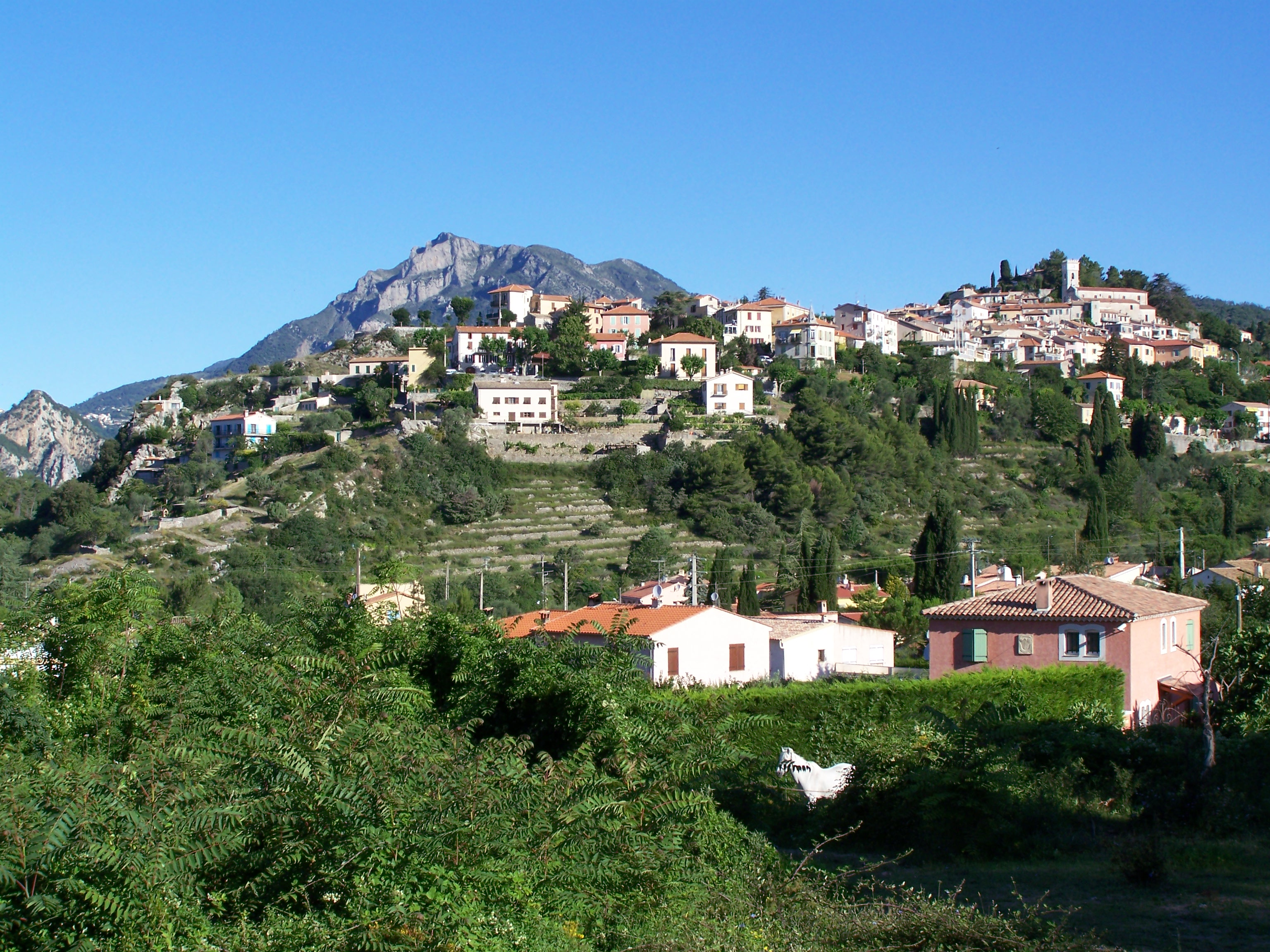
Le village, vu du sud.
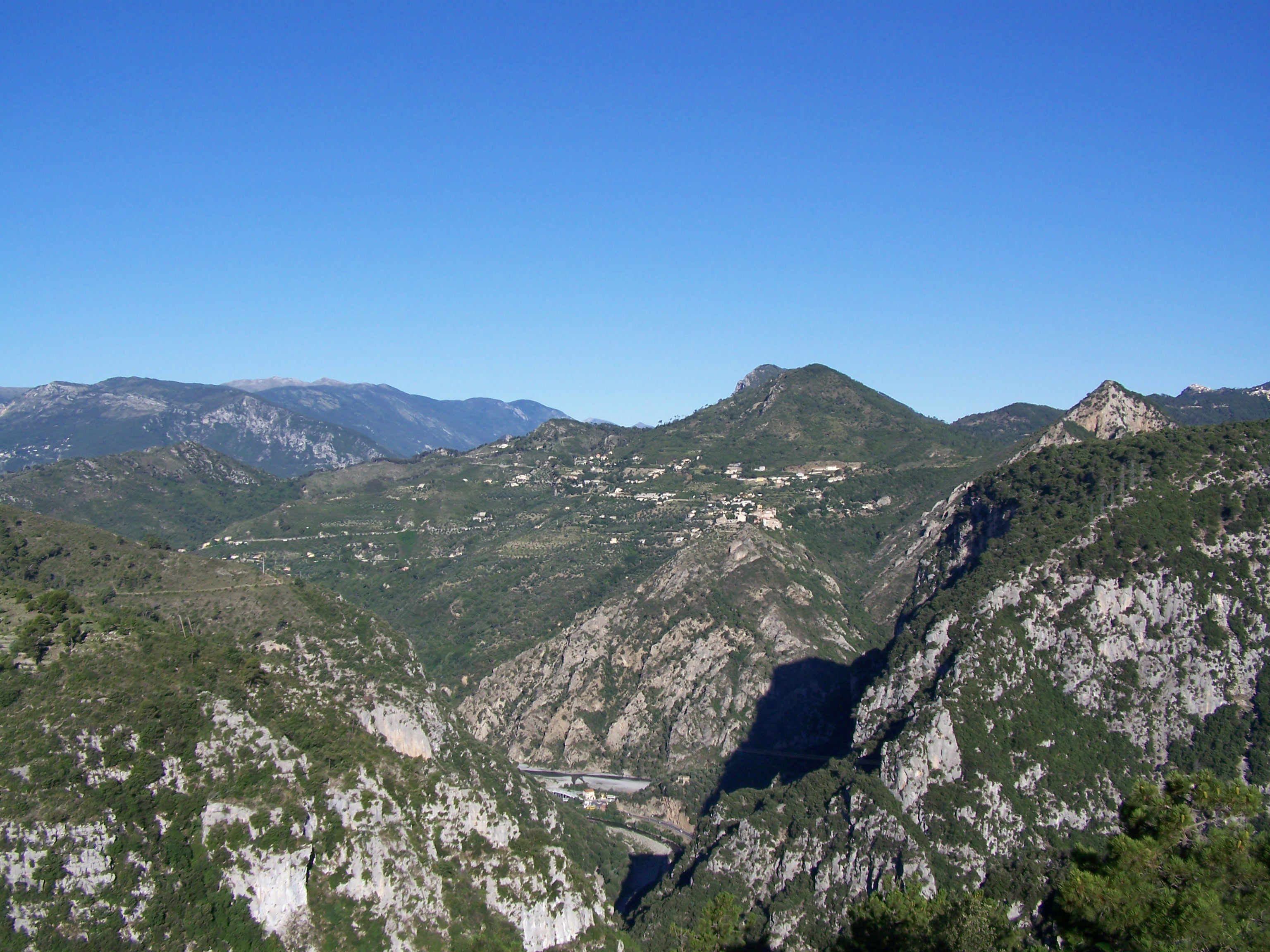
Panorama occidental.
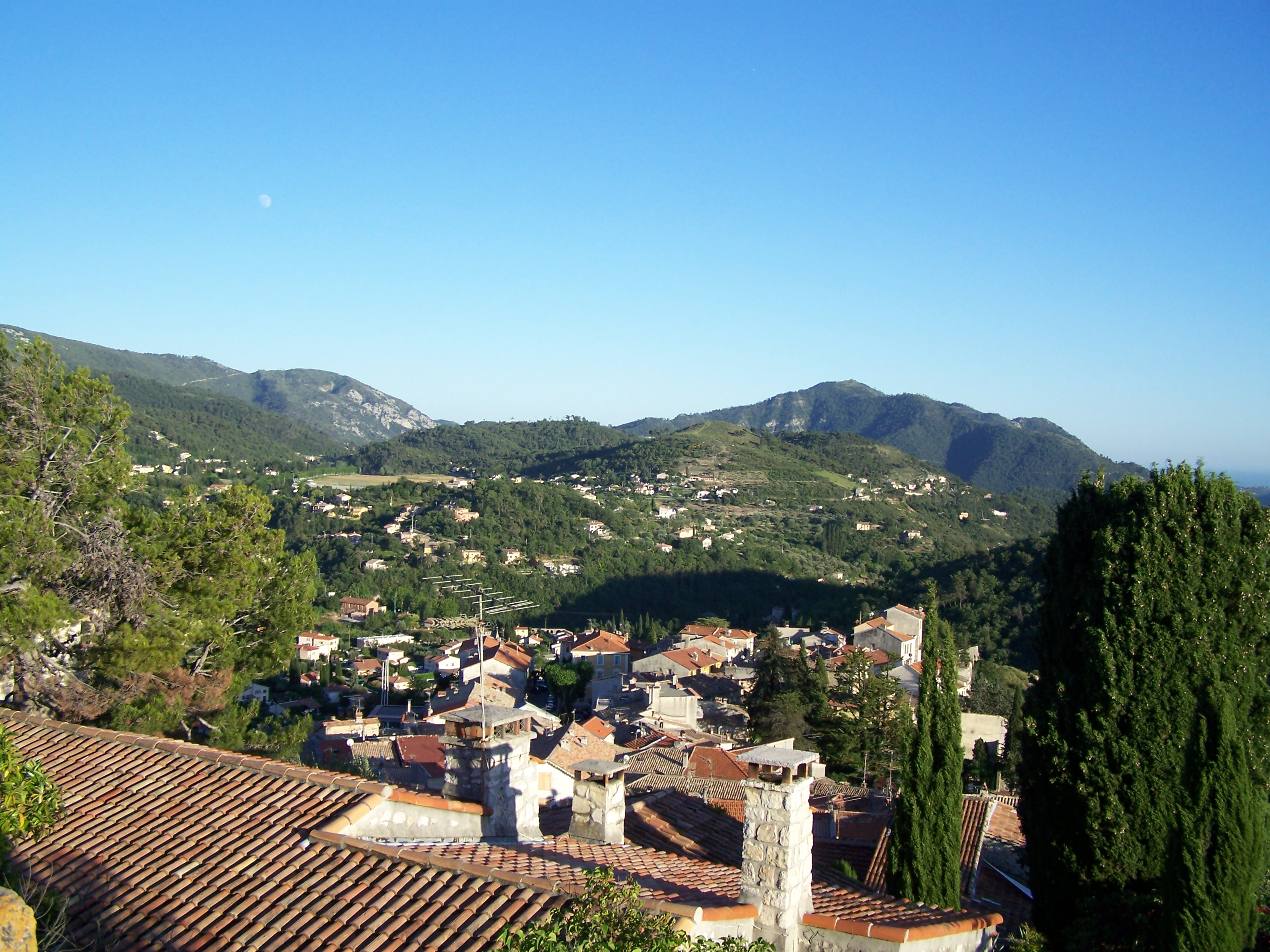
Panorama méridional.
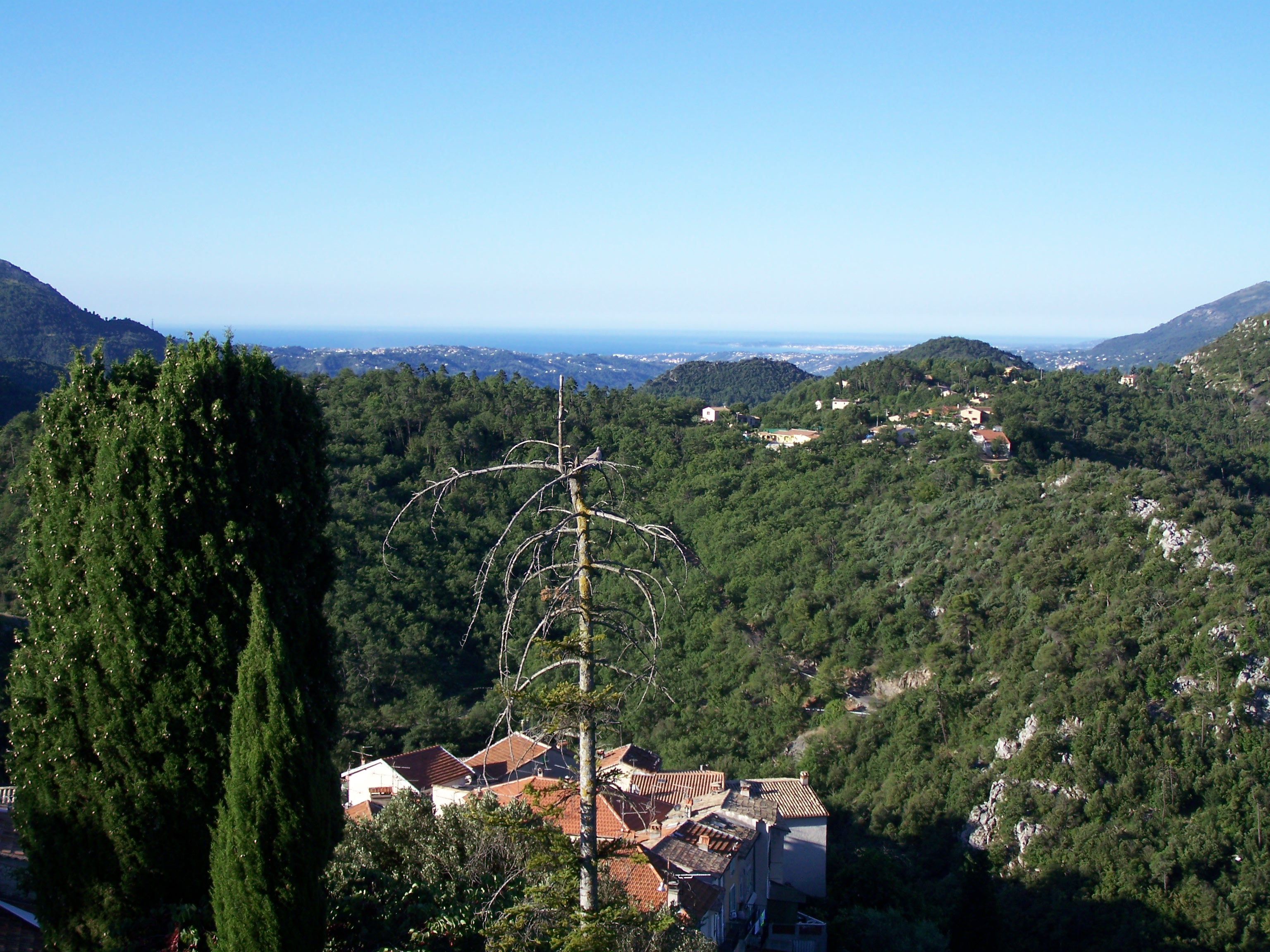
Vue sur la Méditerranée.
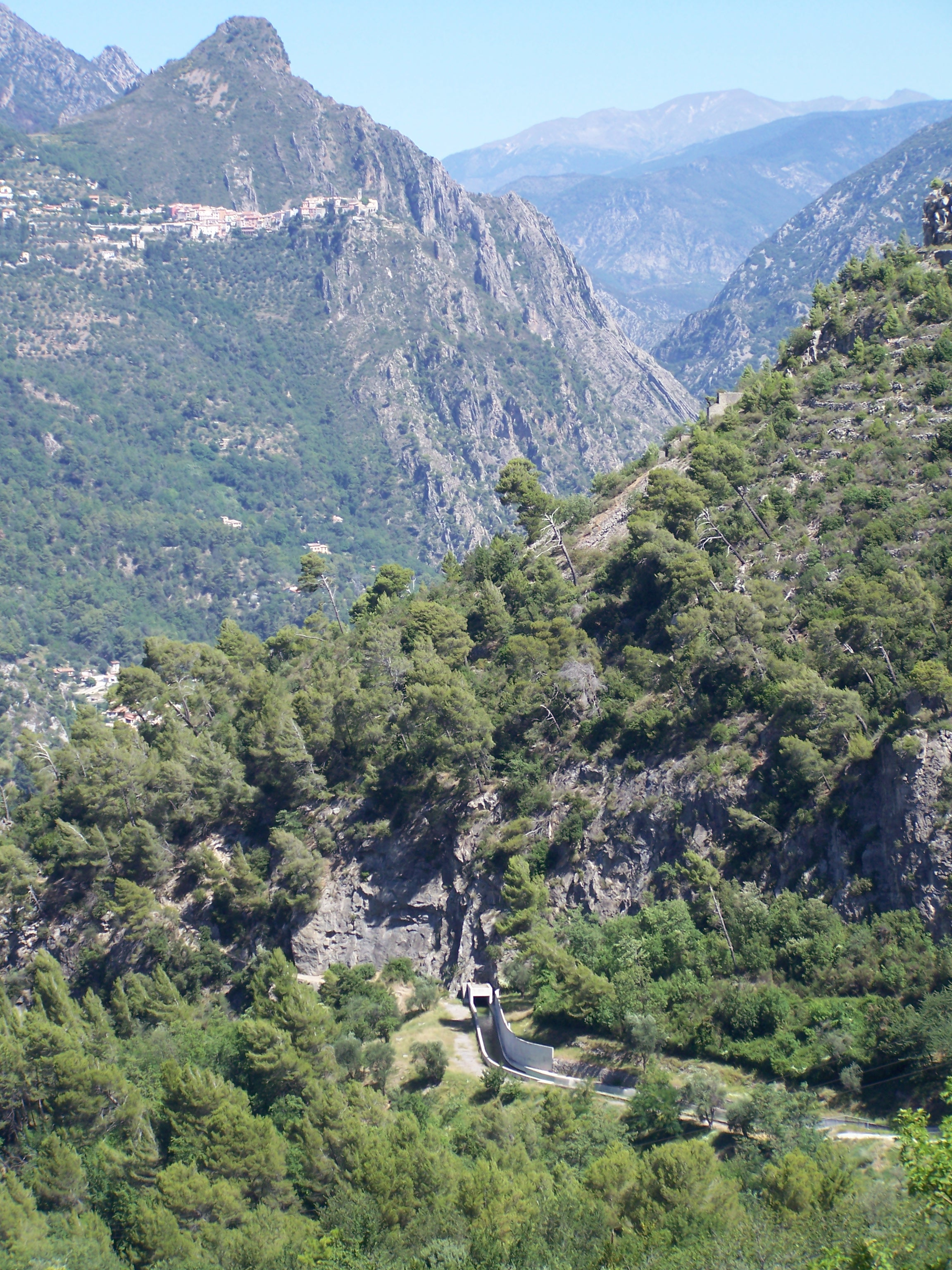
Canal de la Vésubie.
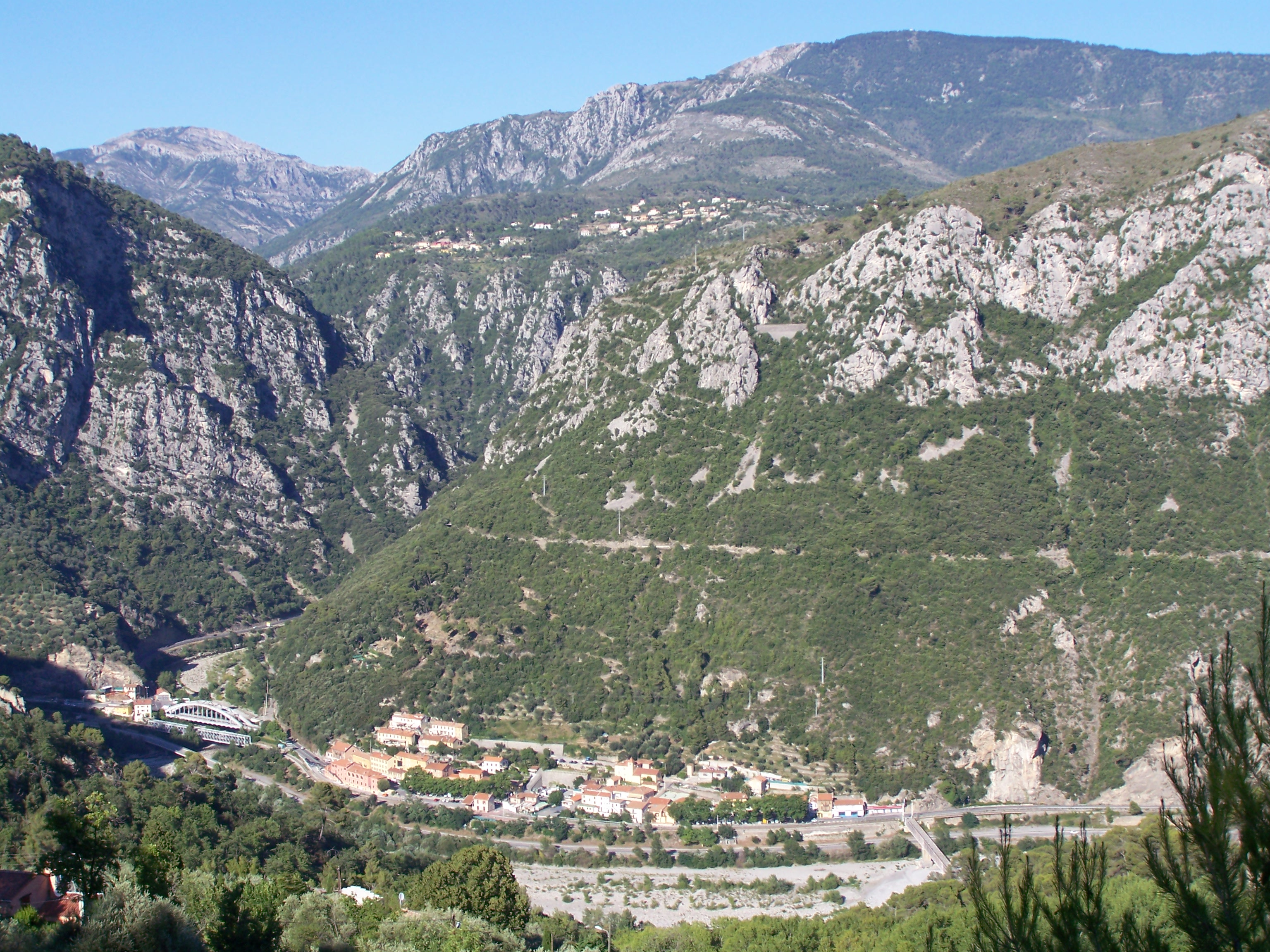
Écart de Plan-du-Var.
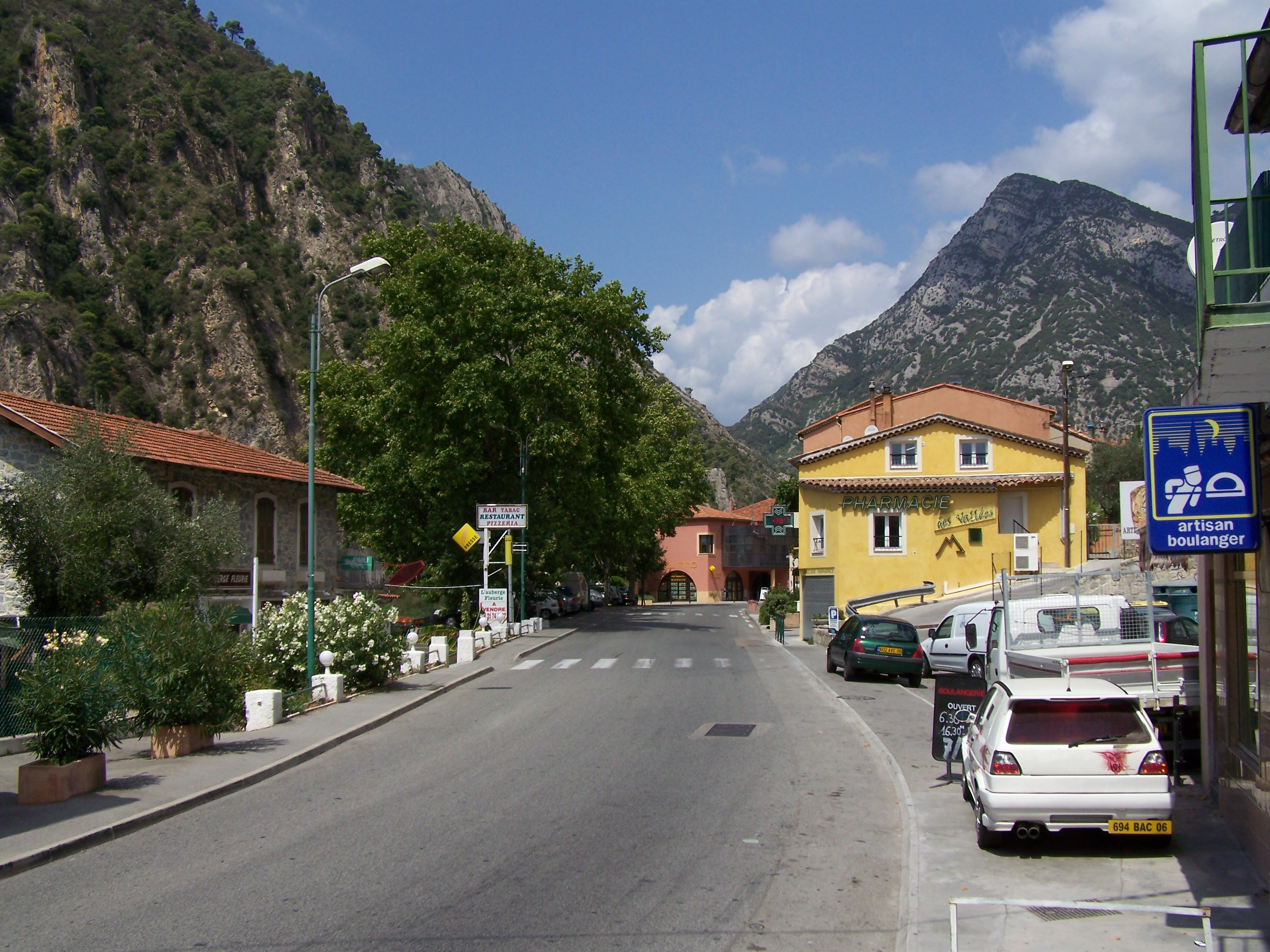
Grande rue de Plan-du-Var.
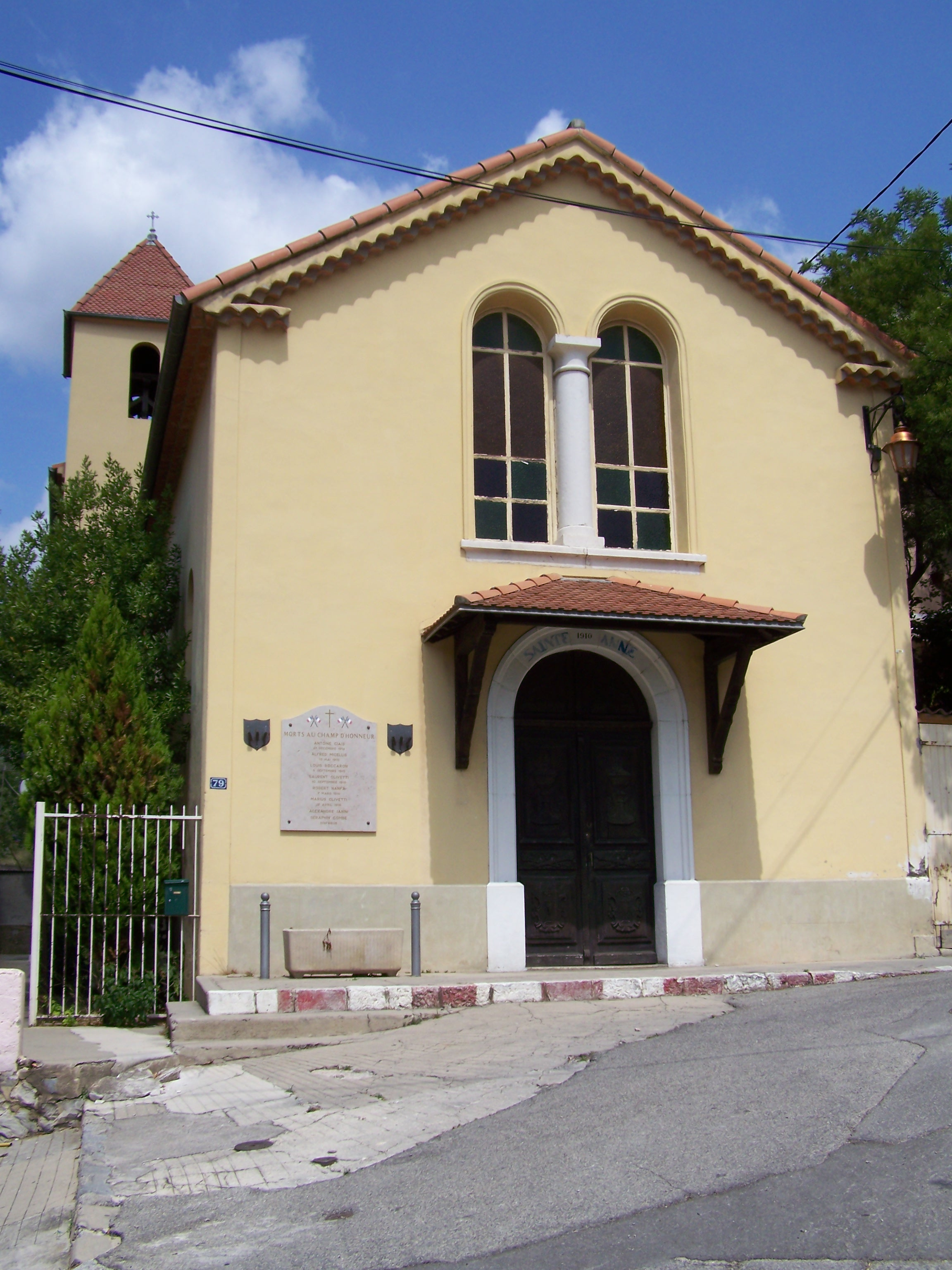
Église de Plan-du-Var.
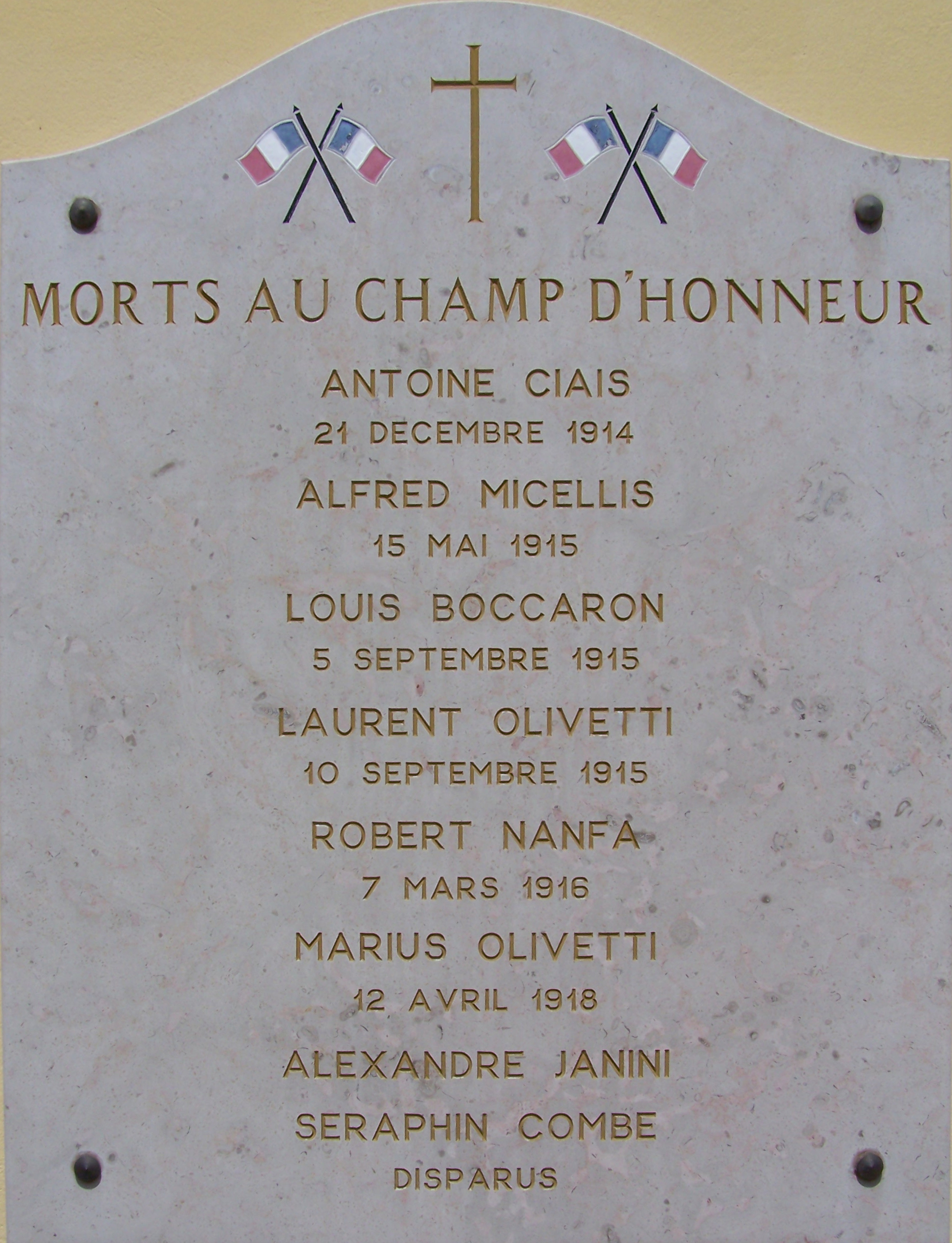
Mémorial 1914-1918 de Plan-du-Var.
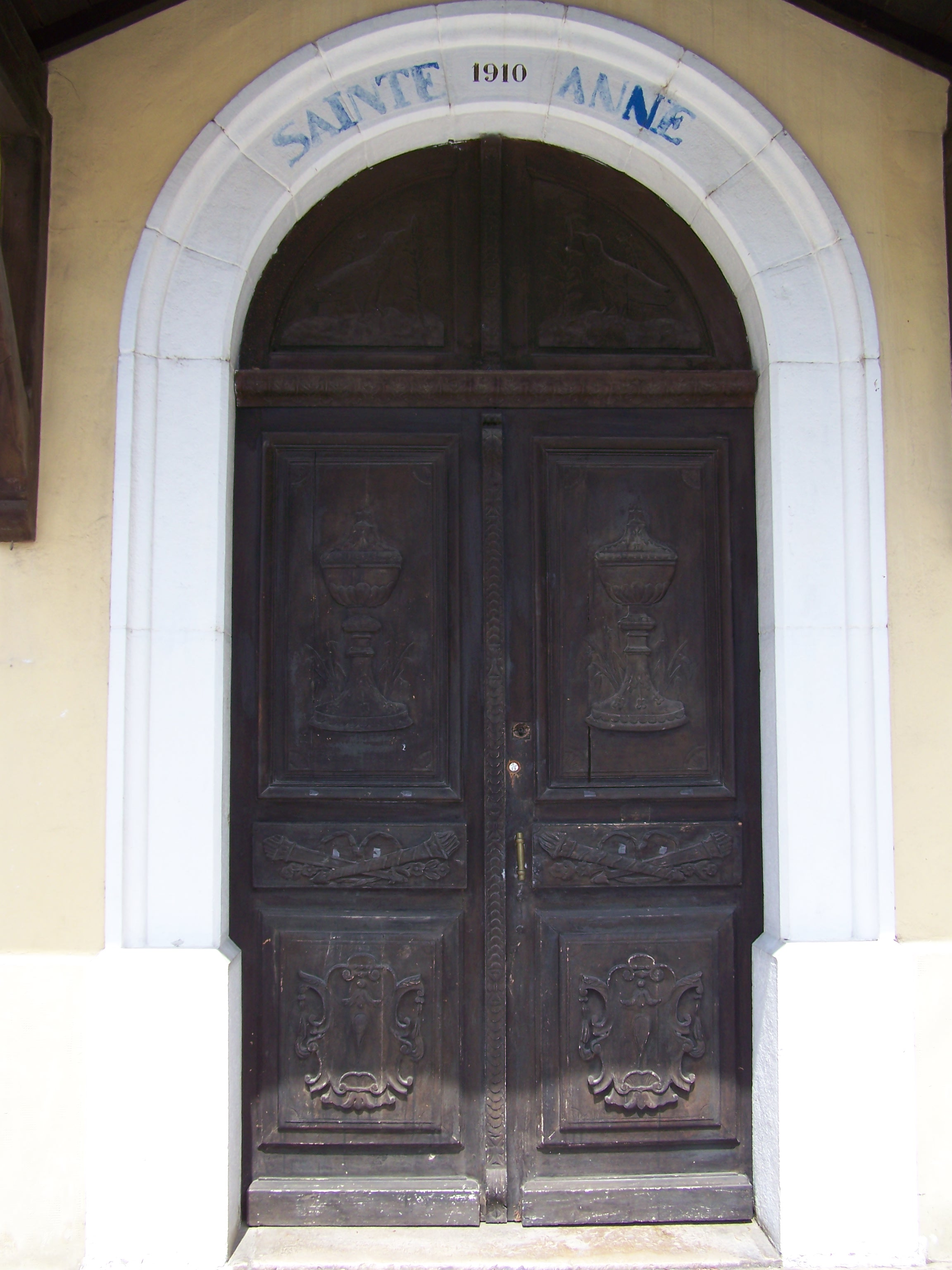
Porte sculptée de l’église de Plan-du-Var.
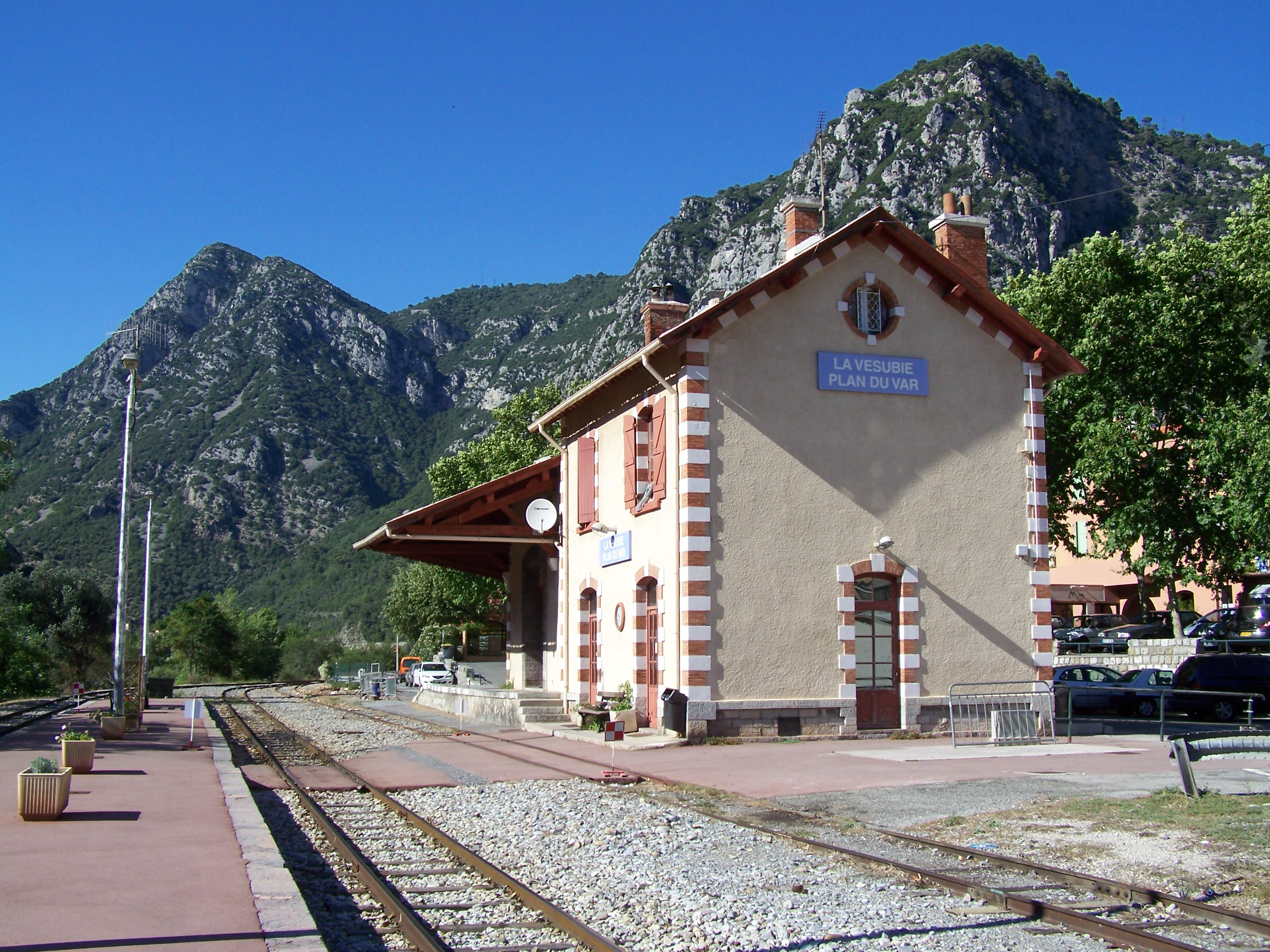
Gare de Plan-du-Var.
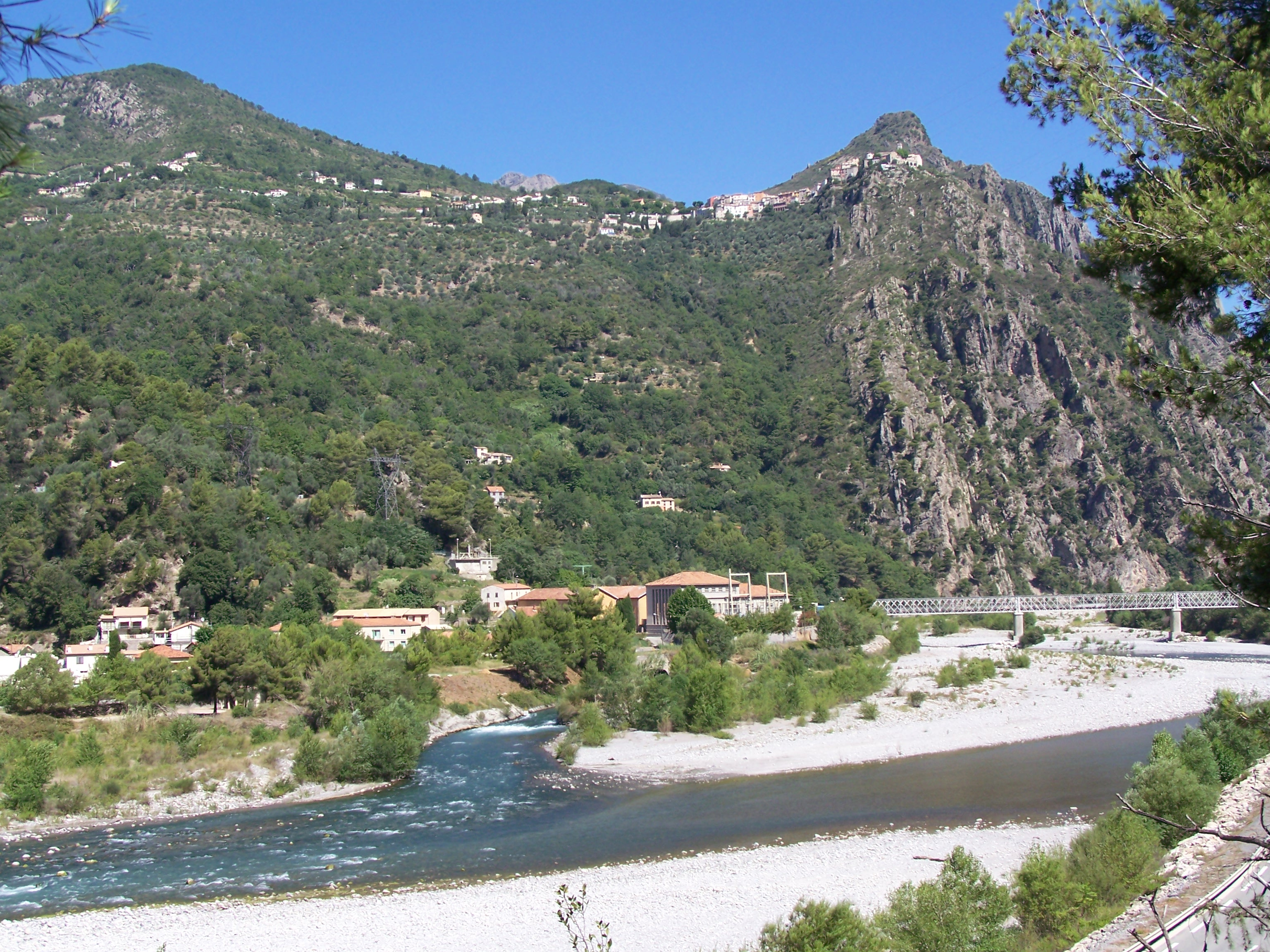
Usine électrique du Gabre.
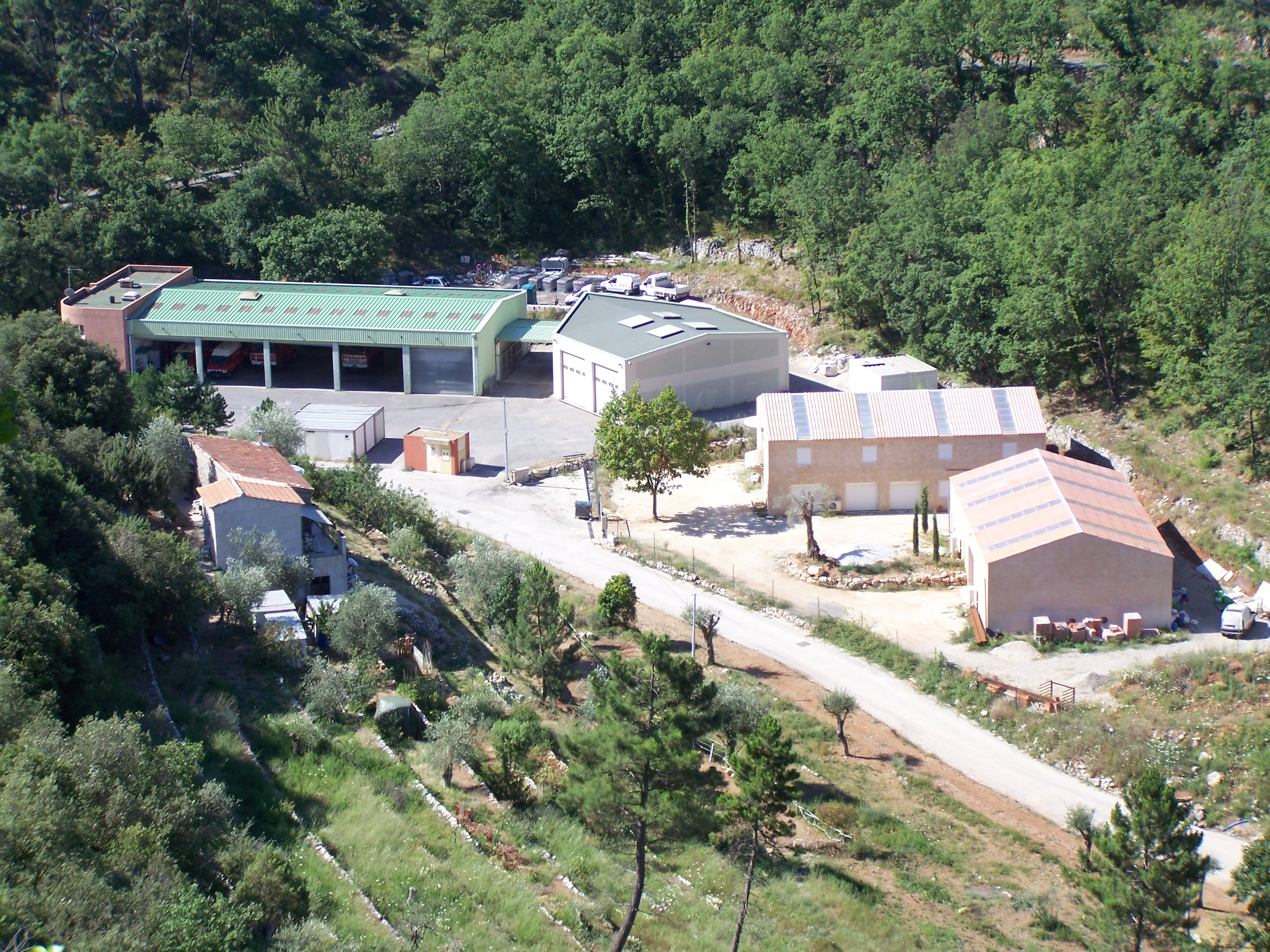
Caserne des pompiers.
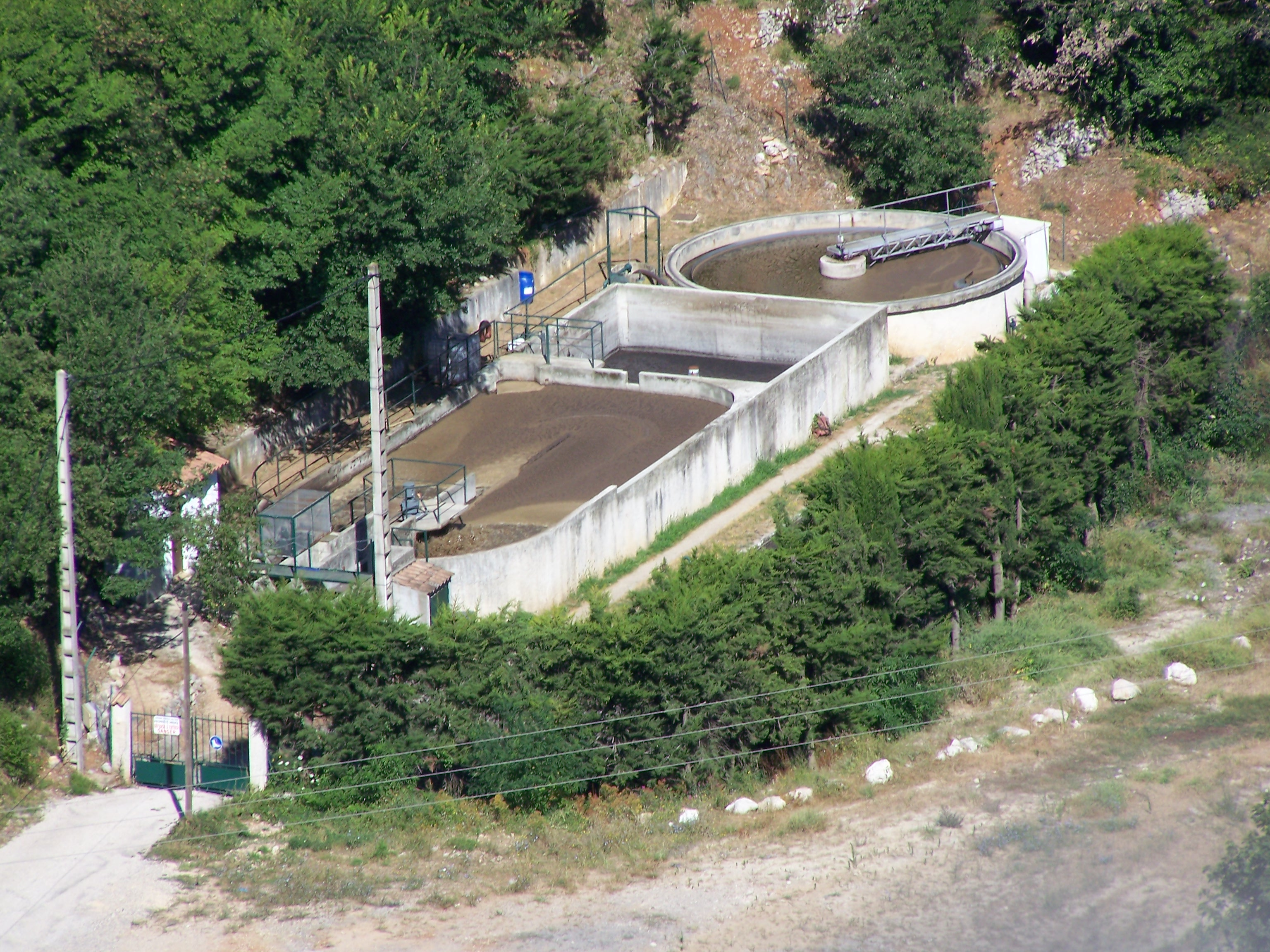
Station d’épuration.
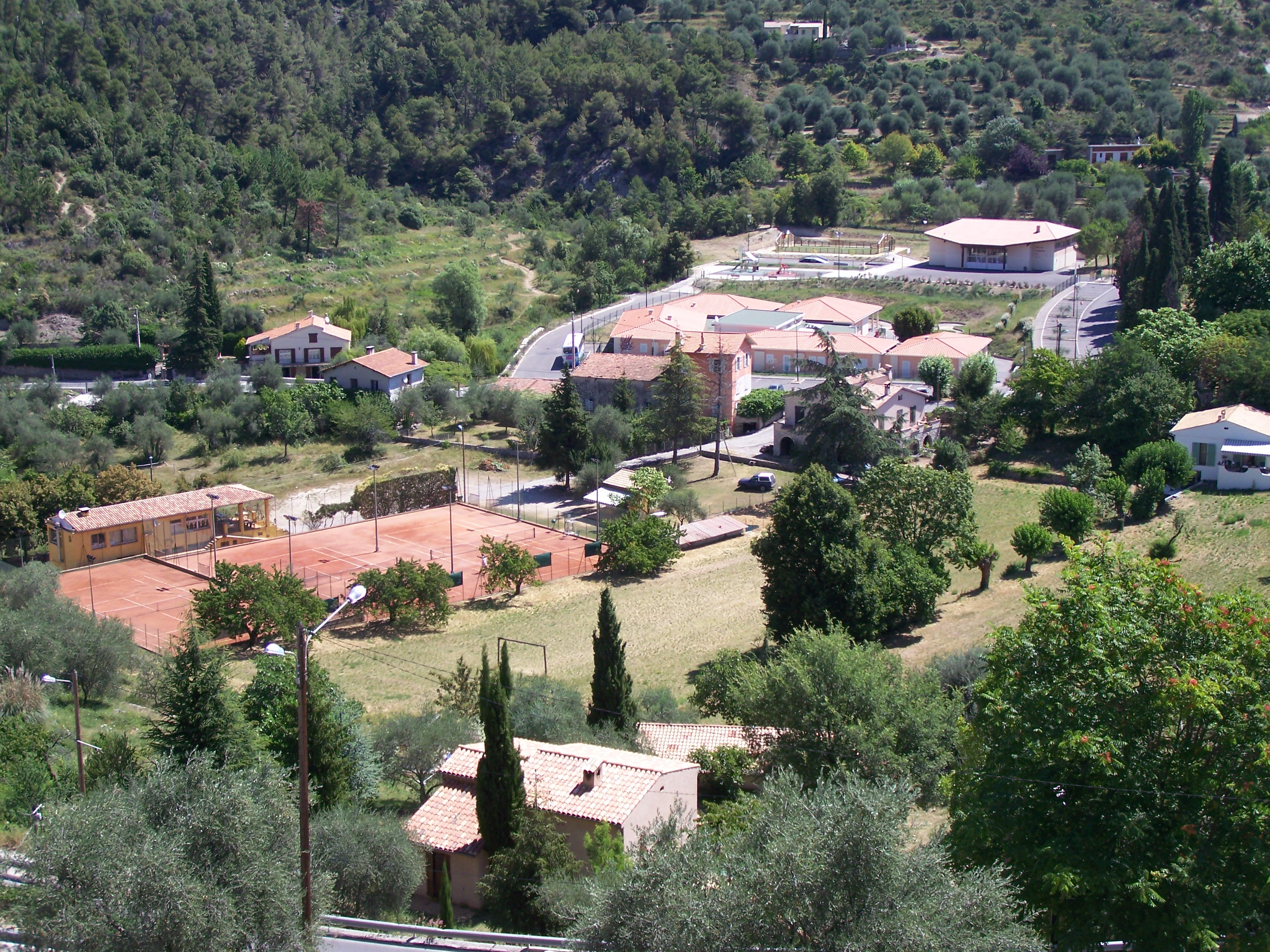
Quartier du Rivet.
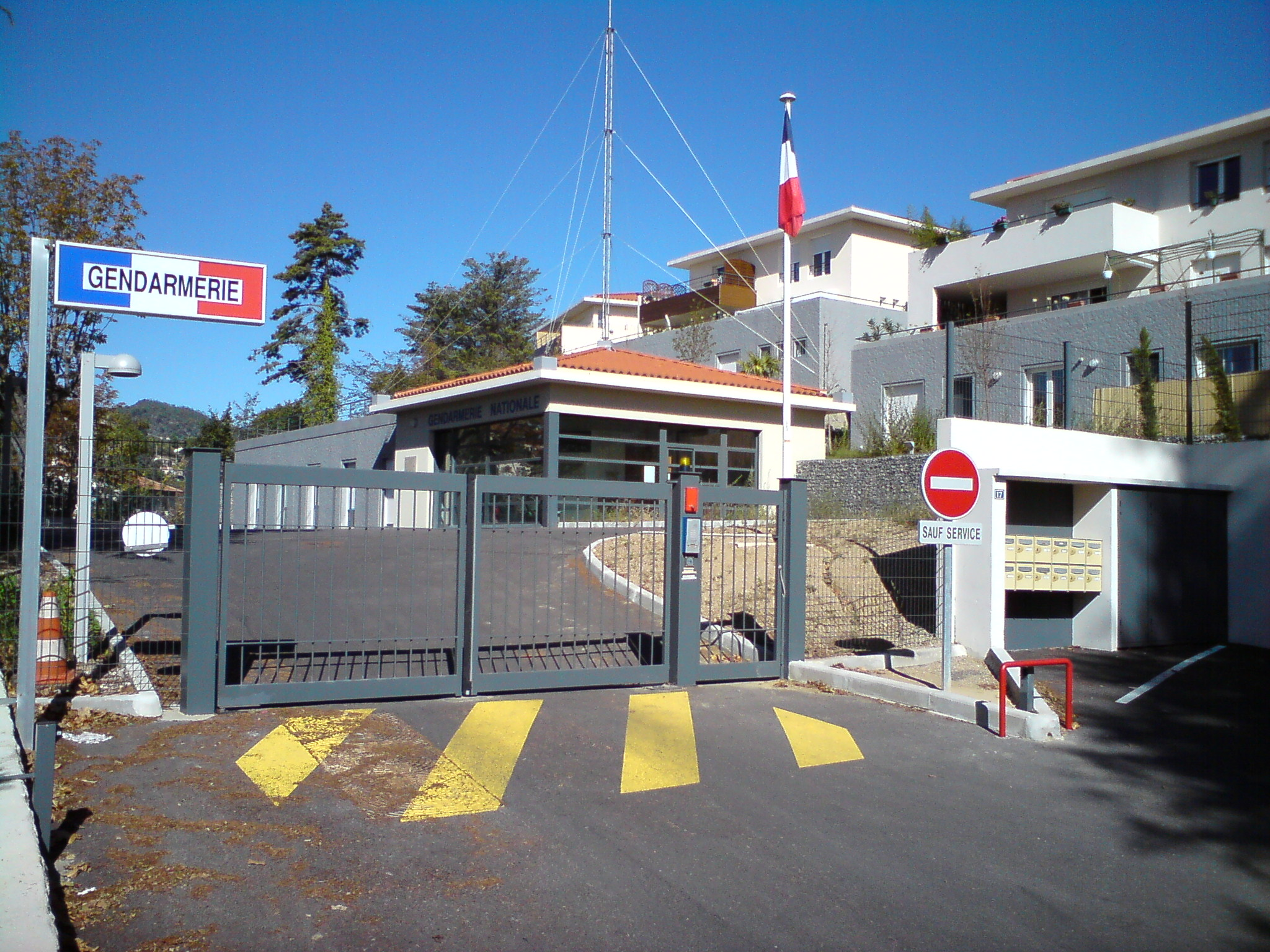
Nouvelle gendarmerie
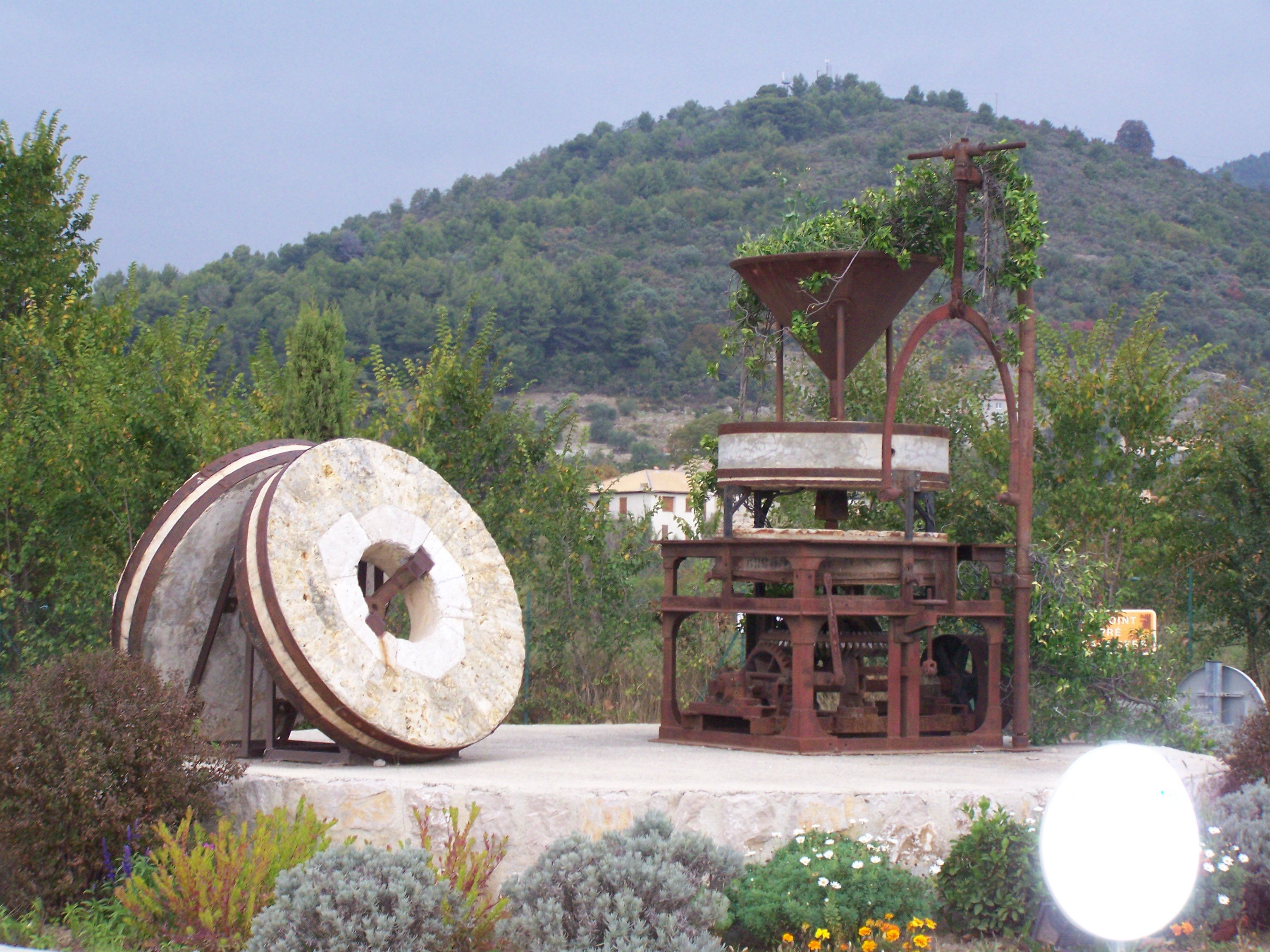
Ancien moulin à farine.
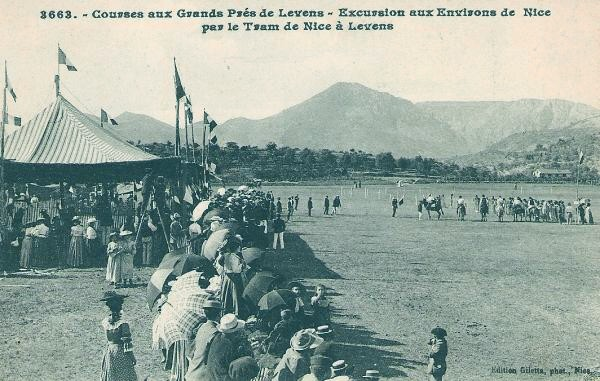
Hippodrome vers 1905.
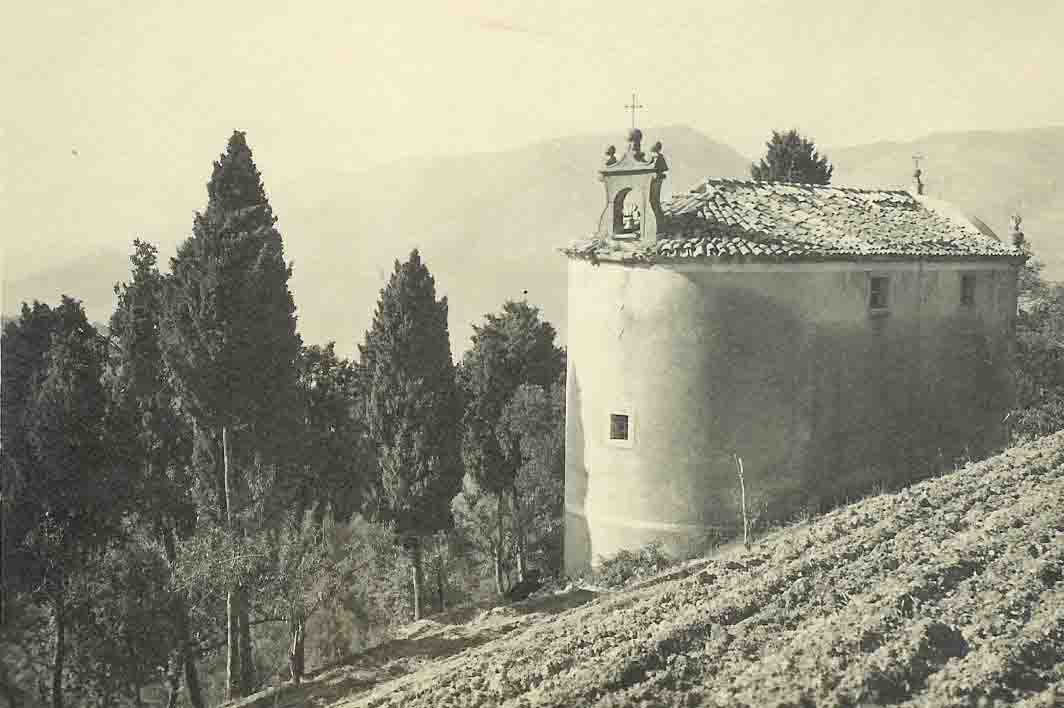
Chapelle Saint-Joseph au début du XXe siècle.
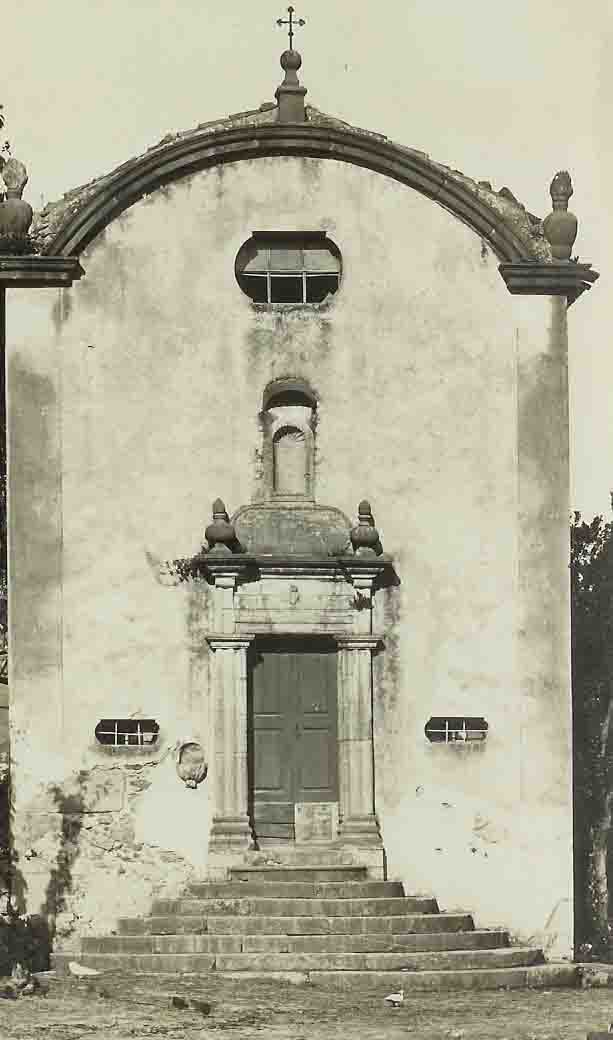
Chapelle Saint-Joseph au début du XXe siècle.
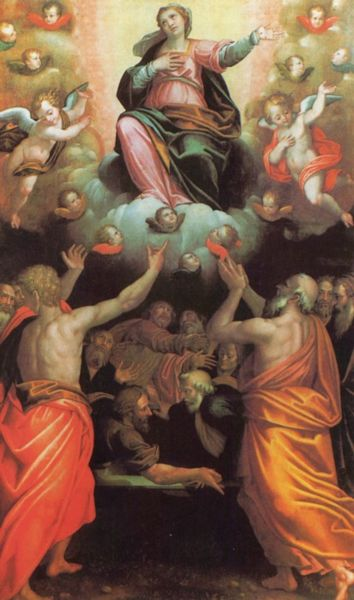
Assomption de la Vierge (1587, chapelle Blanche).